# حرب العراق
حرب العراق هي نزاع مسلح طويل الأمد بدأ مع غزو العراق عام 2003 من قبل قوات التحالف بقيادة الولايات المتحدة. أطاح الغزو بحكومة صدام حسين. ومع ذلك، فقد استمر الصراع في الكثير من أوقات العقد المقبل على أنَّه تمرد وظهرت معارضة لقوات الاحتلال وحكومة ما بعد الغزو العراقية. قتل ما يقدر بنحو 151,000 إلى 600,000 عراقي أو أكثر في 3–4 سنوات الأولى من الصراع. أعلنت الولايات المتحدة رسمياً انسحابها من البلاد في عام 2011 لكن عادت وشاركت في 2014 على رأس ائتلاف جديد؛ واستمر التمرد والصراع المسلح الأهلي.
بدء الغزو في 20 مارس 2003، بقيادة الولايات المتحدة، ثمَّ انضمَّت المملكة المتحدة والعديد من حلفاء التحالف، حيثُ أطلقوا حملة القصف المسمَّاة «الصدمة والترويع». أدَّى الغزو إلى انهيار الحكومة العراقية آنذاك وأعُتقل صدام خلال عملية الفجر الأحمر في ديسمبر كانون الأول من العام نفسه ثمَّ أعدم بعد ثلاث سنوات. ومع ذلك، أدَّى فراغ السلطة بعد سقوط صدام وسوء إدارة الاحتلال إلى انتشار العنف الطائفي بين الشيعة والسنة، فضلاً عن تمردٍ طويلٍ ضد الولايات المتحدة وقوات التحالف. ردَّت الولايات المتحدة على ذلك بزيادة عدد القوات في 2007 في محاولة للحد من العنف، ثمَّ بدأت بسحب قواتها في شتاء 2007–08، وبدأت المشاركة الأمريكية بالتراجع شيئاً فشيئاً في العراق في عهد الرئيس باراك أوباما، وأعلنت أخيراً الولايات المتحدة رسمياً انسحاب جميع قواتها القتالية من العراق بحلول ديسمبر 2011.
قدمت إدارة بوش عدَّة تبريراتٍ لشنِّ الحرب والتي تركزت أساساً على تأكيد أنَّ العراق يمتلك أسلحة دمار شامل وأنَّ حكومة صدام تُشكِّل تهديداً كبيراً على الولايات المتحدة وحلفاء التحالف. اتهم مسؤولون أمريكيون صدام بدعم وإيواء القاعدة، في حين قال آخرون أنَّ المبرر لشن الحرب هو الرغبة في إنَّهاء قمع أحد الديكتاتوريين الظالمين وجلب الديمقراطية إلى شعب العراق. لكن بعد الغزو، لم يتمَّ العثور على أي أدلة قوية للتحقق من وجود أسلحة دمار شامل. واجهت التبريرات لشنِّ الحرب والتي جُمِعَت من قِبَل الاستخبارات انتقادات شديدة داخل الولايات المتحدة وعلى الصعيد الدولي.
في أعقاب الغزو، عقد العراق انتخابات متعددة الأحزاب في عام 2005. أصبح نوري المالكي رئيساً للوزراء في 2006 وظلَّ في منصبه حتى 2014. سنَّت حكومة المالكي سياساتٍ نظر إليها على نطاق واسع أنَّها لتهميش سُّنَّة العراق أدى ذلك إلى تفاقم التوترات الطائفية. صيف عام 2014، شنَّ تنظيم الدولة الإسلامية في العراق والشام هجوماً عسكرياً في شمال العراق وأعلن الخلافة الإسلامية في جميع أنحاء العالم، ردت الولايات المتحدة وحلفائها بحملة عسكرية ضده. تسببت حرب العراق بمقتل مئات الآلاف من المدنيين، والآلاف من الخسائر العسكرية. كانت أكبر نسبة ضحايا نتيجة التمرد والصراعات الأهلية في ما بين 2004 و 2007.

## خلفية

### مصدر أسلحة الدمار الشامل في العراق
في 1990، قال تقرير المواجهة عن «تسليح العراق»: «رسميا، شاركت معظم الدول الغربية في حظر الأسلحة على العراق خلال عقد 1980، لكن... باعت الشركات الغربية، في المقام الأول من ألمانيا وبريطانيا العظمى وفرنسا وروسيا، بل أيضا من الولايات المتحدة اللى دعمت صدام بالسلاح النووى بمشاركة خبراء إسرائيليين في الفيزياء النووى في عملية مردوخ2 , للعراق تكنولوجيات رئيسية مثل الأسلحة الكيميائية، الصواريخ، والبرامج النووية.... بدت العديد من الحكومات الغربية متواطئة بصورة ملحوظة غير مبالية، إن لم تكن متحمسة، لتلك الصفقات. ... وفي واشنطن، لم تسمح الحكومة باستمرار النمو غير العادي لترسانة صدام حسين وقوته في أعقاب سياستها الجديدة».

### نزع السلاح العراقي والاستخبارات في ما قبل الحرب
قبل سبتمبر 2002، كانت وكالة الاستخبارات المركزية هي الداعم الرئيسي لإدارة بوش في الحملة على العراق. في سبتمبر، تم إنشاء وحدة في وزارة الدفاع الأمريكية تسمى مكتب الخطط الخاصة بقيادة بول ولفويتز ودوغلاس فيث، وبرئاسة فيث، قام بفرض رسوم آنذاك على وزير الدفاع دونالد رامسفيلد، لإدخال كبار مسؤولي إدارة جورج دبليو بوش إلى الاستخبارات المتعلقة بالعراق. كتب سيمور هيرش، وفقا لمستشار البنتاغون: «قال لي مستشار وزارة الدفاع الأمريكية أنه تم إنشاء مكتب الخطط الخاصة من أجل العثور على دليل من قبل ولفويتز ورئيسه، وزير الدفاع دونالد رامسفيلد، وأرادا أن يكون صحيحا— ليؤكدا أن لصدام حسين علاقات وثيقة مع تنظيم القاعدة، وأن للعراق ترسانة هائلة من الأسلحة الكيميائية، البيولوجية، ومن المحتمل حتى الأسلحة النووية والتي تعرف بمجموعها باسم أسلحة الدمار الشامل تهدد المنطقة، ومن المحتمل أن تهدد حتى الولايات المتحدة.... وقد كانت وكالة الاستخبارات المركزية تحاول الربط بين العراق والإرهاب».

#### استئناف عمليات تفتيش الأمم المتحدة عن الأسلحة
وصلت مسألة نزع سلاح العراق إلى نقطة تحول في ما بين 2002، عندما طالب الرئيس بوش بالإنهاء الكامل للإنتاج العراقي المزعوم لأسلحة الدمار الشامل والامتثال الكامل لقرارات مجلس الأمن التابع للأمم المتحدة التي تأمر بوصول مفتشي الأسلحة من للأمم المتحدة دون قيود إلى ما يشتبه أنها مرافق إنتاج الأسلحة. حظرت الأمم المتحدة على العراق صنع أو امتلاك هذه الأسلحة بعد حرب الخليج الثانية وطالبت العراق بالسماح باستمرار عمليات التفتيش الأممية وأكدت امتثاله لذلك. خلال عمليات التفتيش في عام 1999، زود عملاء المخابرات الأمريكية الولايات المتحدة مباشرة بمحادثات الأجهزة الأمنية العراقية فضلا عن غيرها من المعلومات الأخرى. وهذا ما أكدته صحيفة نيويورك تايمز وصحيفة وول ستريت جورنال.
خلال 2002، حذر الرئيس الأمريكي بوش مرارا من العمل العسكري ضد العراق ما لم يسمح لعمليات التفتيش بالإستكمال دون قيود. وفقا لقرار مجلس الأمن الدولي رقم 1441، وافق العراق على القيام بتنفيذ عمليات تفتيش جديدة في أواخر 2002. بالتعاون مع العراقيين، وصل ثالث فرق التفتيش عن الأسلحة في عام 2003 بقيادة ديفيد كيلي وقام بعمليات تفتيش ثم صور اثنين من مختبرات الأسلحة المزعومة، التي كانت في الواقع مرافق إنتاج لغاز الهيدروجين.
وفي إطار الالتزام بالسماح لفرق التفتيش عن الأسلحة بمزاولة عملها، كان يطلب من العراق كتابة إعلان عن قدرات التصنيع الحالية له للأسلحة. وفي 3 نوفمبر 2002، قدم العراق تقريرا من 11,800 صفحة إلى مجلس الأمن الدولي والوكالة الدولية للطاقة الذرية، تفيد أنه لا يمتلك أسلحة دمار شامل. لكن ذكرت الوكالة الدولية للطاقة الذرية ولجنة التفتيش والرصد والتحقق في الأمم المتحدة، أن إعلان العراق كان غير كامل.

### أسلحة الدمار الشامل

#### اليورانيوم المنضب

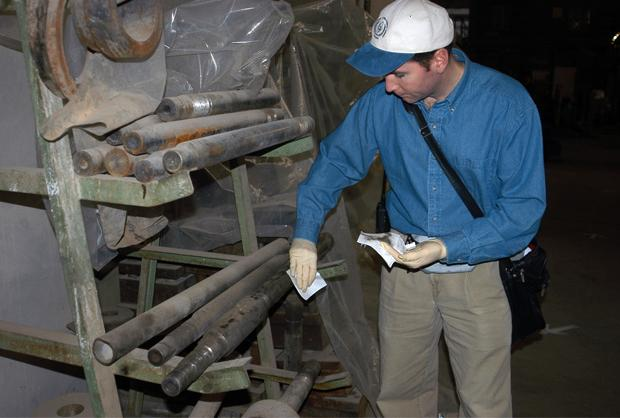
مفتش للأسلحة من الأمم المتحدة يبحث في مصنع عراقي في 2002.

في عام 1990، قبل حرب الخليج الثانية، خزن العراق 550 طن قصير (500 طن) من اليورانيوم المنضب في مجمع التويثة النووي على بعد 20 كيلومترا (12 ميل) جنوب بغداد. أرسلت وكالة الاستخبارات المركزية السفير السابق جوزيف ويلسون للتحقيق في تقارير (وجد فيما بعد أنها مزورة) تقول أن العراق قام بمحاولة لشراء كميات إضافية من اليورانيوم المنضب من النيجر. عاد ويلسون وأعلم وكالة الاستخبارات المركزية أن التقارير التي تحدث عن مبيعات يورانيوم منضب إلى العراق كانت «خاطئة ومحط شك». ومع ذلك، استمرت إدارة جورج دبليو بوش في تأكيدها على أن العراق قام بمحاولات للحصول على كميات إضافية من اليورانيوم المنضب وكان هذا مبرراً للعمل العسكري، في معظم يناير 2003، أكد الرئيس بوش في خطاب اتحاد الدولة أن العراق سعى لشراء يورانيوم منضب إضافي، نقلا عن مصادر الاستخبارات البريطانية.
رد على ذلك، كتب ويلسون في افتتاحية صحيفة نيويورك تايمز في يونيو 2003 تفيد أنه حقق شخصيا في قضية شراء العراق لكميات إضافية من اليورانيوم المنضب واعتقد أنها احتيالية. بعد افتتاحية ويلسون، قالت زوجة ويلسون فاليري بليم علنا أن كاتب العمود كان محلل وكالة الاستخبارات المركزية السرية روبرت نوفاك. هذا أدى إلى فتح تحقيق من قبل وزارة العدل لكشف مصدر التسريب. أدان التحقيق سكوتر ليبي، نائب رئيس الأركان ديك تشيني، بتهمة الحنث باليمين وعرقلة العدالة.
في 1 مايو 2005، نشرت «مذكرة داونينج ستريت» في صنداي تايمز. وفي سرية تامة في 23 يوليو 2002، عقد اجتماع بين الحكومة البريطانية، وزارة الدفاع، والمخابرات البريطانية حيث ناقشن قضية الحرب على العراق— بما في ذلك، تلك الإشارات المباشرة من الولايات المتحدة. قيل في المذكرة أن «جورج دبليو بوش يريد أن يزيل صدام حسين، من خلال العمل العسكري، وتبريره لذلك من خلال تأكيده على تعاون صدام مع الإرهاب وصنعه لأسلحة الدمار الشامل، لكن الاستخبارات والحقائق أكدت غير ذلك».
في سبتمبر 2002، قالت إدارة بوش، وكالة الاستخبارات المركزية ووكالة إستخبارات الدفاع أن العراق قام بمحاولات للحصول على أنابيب ألومنيوم عالية القوة تم منعها في إطار برنامج المراقبة الأممي وأشار إلى جهود سرية رامية لصنع أجهزة الطرد المركزي لتخصيب اليورانيوم لوضعه في قنابل نووية. تمت معارضة هذا التحليل من قبل وزارة الطاقة الأمريكية ومكتب الاستخبارات والبحوث، التي كانتا لهما خبرة كبيرة في هذه الأمور مثل أجهزة الطرد المركزي وبرامج الأسلحة النووية. وقالت وزارة الطاقة الأمريكية ومكتب الاستخبارات والبحوث أن الأنابيب العراقية كانت سيئة وغير مناسبة لأجهزة الطرد المركزي وأنه في حين كان ممكنا من الناحية التقنية إضافة تعديلات عليها، كان العمل العسكري أكثر قبولا لإدارة بوش. في التقرير الصادر عن معهد العلوم والأمن الدولي في عام 2002، قيل أنه كان من المستبعد جدا أن تستخدم تلك الأنابيب في تخصيب اليورانيوم.
قامت وزارة الطاقة بمجهودات لتصحيح هذه التفاصيل في التصريحات التي قال وزير خارجية الولايات المتحدة كولين باول في الأمم المتحدة لكنها رفضت وأفشلت من قبل الإدارة وكولين باول، في خطابه أمام مجلس الأمن الدولي فقط قبل الحرب، أشار هذا الأخير إلى أنابيب الألومنيوم، وأفاد أنه على الرغم من عدم اتفاق الخبراء على ما إذا كانت الأنابيب مخصصة لبرنامج أجهزة الطرد المركزي، فإن مواصفات الأنابيب كانت غير موافقة مع مواصفات صنع أسلحة عادية وكانت لأسلحة الدمار الشامل. فيما بعد، اعترف باول أنه قد قدم معلومات غير دقيقة عن قضية الأسلحة العراقية إلى الأمم المتحدة، وأكد أنه كان يعتمد على الاستخبارات لجلب معلومات تكون مضللة، وفي بعض الحالات، «تضلل عمدا». بعد الانتخابات الرئاسية الأمريكية لسنة 2008، وفوز مرشح الحزب الديمقراطي باراك أوباما، صرح جورج دبليو بوش: «للأسف الشديد، كان أكبر فشل طيلة فترة رئاستي هو فشل الاستخبارات في العراق».

#### الغاز السام
اتصلت وكالة الاستخبارات العراقية بوزير الخارجية العراقي، ناجي صبري، الذي كان يحل أمورا بخصوص مدفوعات مع فرنسا بصفته وكيل. قال صبري لها أن صدام حسين يخفي الغاز السام بين رجال القبائل السنة، وأن له طموحات بإنشاء برنامج نووي لكن لم يكن نشط، وأكد أنه لا يوجد أسلحة بيولوجية يجري إنتاجها أو تخزينها، على الرغم من أن البحوث لازالت جارية. وفقا لسيدني بلومنتال، فقد أطلع جورج تينيت الرئيس جورج دبليو بوش في 18 سبتمبر 2002، على ما قاله صبري حول أن العراق لا يملك أسلحة دمار شامل.
وفي 21 يونيو 2006، أقام مجلس النواب الأمريكي لجنة مختارة من الاستخبارات لبحث النقاط الرئيسية في تقرير سري من مركز الاستخبارات الوطني بخصوص التوسع غير العادي للذخائر الكيميائية في العراق. ذكر التقرير أن «قوات التحالف استعادت ما يقرب من 500 سلاح وذخيرة تحتوي على ما يحتمل أنه كميات قاتلة من غاز الخردل وغاز الأعصاب والذي يعرف باسم السيكلوسارين». ومع ذلك، كان يعتقد أن كلها ذخائر تعود لفترة ما قبل حرب الخليج الثانية في عام 1991. وفقا لقائد مركز الاستخبارات الوطني «هذه الأسلحة هي أسلحة كيميائية حسب وصفها في إتفاقية الأسلحة الكيميائية، ونعم... إنهم يقومون بصنعها لتشكل أسلحة دمار شامل». في عام 2006، عثر على 2400 صاروخ يحتوي على غاز الأعصاب في أحد المجمعات.
في أكتوبر 2014، قالت صحيفة نيويورك تايمز أن جنوداً أمريكيين أصيبوا وجرحوا خلال تدمير 4990 سلاح كيميائي تم اكتشافه في العراق. ذكرت سي بي إس نيوز أن حكومة الولايات المتحدة أخفت حقيقة إصابة قواتها بالأسلحة الكيميائية. زعم تقارير أنه تم الطلب من الجنود الأمريكيين الذين تعرضوا لغاز الخردل والسيكلوسارين أن يبقوا الأمر سرا، وأحيانا رفضوا الذهاب إلى المستشفى وإخلاء منازلهم على الرغم من طلب قادتهم. قال عقيد وهو رقيب سابق: «كنا لا نتحدث على هذا الموضوع على الإطلاق».
في نوفمبر 2014، قالت منظمة حظر الأسلحة الكيميائية أنه تم تدمير 4530 سلاح كيميائي من قبل القوات الأمريكية.
في فبراير 2015، قالت صحيفة نيويورك تايمز أنه في أعقاب استرداد 17 صاروخ من نوع «البراق» في 2004 وفي وقت مبكر 2005، بدأت الولايات المتحدة في عملية حجز وتدمير لما يسمى «صواريخ البراق». حيث قالت إنها «خطة لشراء أسلحة غير عادية»، معروفة باسم عملية الجشع، مستمرة منذ 2006 وأدت إلى تدمير من أكثر من 400 صاروخ من نوع «البراق» مليئة بالسيكلوسارين. كان أعلى مستوى نقاء من السيكلوسارين تنتج في العراق في عقد 1980.

#### الأسلحة البيولوجية
استنادا إلى تقارير حصلت عليها المخابرات الألمانية من عراقي منشق أطلق عليه اسم «الكرة المنحنية»، عرض كولين باول دليل على مجلس الأمن التابع للأمم المتحدة يفيد أن لدى العراق برامج أسلحة بيولوجية نشطة. وفي 15 فبراير 2011، اعترف المنشق، —وهو رافد أحمد علوان الجنابي— للصحفيين الذين يعملون في صحيفة الجارديان أنه كذب من أجل تعزيز حالة الكره تجاه صدام حسين، الذي تمنى أن يراه يزال من السلطة.

#### وجهات النظر حول أسلحة الدمار الشامل في ما بعد الغزو
في ديسمبر 2009، قال رئيس الوزراء البريطاني السابق، توني بلير، أنه «لا يزال يعتقد أن إزالته صدام حسين من الحكم كان صحيحا» بغض النظر عما إذا يمتلك العراق أسلحة الدمار الشامل أو لا.

### الاستعدادات

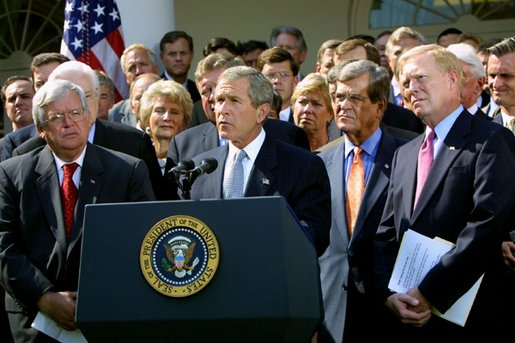
الرئيس جورج دبليو بوش، يحيط به قادة مجلس النواب ومجلس الشيوخ، يعلنون عن القرار المشترك بالسماح باستخدام القوات المسلحة الأمريكية ضد العراق في 2 أكتوبر 2002.

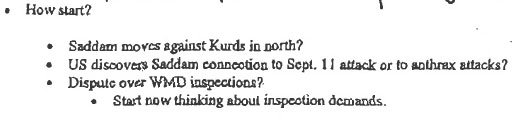
مقتطفات من مذكرة مؤرخة لدونالد رامسفيلد في 27 نوفمبر 2001.

بعد أيام من هجمات 11 سبتمبر 2001، ناقش فريق الأمن القومي في إدارة جورج دبليو بوش بكثرة موضوع غزو العراق. كتب دونالد رامسفيلد مذكرة مؤرخة في 27 نوفمبر 2001 اعتبر فيها ذلك بأنه الحرب الأمريكية—العراقية. في مقطع من المذكرة فيها سؤال «كيف تبدأ؟»، ذكر رامسفيلد مبررات ممكنة للحرب الأمريكية العراقية.
خلال 2002، زادت كمية الذخائر المستخدمة من قبل الطائرات البريطانية والأمريكية التي تقوم بدوريات في مناطق حظر الطيران مقارنة مع السنوات السابقة، وفي أغسطس «أصبح هجوما جويا كاملا». صمم تومي فرانكس، قائد قوات التحالف، على «تدمير» نظام الدفاع الجوي العراقي قبل الغزو.
في أكتوبر 2002، قبل أيام قليلة من تصويت مجلس الشيوخ الأمريكي على القرار المشترك بالسماح باستخدام القوات المسلحة الأمريكية ضد العراق، قيل أن 75 من أعضاء مجلس الشيوخ تحدثوا على رسالة في إحدى الجلسات تفيد بأن العراق كان يريد الهجوم على الساحل الشرقي للولايات المتحدة بالأسلحة الكيميائية أو البيولوجية وذلك بإلقاءها من طائرات بدون طيار.
وفي 5 فبراير 2003، عرض كولين باول دليلا آخر في تقريره عن أسلحة الدمار الشامل العراق على مجلس الأمن الدولي يبين إطلاق طائرات بدون طيار ضد الولايات المتحدة. في ذلك الوقت، كان هناك نزاع قوي بين الجيش الأمريكي والاستخبارات على مدى دقة استنتاجات وكالة الاستخبارات المركزية حول الطائرات بدون طيار العراقية. قالت وكالات الاستخبارات الأخرى أن العراق لا يمتلك أي قدرة على الهجوم بطائرات بدون طيار، مضيفة أن عددا قليلا من الطائرات التي تم تصميمها كانت للمراقبة ومخصصة للإستطلاع. صوت مجلس الشيوخ بالموافقة على القرار المشترك بأغلبية أكبر حزبين في 11 أكتوبر 2002، لتوفير الأساس القانوني لإدارة جورج دبليو بوش لغزو الولايات المتحدة للعراق في إطار القانون الأمريكي.
منح القرار الإذن بواسطة دستور الولايات المتحدة الأمريكية والكونغرس الأمريكي للرئيس بقيادة الجيش للقتال ضد العنف الموجه الولايات المتحدة. وفقا لقانون تحرير العراق لسنة 1998، أكد القرار مجدداً أنه ينبغي أن تكون سياسة الولايات المتحدة ترتكز على إزالة نظام صدام حسين واستبداله بنظام ديمقراطي. وقع الرئيس جورج دبليو بوش على التخويل باستخدام القوة العسكرية ضد العراق في 16 أكتوبر 2002.
أشار رئيس فريق مفتشي الأمم المتحدة عن الأسلحة هانس بليكس في يناير كانون الثاني 2003 إلى أن «العراق لا يبدو أنه تقبل حقيقة نزع سلاحه الذي طلب منه –ولا حتى يوم–، وهو يحتاج إلى تنفيذه للفوز بثقة العالم، للعيش في سلام». ومن بين الأمور الأخرى أشار إلى اختفاء 1000 طن قصير (910 طن) من الأسلحة الكيميائية، وعن اختفاء معلومات عن برنامج غاز الأعصاب العراقي، وأنه «لا دليل مقنع» عن تدمير 8500 لتر من الجمرة الخبيثة.

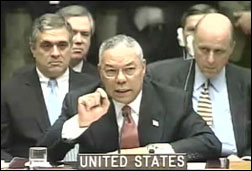
كولين باول، وزير الخارجية الأمريكي، يظهر قارورة من الجمرة الخبيثة في مجلس الأمن الدولي.

في خطاب الاتحاد لسنة 2003، قال الرئيس جورج دبليو بوش: «نحن نعرف أن لدى العراق، منذ أواخر عقد 1990، عدة مختبرات للأسلحة البيولوجية». وفي 5 فبراير 2003، قدم وزير الخارجية كولين باول أمام الأمم المتحدة دليل على أن العراق كان يخبئ أسلحة غير تقليدية. اعتقدت الحكومة الفرنسية أيضا أن لصدام حسين مخزونات من الجمرة الخبيثة وسم مسبب للتسمم الغذائي، وقدرات على إنتاج برنامج لغاز الأعصاب. في مارس، قال بليكس أنه أحرز تقدم في عمليات التفتيش، ولا يوجد دليل عن اكتشاف أسلحة دمار شامل. اعترف رافد أحمد علوان الجنابي، الذي يطلق عليه اسم «الكرة المنحنية»، في فبراير 2011 أنه كذب على وكالة الاستخبارات المركزية حول الأسلحة البيولوجية من أجل حصول الولايات المتحدة على سبب للهجوم وإزالة صدام حسين من السلطة.

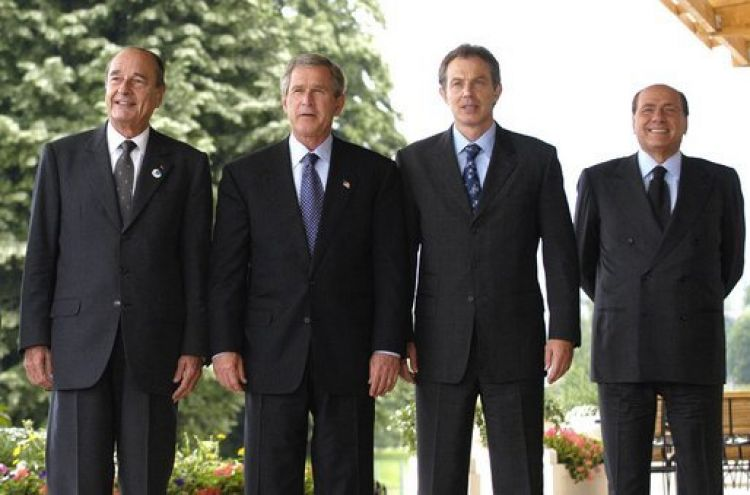
من اليسار: الرئيس الفرنسي جاك شيراك، الرئيس الأمريكي جورج دبليو بوش، رئيس الوزراء البريطاني توني بلير ورئيس الوزراء الإيطالي سيلفيو برلسكوني. كان شيراك ضد الغزو، وشاركه المعارضة ثلاث قادة آخرين.

في أوائل عام 2003، اقترحت الحكومات الأمريكية، البريطانية، والإسبانية ما يسمى «القرار الثامن عشر» والذي يعطي العراق موعدا نهائيا للامتثال للقرارات السابقة التي فرضت عليه والتهديد بالعمل العسكري لعدم تنفيذه. سحب هذا القرار المقترح بعد ذلك بسبب نقص الدعم من مجلس الأمن الدولي. على وجه الخصوص، عارضت دول فرنسا، ألمانيا وكندا، اللواتي هن أعضاء في منظمة حلف شمال الأطلسي (الناتو)، ودولة غير عضو في حلف شمال الأطلسي هي روسيا التدخل العسكري في العراق، بسبب الدرجة العالية من المخاطر التي ستحل بالأمن والمجتمع الدوليين، ودافعن على عملية نزع السلاح من خلال الوسائل الدبلوماسية.
جرى اجتماع بين جورج دبليو بوش وتوني بلير في 31 يناير 2003، في البيت الأبيض. كتبت مذكرة سرية في هذا الاجتماع يزعم أنها أظهرت أن إدارة جورج دبليو بوش قد قررت بالفعل غزو العراق. كان يزعم بوش أنه وضعت طائرات لوكيهيد يو-2 بها ألوان الأمم المتحدة تركها الطيران في وضع منخفض في العراق لاستفزاز القوات العراقية وأطلق عليها النار، مما وفر ذريعة للولايات المتحدة والمملكة المتحدة ببدأ الغزو. عقد بوش وبلير إتفاقية سرية لتنفيذ الغزو بغض النظر عما إذا كان قد تم اكتشاف أسلحة دمار شامل في العراق من قبل مفتشي الأمم المتحدة أو لا، في تناقض واضح مع تصريحات بلير التي أدلى بها في مجلس العموم البريطاني بعد ذلك بشأن إعطائه للنظام العراقي فرصة أخيرة لنزع السلاح. في المذكرة، أعاد جورج دبليو بوش صياغة قوله، «كان تاريخ البدء بالحملة العسكرية مبدئيا في 10 مارس. كان هذا عندما سيبدأ القصف». قال الرئيس الأمريكي جورج دبليو بوش لرئيس الوزراء البريطاني توني بلير أنه «يعتقد أن من غير المرجح أن لن يكون هناك حرب داخلية بين مختلف المجموعات الدينية والعرقية» في العراق بعد الحرب.

### معارضة الغزو
في أكتوبر 2002، حذر الرئيس الأمريكي السابق بيل كلينتون من المخاطر الممكنة للعمل العسكري. وتحدث في المملكة المتحدة في مؤتمر حزب العمال قائلا: «هذا العمل الذي سوف يقام هو عمل جيد لكن غير مرحب به جدا وأكيد أن له عواقب في المستقبل....أنا لا أتفق مع هذا العمل وهذه الأسلحة والقنابل إذا لم تستخدم، لن تقتل أبرياء، لكن للأسف أجبروا على الفرار، ولذلك هؤلاء الأبرياء سوف يموتون للأسف». صوتت هيلاري كلينتون والتي كانت في ذلك الحين عضواً في مجلس الشيوخ لصالح العمل العسكري، على الرغم من أنها تقول الآن أن ذلك كان خطأ. صوت غالبية الديمقراطيين في الكونغرس ضد القرار الذي صدر في 2002 الخاص بإعطاء التفويض لاستخدام القوة العسكرية ضد العراق، على الرغم من تصويت أغلبية الديمقراطيين في مجلس الشيوخ لصالح ذلك. كتب عضو مجلس الشيوخ جيم ويب قبل وقت قصير من التصويت: «أولئك الذين يدفعوننا من جانب واحد للحرب في العراق هم يعرفون جيدا أنه لا يوجد أي إستراتيجية للخروج إذا كان لنا أن نبدأ الغزو».

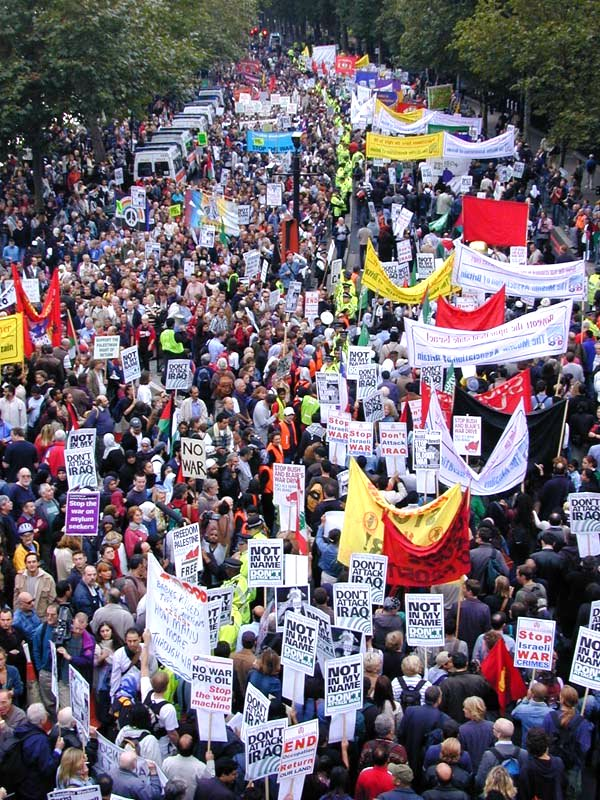
مظاهرة مناهضة للحرب بلندن في سبتمبر 2002. نظم المظاهرة "تحالف إيقاف الحرب" البريطاني، ووصل عدد المشاركين فيها إلى 400,000 مشارك.

وفي 20 يناير 2003، أعلن وزير الخارجية الفرنسي دومينيك دو فيلبان أنه «يعتقد أن التدخل العسكري سيكون أسوأ حل».
وفي الوقت نفسه، نظمت مجموعات مناهضة للحرب مظاهرات عامة في جميع أنحاء العالم. وفقا للأكاديمي الفرنسي دومينيك رينيي، بين 3 يناير و 12 أبريل 2003، شارك 36 مليون شخص تقريبا في 3000 احتجاج ضد الحرب على العراق في جميع أنحاء العالم، وكانت أكبر المظاهرات في 15 فبراير 2003. أعرب نيلسون مانديلا عن معارضته في أواخر يناير وقال: «كل ما يريد (السيد بوش) هو النفط العراقي». وسأل عما إذا كان الرئيس جورج دبليو بوش يقوض عمدا دور الأمم المتحدة، ورد بأن ذلك كله: «لأن الأمين العام للأمم المتحدة [كان] رجلا أسودا».
في فبراير 2003، قال جنرال الجيش الأمريكي إريك شينسكي، قائد لجنة القوات المسلحة في مجلس الشيوخ الأمريكي بأن الأمر يحتاج «عدة مئات آلاف من الجنود» لدخول العراق. بعد يومين، قال وزير الدفاع الأمريكي دونالد رامسفيلد أن عدد القوات في ما بعد الحرب سيكون أقل من عدد نظيرتها المطلوبة للفوز بالحرب، وأنها «ستكون بضعة مئات آلاف من الجنود الأمريكيين». قال نائب وزير الدفاع بول ولفويتز لشينسكي أن تقديراته كانت «بعيدة عن الواقع»، لأن بلدان أخرى ستشارك في قوات الاحتلال.

في مارس 2003، قال هانس بليكس أنه «لم يُعثَر على أي دليل على أسلحة محظورة حتى الآن» في العراق، وإن التقدم المحرز في عمليات التفتيش، سوف تتواصل، حيث قدر أن الوقت المتبقي لنزع السلاح والتحقق من ذلك من خلال عمليات التفتيش سيكون في«أشهر». لكن أعلنت الحكومة الأمريكية أن «الوسائل الدبلوماسية قد فشلت»، وأنها ستمضي قدما في تشكيل ائتلاف من الدول الحليفة —اسمه «ائتلاف الراغبين»— لتخليص العراق من أسلحة الدمار الشامل المزعومة. وفجأة، نصحت الحكومة الأمريكية مفتشي الأسلحة الأمميين بمغادرة بغداد على الفور.
كانت هناك مسائل قانونية خطيرة لإطلاق الحرب ضد العراق بسبب عقيدة جورج دبليو بوش المعتمدة على الحرب الوقائية عمومًا. وفي 16 سبتمبر 2004، قال الأمين العام للأمم المتحدة، كوفي عنان بخصوص الغزو: «هذه الحرب لا تتفق مع ميثاق الأمم المتحدة. من وجهة نظرنا، ووجهة نظر الميثاق، هذه الحرب غير قانونية».
في نوفمبر 2008، وصف اللورد بينغهام، لورد القانون البريطاني السابق، هذه الحرب بأنها انتهاك خطير للقانون الدولي، واتهم بريطانيا والولايات المتحدة بالقيام بذلك "للاقتصاص من دول العالم". كما انتقد سجل بريطانيا في ما بعد الغزو واصفا إياها بأنها "القوة المحتلة في العراق". أما فيما يتعلق بمعاملة المعتقلين العراقيين في أبو غريب، قال بينغهام: "خصوصًا، هذا يزعج أنصار حكم القانون لأن هذا هو سخرية بعدم اهتمام الشرعية الدولية، خصوصا بعض كبار المسؤولين في إدارة بوش. في يوليو 2010، أدان نائب رئيس الوزراء البريطاني نيك كليج، في جلسة استجواب رئيس الوزراء رسمية معقودة في البرلمان، غزو العراق واصفا إياه بأنه غير قانوني. جادل المنظر فرانسيس فوكوياما حول هذه الحرب حيث قال : "إن حرب العراق ربطت بين الغزو العسكري وتعزيز الديمقراطية، لكن هذا الأول شوه هذه الأخيرة".

## 2003: الغزو

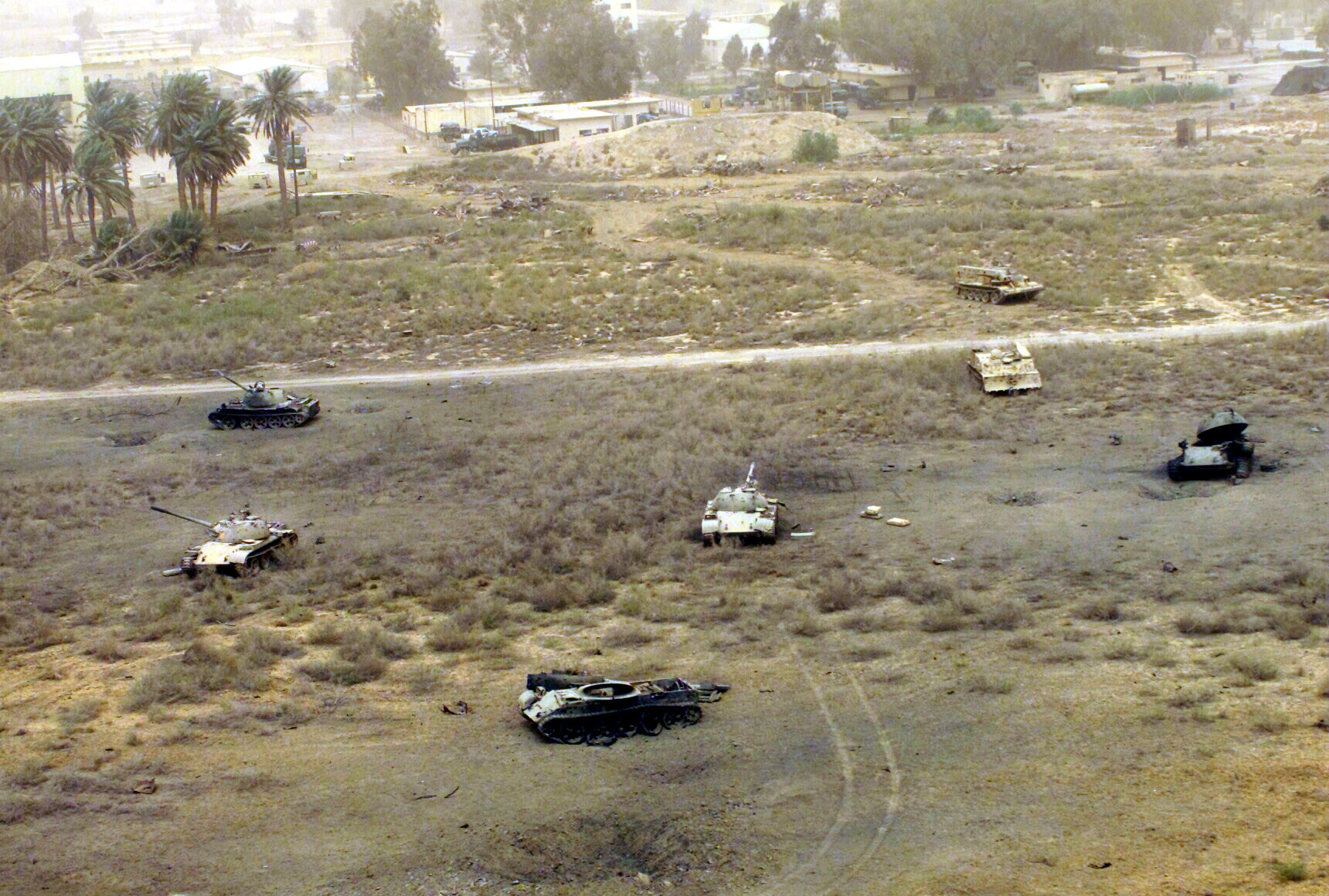
بقايا دبابات عراقية مدمرة بالقرب من القادسية.

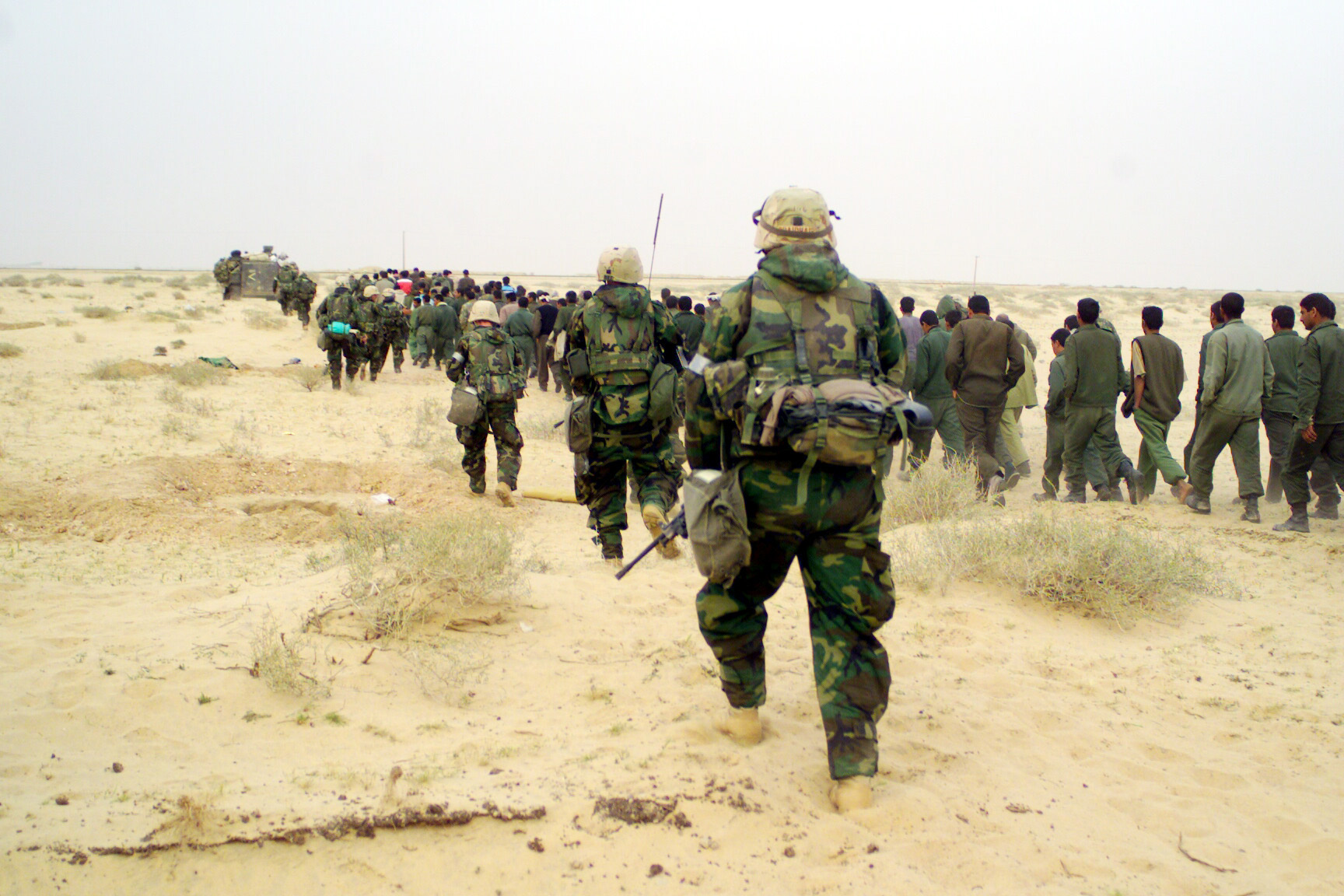
مجموعة من المارينز الأمريكيين يرافقون بعض السجناء المعادين إلى منطقة في صحراء العراق في 21 مارس 2003.

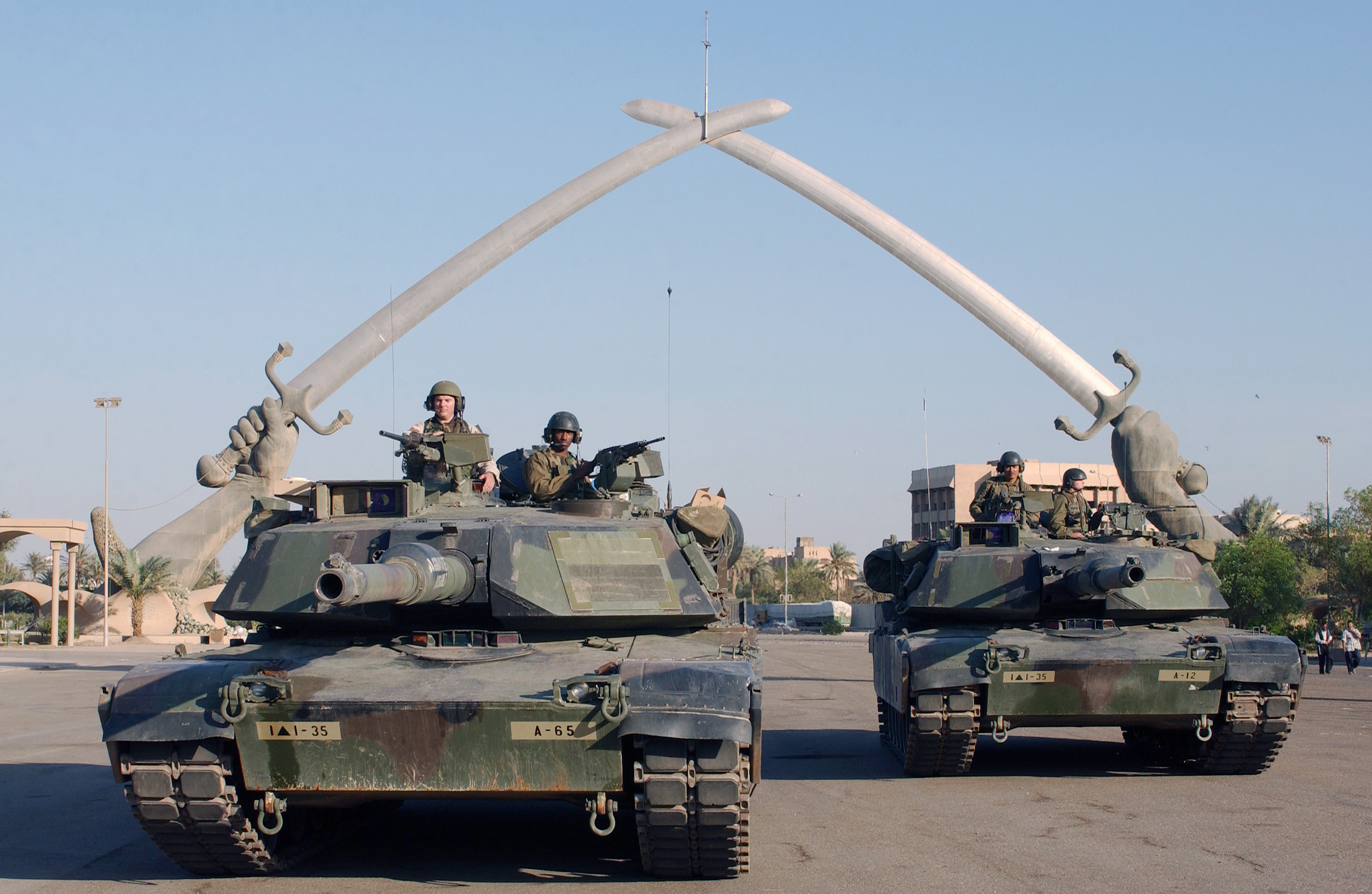
جنود على دبابات أمريكية تمر تحت قوس النصر في بغداد لدى دخولها لها في عام 2003.

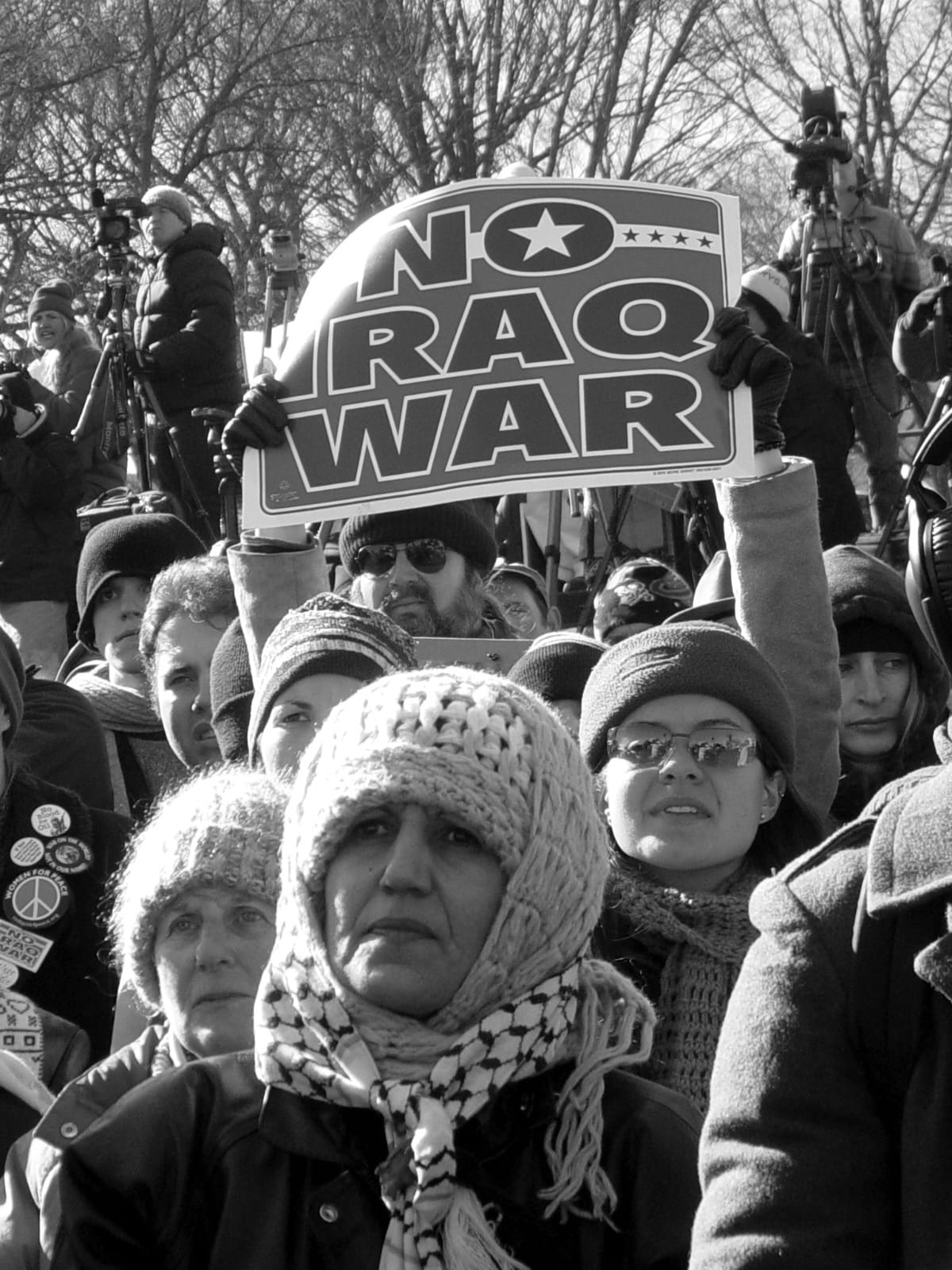
مجموعة من المتظاهرين الأمريكيين المعارضين يقفون أمام البيت الأبيض للإحتجاج على حرب العراق 2003

دخل أول فريق من وكالة الاستخبارات المركزية إلى العراق في 10 يوليو 2002. تألف هذا الفريق من أعضاء شعبة الأنشطة الخاصة في وكالة الاستخبارات المركزية. فيما بعد، إنضم أعضاء نخبة قيادة العمليات الخاصة المشتركة في الجيش الأمريكي. ومعا، أعدتا لغزو القوات التقليدية. كانت هذه الجهود لإقناع قادة العديد من الفرق العسكرية العراقية بالإستسلام بدلاً من معارضة الغزو، وتحديد جميع القيادات ذات الأولوية التي تشكل خطرا كبيرا جداً خلال مهام الإستطلاع.
والأهم من ذلك، قامت بجهود لتنظيم البيشمركة الكردية لتحمي الجبهة الشمالية للغزو. معا، هزمت هذه القوة جماعة أنصار الإسلام في كردستان العراق قبل الغزو، ومن ثم، هزمت الجيش العراقي في الشمال. أدت المعركة ضد أنصار الإسلام إلى مقتل عدد كبير من المتشددين في عملية في منشأة للأسلحة الكيميائية في سرغات.

زحف قوات التحالف للسيطرة على بغداد ومن ثم بقية العراق.

في الساعة 5:34 صباحا بتوقيت بغداد في 20 مارس 2003 (9:34 مساءا من يوم 19 مارس بتوقيت شرق الولايات المتحدة و 2:34 بتوقيت غرينتش)، بدأت مفاجأة الغزو العسكري للعراق. لم يكن هناك إعلان للحرب. كان غزو العراق 2003 بقيادة جنرال الجيش الأمريكي تومي فرانكس، تحت اسم «عملية حرية العراق»، فيما أطلقت المملكة المتحدة عليه اسم عملية تيليك، وأسمته أستراليا عملية فالكونر. تعاونت قوات التحالف أيضا مع قوات البيشمركة الكردية في الشمال. عملت ما يقرب من أربعين حكومة أخرى في تشكيل «ائتلاف الراغبين»، حيث شاركت في توفير قوات، معدات، خدمات، أمن، وقوات خاصة، وأرسل 248,000 جندي من الولايات المتحدة، 45,000 من المملكة المتحدة، 2,000 من أستراليا و 194 من بولندا من وحدة القوات الخاصة إلى الكويت لتنفيذ الغزو. دعمت قوات الميليشيات الكردية والتي يقدر عدد جنودها بأكثر من 70,000 جندي تلك القوات التي نفذت الغزو.

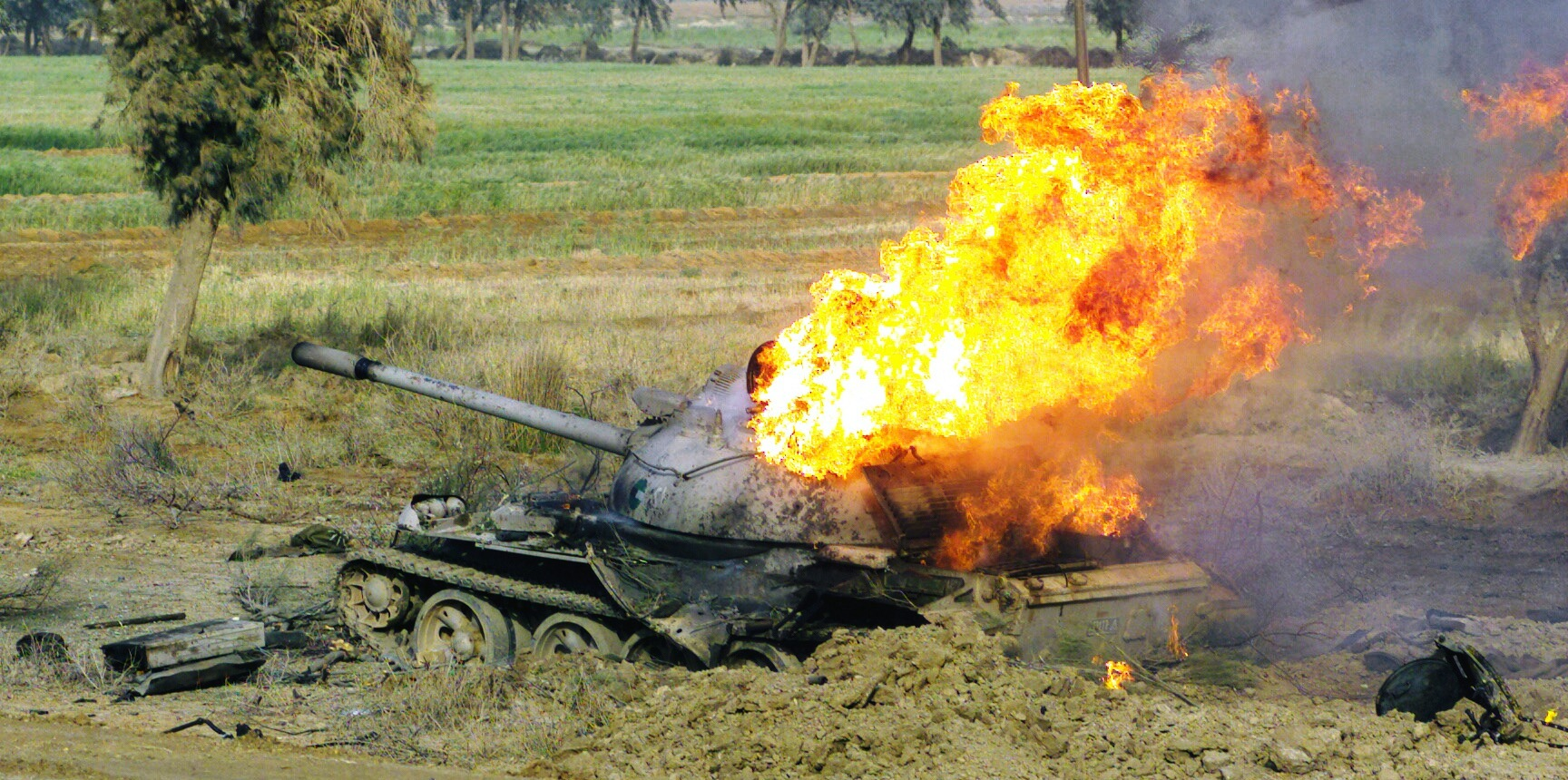
دبابة عراقية مدمرة على الطريق السريع رقم 27 في أبريل 2003.

وفقا للجنرال تومي فرانكس، كان هناك ثمانية أهداف للغزو: «أولا، إسقاط نظام صدام حسين. ثانيا، تحديد، عزل والقضاء على أسلحة الدمار الشامل في العراق. ثالثا، البحث عن الإرهابيين وطردهم من ذلك البلد. رابعا، جمع ما يستطاع من المعلومات من خلال الاستخبارات بما يتعلق بالشبكات الإرهابية. خامسا، جمع ما يستطاع من المعلومات من خلال الاستخبارات بما يتعلق بشبكة أسلحة الدمار الشامل العالمية غير المشروعة. سادسا، إنهاء العقوبات على الفور وتقديم الدعم الإنساني إلى النازحين وإلى العديد من المواطنين المحتاجين العراقيين. سابعا، تأمين حقول النفط والموارد الأخرى الخاصة بشعب العراق. وثامنا وأخيرا، تهيئة الظروف لمساعدة الشعب العراقي على الانتقال إلى حكومة تنبثق من الشعب».

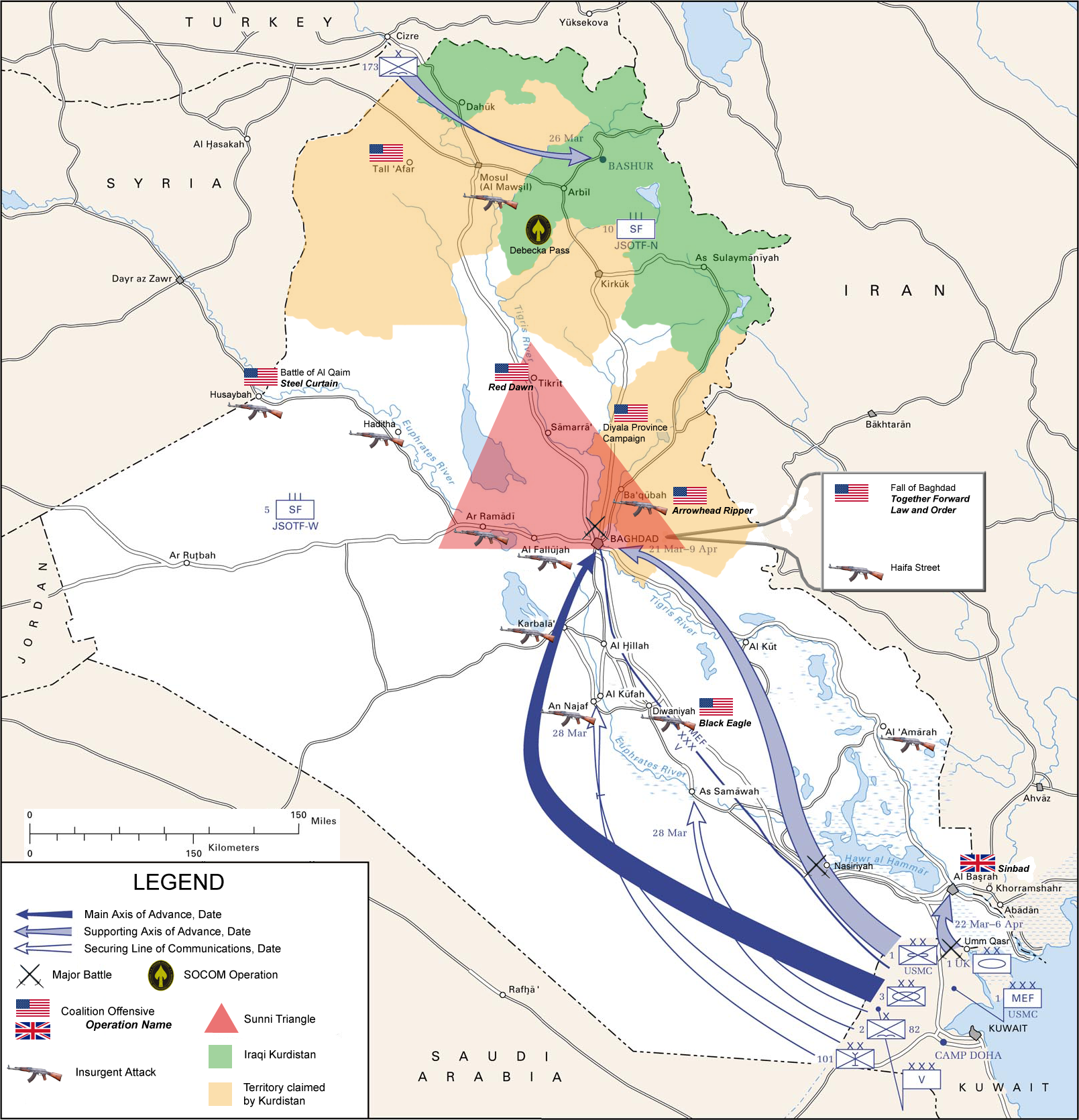
خريطة طرق الغزو و العمليات الكبرى أو معارك حرب العراق اعتبارا من 2007.

كان الغزو سريعا وحاسما لعملية المواجهة والمقاومة الرئيسية، وإن لم يكن هذا متوقعا من قوات الولايات المتحدة، المملكة المتحدة والقوات الأخرى. أعد النظام العراقي للقتال قوات تقليدية وغير نظامية على حد سواء في نفس الوقت، لكي لا تدخل القوات التي تنفذ الغزو إلى الأراضي العراقية، كانت إلى حد كبير مدرعة، لكنها كانت تطلق هجمات على نطاق صغير باستخدام مقاتلين يرتدون ملابس مدنية وملابس شبه عسكرية. تم إنشاء العديد من البرامج «لتعزيز الروح المعنوية لمنع وقوع مشاكل نفسية للقوات».
شنت قوات التحالف هجوما برمائيا وجويا على شبه جزيرة الفاو لتأمين حقول النفط والموانئ الهامة هناك، بدعم من السفن الحربية التابعة للبحرية الملكية البريطانية، البحرية البولندية والبحرية الملكية الأسترالية. هاجمت وحدة مشاة البحرية الأمريكية رقم 15 على اللواء كوماندوز 3 وهاجمت وحدة من القوات الخاصة البولندية ميناء أم قصر، في حين هاجم الجيش البريطاني اللواء الجوي 16 لتأمين حقول النفط في جنوب العراق.

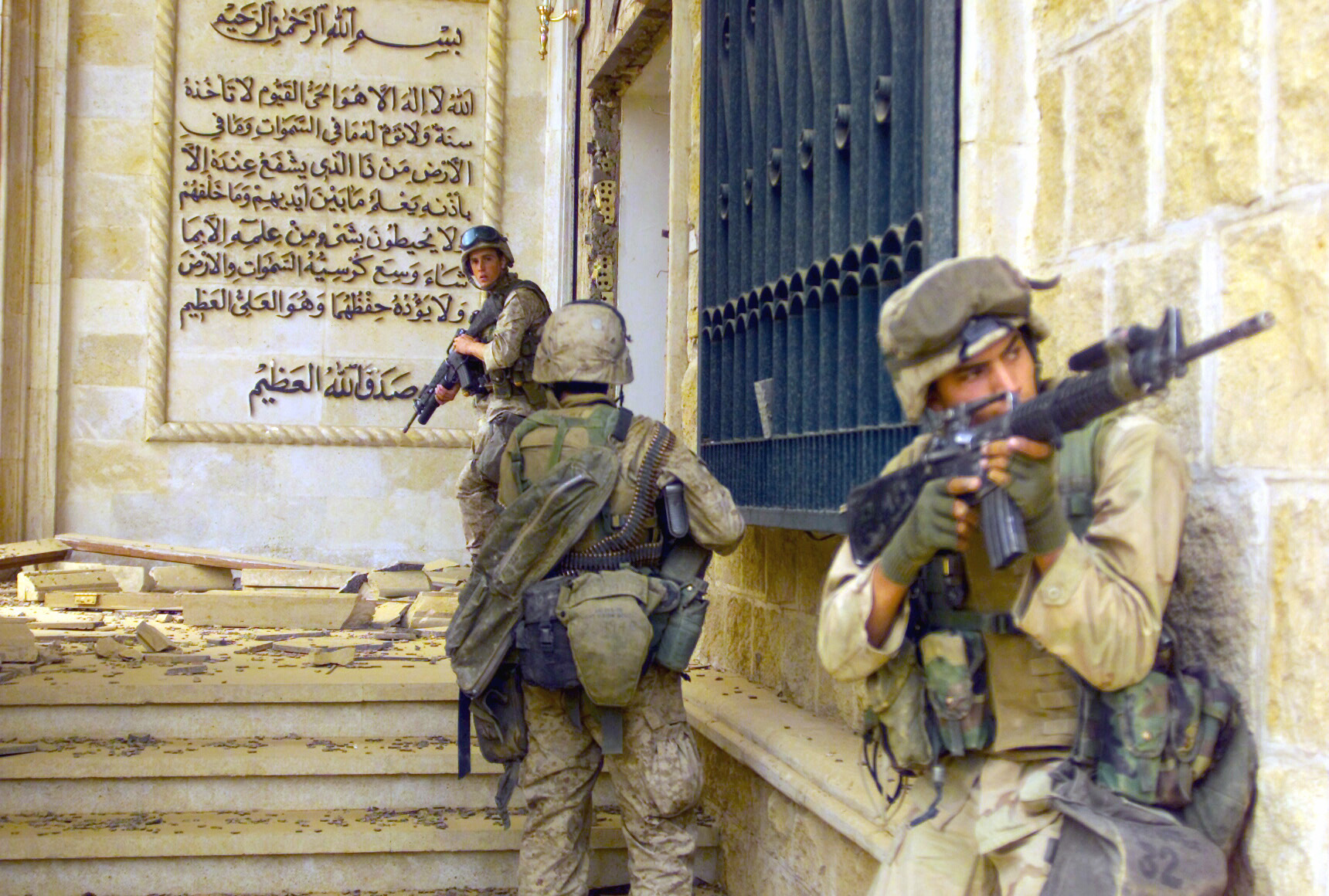
جنود من مشاة البحرية الأمريكية يدخلون قصر صدام حسين خلال سقوط بغداد.

انتقلت المدرعات الثقيلة لفرقة المشاة الثالثة الأمريكية غربا ومن ثم شمالا من خلال غرب الصحراء العراقية نحو بغداد، في حين انتقلت قوة مشاة البحرية الأولى أكثر إلى الشرق على طول الطريق السريع رقم 1 إلى وسط البلاد، وانتقلت الفرقة المدرعة 1 البريطانية شمالا من خلال الأهوار الشرقية. قاتلت فرقة المارينز الأمريكيين الأولى بمدينة الناصرية في معركة للسيطرة على الطرق الرئيسية ومطار تليل القريب منها. هزمت فرقة المشاة الثالثة في الجيش الأمريكي القوات العراقية المتواجدة في وحول المطار.
تم تأمين مطارات الناصرية وتليل، فيما واصلت فرقة المشاة 3 بدعم من اللواء الجوي 101 بالهجوم شمالا نحو النجف وكربلاء، لكن أبطأت عاصفة رملية شديدة تقدم قوات التحالف والتي كانت قد وقفت مسبقا هناك لتعزيز والتأكد من أمن خطوط الإمداد. وعندما أعادت التحرك مرة أخرى، أمنت هذه القوات ثغرة كربلاء، التي تشكل الطريق الرئيسي إلى بغداد، ثم أمنت الجسور على نهر الفرات، ودخلت قوات الولايات المتحدة من خلال هذه الثغرة إلى بغداد. في وسط العراق، قاتلت فرقة مشاة البحرية رقم 1 في طريقها إلى المنطقة الشرقية من بغداد، وأعدت للهجوم على بغداد للإستيلاء عليها.
في الشمال، كانت عملية حرية العراق-1 هي أكبر عملية استخدمت فيها قوات خاصة منذ الهجوم الناجح في 2001 على حكومة طالبان في أفغانستان والتي كان قبل عام ونصف تقريبا.
وفي 9 أبريل، سقطت بغداد، لتنتهي مرحلة حكم فيها صدام حسين 24 عاما. استولت القوات الأمريكية على وزارات حزب البعث لتنتهي المرحلة التي أدار فيها العراق ثم أطيح بتمثال حديدي ضخم لصدام حسين، ونشرت صور وفيديو أصبح شيئاً رمزياً من لحظات هذا الحدث، على الرغم من الجدل حولها. لم ترى هذه الصور أو أشرطة الفيديو، لكن أظهرت هذه الأخيرة أنشودة ساخنة لحشد مؤيد لرجل الدين الشيعي المتشدد مقتدى الصدر. في نوفمبر 2008، نظم متظاهرون عراقيون عملا مماثلا حيث دهسوا ثم أحرقوا دمية لجورج دبليو بوش. كان يرافق سقوط بغداد المفاجئ مقاومة واسعة النطاق لقوات التحالف، بل أيضا اضطرابات مدنية ضخمة، حيث تم نهب المباني الحكومية كثيرًا وازداد معدل الجرائم.
وفقا لوزارة الدفاع الأمريكية، نهب 250,000 طن قصير (230,000 طن) من أصل 650,000 طن قصير (590,000 طن) من المتفجرات، مما يوفر مصدرا هاما للذخيرة للتمرد العراقي. انتهت مرحلة الغزو عندما سقطت تكريت، مسقط رأس صدام حسين، حيث انخفضت المقاومة ضد فرقة العمل طرابلس من قوات المارينز الأمريكية.
في فترة الغزو التي تشكل المرحلة الأولى من الحرب (من 19 مارس إلى 30 أبريل)، قتل ما يقدر بنحو 9200 مقاتل عراقي من قبل قوات التحالف و 3750 غير مقاتل، وهم مدنيين لم يحملوا السلاح. قتل من قوات التحالف 139 جندي من الولايات المتحدة و 33 جندي من المملكة المتحدة.

## 2003–11: مرحلة ما بعد الغزو

### 2003: بداية التمرد

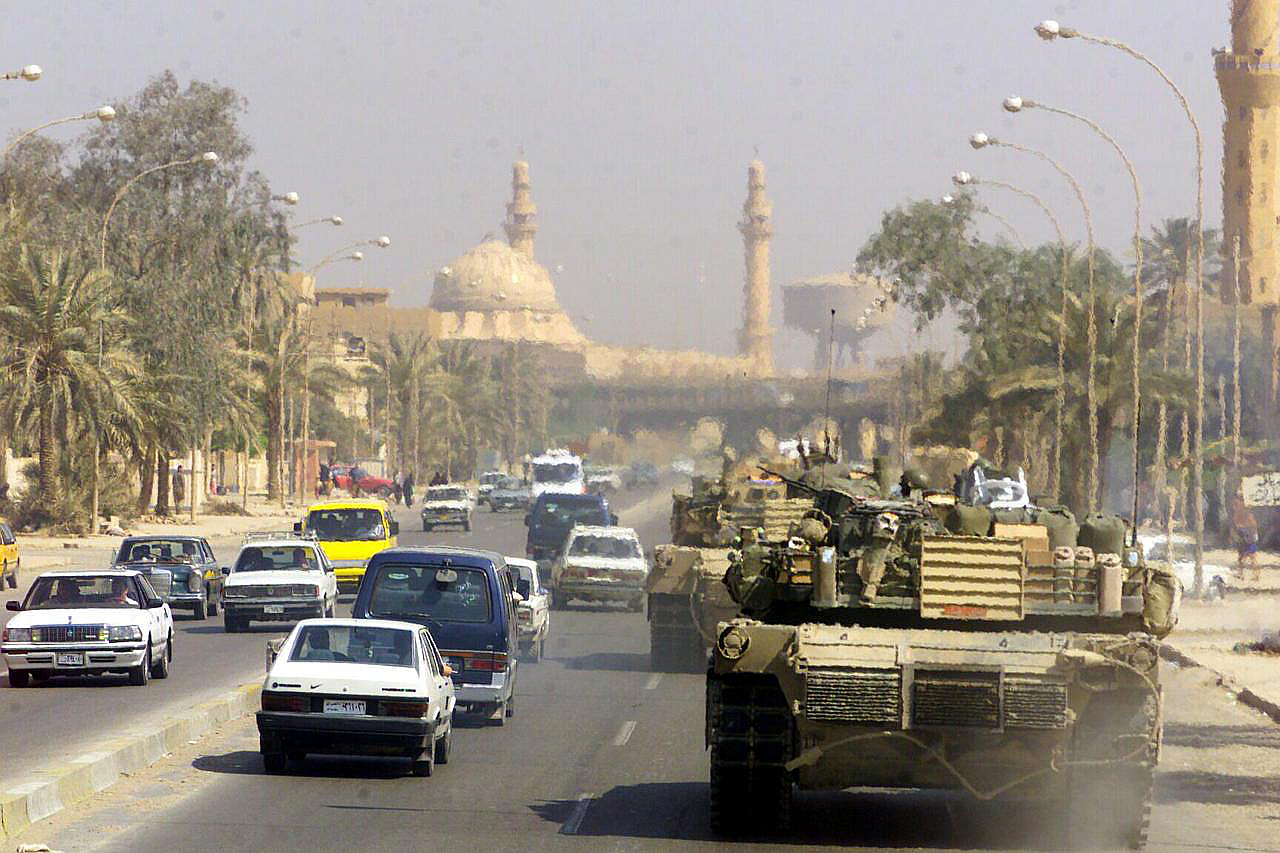
دبابة من نوع إم1 أبرامز تابعة لسلاح مشاة البحرية تجري دوريات في شوارع بغداد بعد سقوطها في عام 2003 خلال عملية حرية العراق.

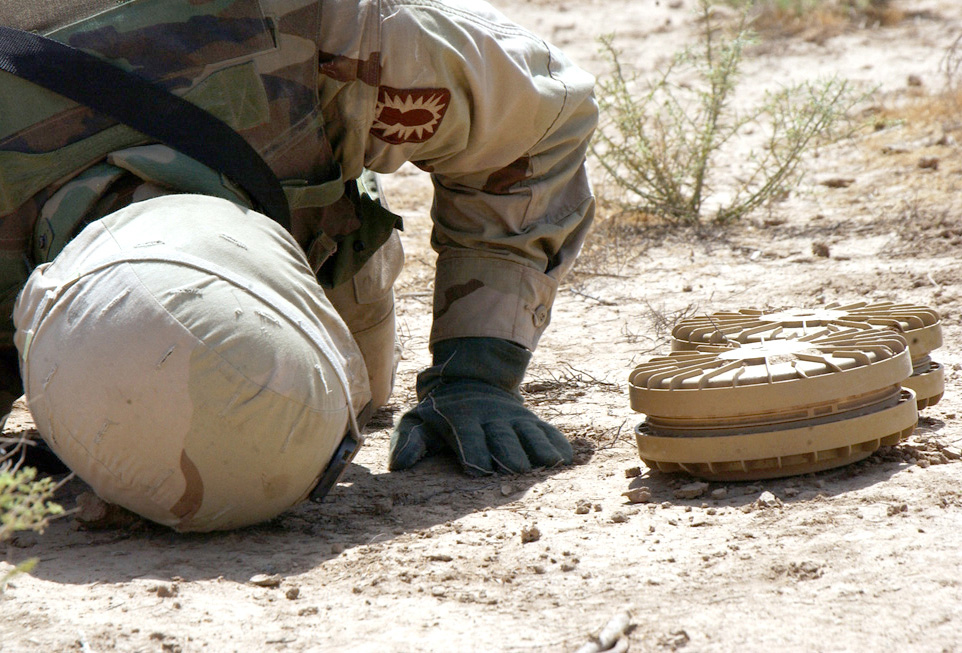
الرقيب كيفن جيسين ينظر إلى أسفل لغمين مضادين للدبابات عُثِر عليهما في قرية خارج الدجيل في المثلث السني في 18 مايو 2004.

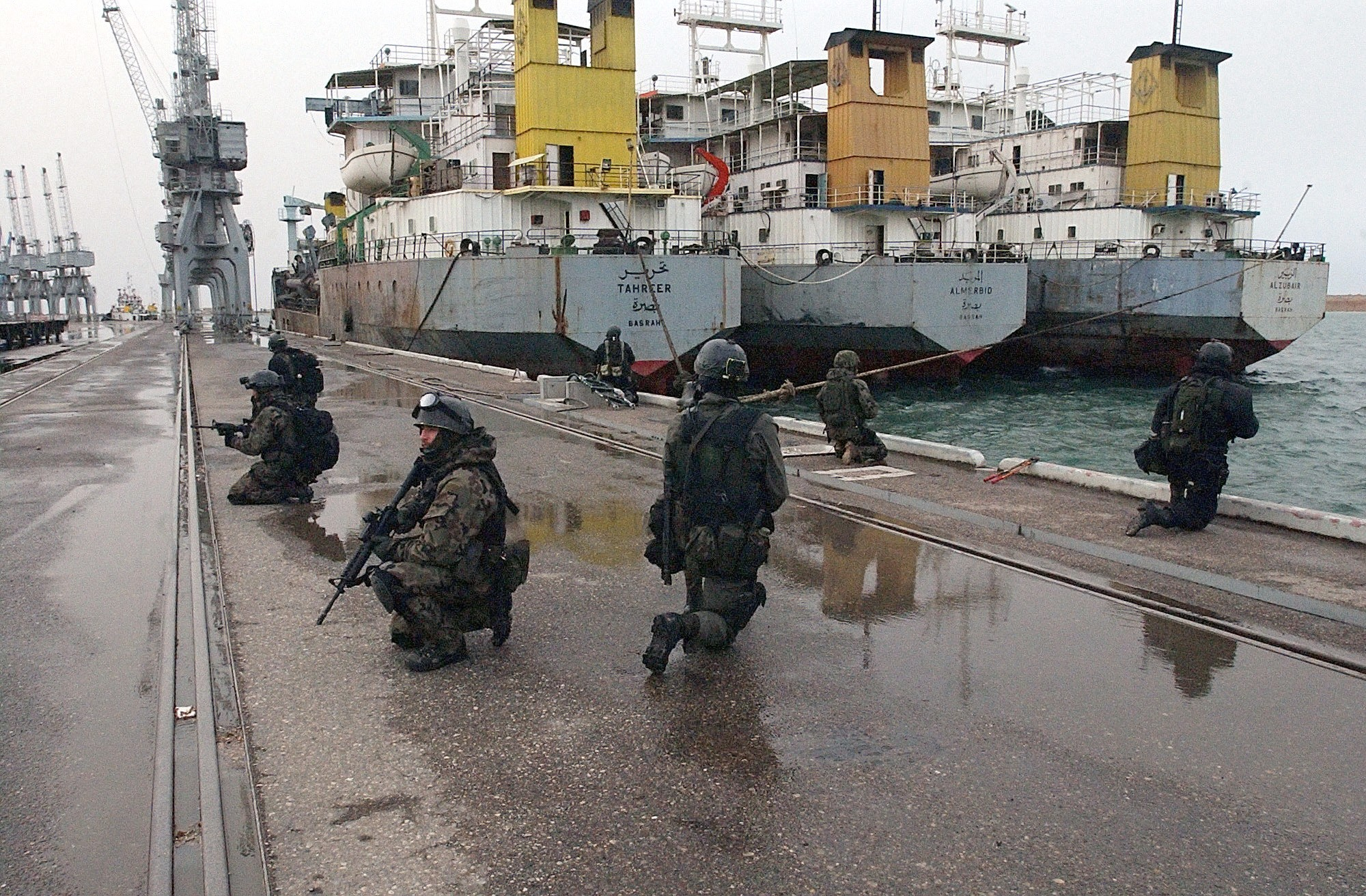
القوات الخاصة البولندية في عمليات في البحر خلال عملية حرية العراق.

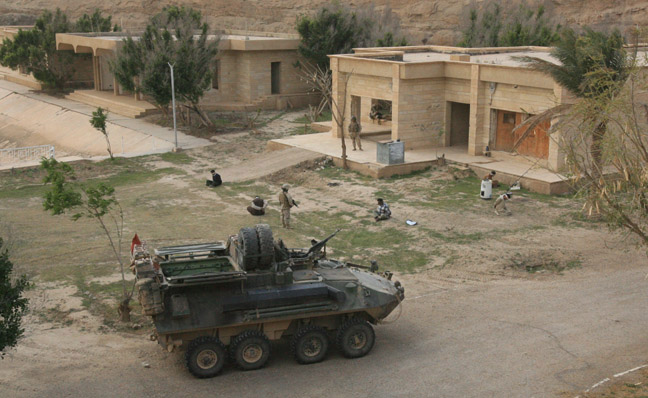
حارس من مشاة البحرية من كتيبة المدرعات الخفيفة يستطلع على المعتقلين قبل وضعهم في سيارتهم.

في 1 مايو 2003، زار الرئيس جورج دبليو بوش حاملة الطائرات يو إس إس أبراهام لينكولن قبل تشغيلها أميالا قليلة غرب سان دييغو، كاليفورنيا. ثم ظهر بوش في خطاب بعد غروب الشمس في التلفزيون معلنا «إنجاز المهمة»، قبل صعود البحارة وأفراد سلاح الجو على متن الطائرات وإلى سطح السفينة: أعلن جورج دبليو بوش الفوز بالحرب بسبب هزيمة القوات المسلحة العراقية.
ومع ذلك، ظل صدام حسين حيا وظلت جيوب للمقاومة. بعد خطاب بوش، لاحظت قوات التحالف تدريجيا زيادة موجة الهجمات عليها في مختلف المناطق، خاصة في «المثلث السني». كانت أسلحة المقاتلين العراقيين الأولى من مخابئ الأسلحة التي تم إنشاؤها قبل الغزو من قبل الجيش العراقي والحرس الجمهوري.

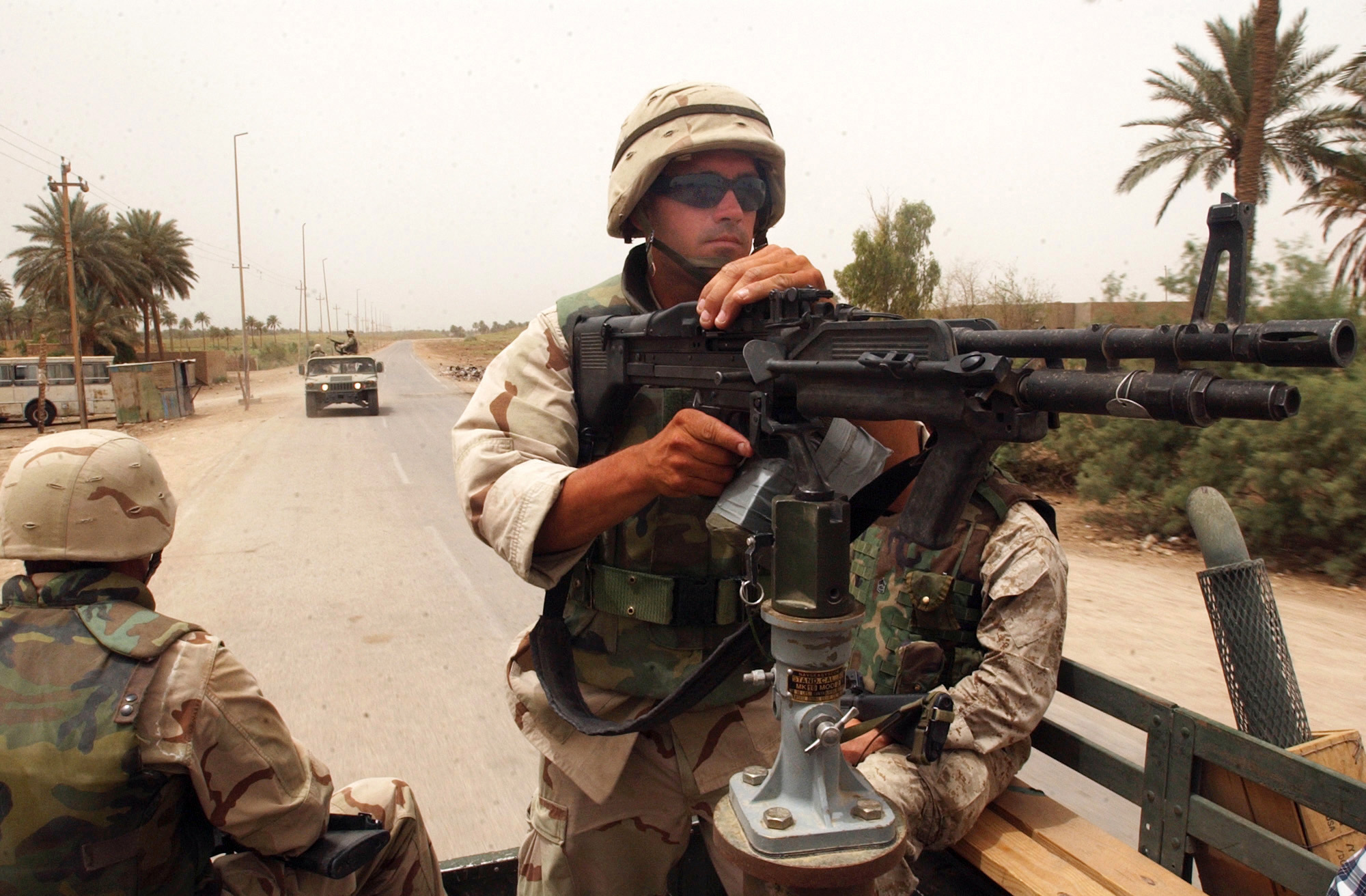
قافلة أمريكية في الحلة بتاريخ 27 مايو 2003.

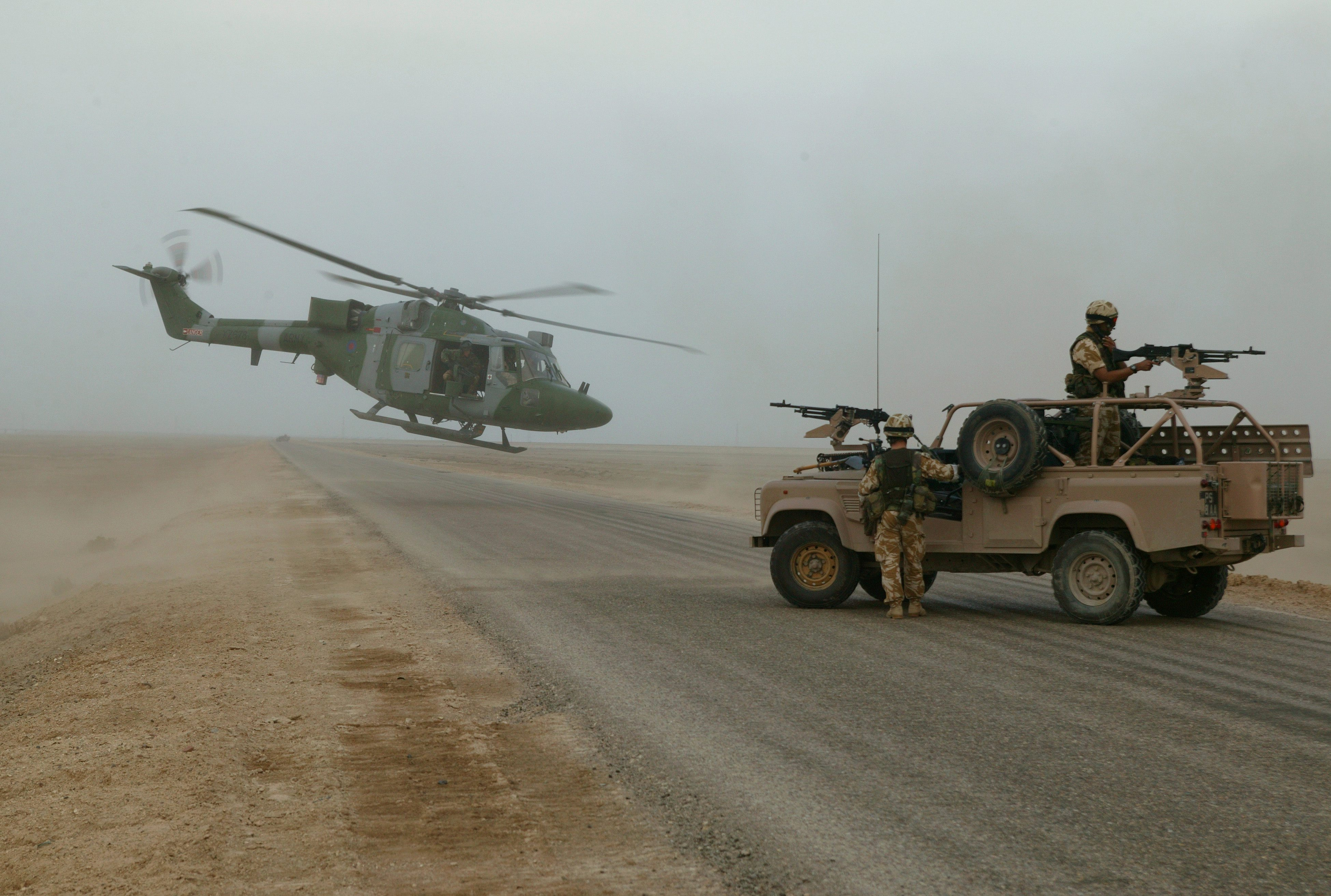
جنود إنكليز مع حوامة من طراز ويستلاند لينكس أثناء دورية جنوب مطار البصرة.

في البداية، نبعت المقاومة العراقية (وصفتها قوات التحالف باسم «القوات العراقية المعادية») إلى حد كبير من الفدائيين والموالين لصدام حسين وحزب البعث، لكن في وقت قريب، أثار المتطرفون الدينيون العراقيون غضب قوات الاحتلال لمساهمتهم في التمرد. كان أكبر عدد من الهجمات في ثلاثة محافظات هي بغداد، الأنبار وصلاح الدين. مثل قاطنو هذه المحافظات الثلاث %35 من السكان، لكن اعتبارا من 5 ديسمبر 2006، كانت مسؤولة عن %73 من عمليات قتل جنود الجيش الأمريكي وأعلى نسبة مئوية من قتلى الولايات المتحدة وذلك في صفوف الجيش (حوالي %80).
استخدم المقاتلون تكتيكات حرب العصابات بما في ذلك: مدافع الهاون، صواريخ، الهجمات الانتحارية، القنص، العبوات الناسفة، السيارات المفخخة، نيران الأسلحة الصغيرة (عادة بواسطة بنادق هجومية) وآر بي جي (صاروخية)، فضلا عن تخريب البنية التحتية الخاصة بالنفط، المياه والكهرباء.
بدأت جهود التحالف في عراق ما بعد الغزو بعد سقوط نظام صدام حسين. بدأت دول التحالف، جنبا إلى جنب مع الولايات المتحدة، في العمل على إنشاء دولة ديمقراطية مستقرة قادرة على الدفاع عن نفسها من غير أن تتدخل قوات التحالف، فضلا على أن تتغلب على الانقسامات الداخلية.
وفي الوقت نفسه، شنت قوات التحالف عدة عمليات في جميع أنحاء شبه جزيرة نهر دجلة وفي المثلث السني. وأطلقت سلسلة عمليات مماثلة في كل الصيف في المثلث السني. وفي نهاية عام 2003، بدأت زيادة كثافة هجمات المقاتلين. زادت حدة هجمات حرب العصابات خصوصا مع إطلاق ما يسمى «هجوم رمضان»، والذي تزامن مع بداية شهر رمضان عند المسلمين.
ولمواجهة هذا الهجوم، بدأت قوات التحالف باستخدام القوة الجوية والمدفعية لأول مرة منذ نهاية الغزو لضرب مواقع كمائن المشتبه بهم ومواقع إطلاق قذائف الهاون. زادت مراقبة الطرق الرئيسية، الدوريات والغارات على المقاتلين والمشتبه بهم. بالإضافة إلى ذلك، كانت قريتين، الأولى هي التي ولد بها صدام حسين وتدعى باسم العوجة وبلدة صغيرة أخرى هي أبو حشمة، تحيط بهما الأسلاك الشائكة وتراقب بطريقة مشددة.

#### سلطة الائتلاف المؤقتة ومجموعة مسح العراق

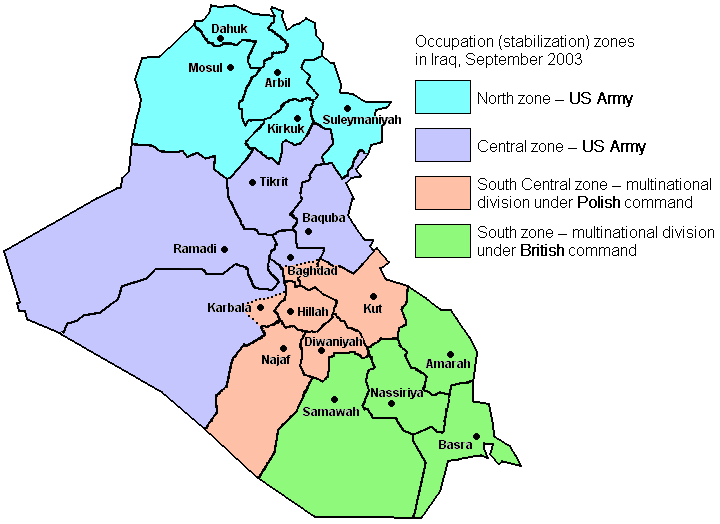
المناطق المحتلة في العراق اعتبارا من سبتمبر 2003.

بعد وقت قصير من الغزو، أنشأ التحالف متعدد الجنسيات سلطة الائتلاف المؤقتة ومقرها في المنطقة الخضراء، وهي حكومة انتقالية في العراق حتى إنشاء حكومة ديمقراطية. وفقا لقرار مجلس الأمن رقم 1483 (الصادر في 22 مايو 2003) وقوانين الحرب، فإن سلطة الائتلاف المؤقتة تخول لنفسها السيطرة على السلطات التنفيذية، التشريعية والقضائية على مدى فترة إدارتها ابتداءاً من تاريخ إنشائها في 21 أبريل 2003 حتى تاريخ حلها في 28 يونيو 2004.
كانت سلطة الائتلاف المؤقتة في الأصل برئاسة جاي غارنر، الضابط العسكري الأمريكي السابق، لكن استمر تعيينه حتى 11 مايو 2003 فقط، عندما عين الرئيس بوش الدبلوماسي بول بريمر لرئاستها. وفي 16 مايو 2003 وهو اليوم الأول في العمل الجديد لبول بريمر، أصدرت سلطة الائتلاف المؤقتة الأمر التنفيذي رقم 1 لاستبعاد أعضاء إدارة حزب البعث من الحكومة العراقية الجديدة. وهذا ما أدى في نهاية المطاف إلى طرد ما بين 85,000 إلى 100,000 عراقي من عمله، بما في ذلك 40,000 معلم مدرسة كانوا قد انضموا لحزب البعث ببساطة للحفاظ على فرص عمل. وصف جنرال الجيش الأمريكي ريكاردو سانشيز القرار بأنه «فشل كارثي». خدم بول بريمر حتى حل سلطة الائتلاف المؤقتة في أواخر أيام يونيو 2004.
أنشأت مجموعة أخرى بواسطة القوات متعددة الجنسيات في العراق بعد الغزو تضم 1400 عضوا دوليا هي مجموعة دراسة العراق التي أجرت تحقيقا لتقصي الحقائق للعثور على برامج أسلحة الدمار الشامل العراقية. في عام 2004، ذكر تقرير دولفر الخاص بمجموعة دراسة العراق أن العراق لم يكن له القدرة على إبقاء برنامج لأسلحة الدمار الشامل.

#### اعتقال قادة الحكومة السابقة

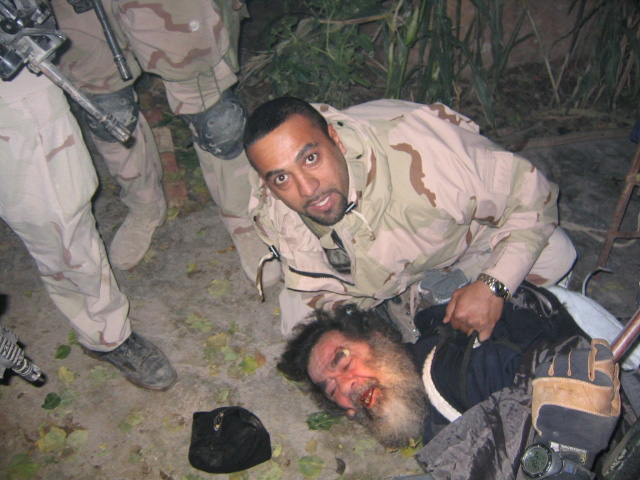
الرئيس السابق صدام حسين يسحب من مخبأه بعد القبض عليه في عملية الفجر الأحمر في 13 ديسمبر 2003.

في صيف عام 2003، ركزت القوات متعددة الجنسيات في العراق على اعتقال ما تبقى من قادة الحكومة السابقة. وفي 22 يوليو، نفذت غارة من قبل اللواء الجوي الأمريكي 101 وجنود فرقة العمل 20 وقتل فيها ابنا صدام حسين (عدي وقصي) إلى جانب أحد أحفاده. في المجموع، قتل أو اعتقل أكثر من 300 من قادة الحكومة السابقة، فضلا عن عدد أقل من الموظفين والأفراد العسكريين.
في الأخير، اعتقل صدام حسين في 13 ديسمبر 2003، في مزرعة قرب تكريت في عملية الفجر الأحمر. تم تنفيذ العملية من قبل فرقة المشاة 4 وأعضاء فرقة العمل 121 في الجيش الأمريكي. عثرت الاستخبارات على مكان صدام بواسطة أفراد عائلته وحراسه الشخصيين السابقين.
مع القبض على صدام حسين وانخفاض عدد هجمات المقاتلين، أنهت بعض القوات متعددة الجنسيات قتالها لمكافحة التمرد. بدأت الحكومة المؤقتة في تدريب قوات الأمن العراقية الجديدة وإنشاء الشرطة العراقية، ووعدت الولايات المتحدة بتقديم 20 مليار دولار أمريكي لإعادة بناء المنشآت النفطية في شكل ائتمان على مستقبل عائدات النفط العراقي. استخدمت الإيرادات النفطية أيضا في إعادة بناء المدارس والبنية التحتية الأخرى خصوصا الكهربائية.
بعد وقت قصير من القبض على صدام، بدأت عناصر اليسار من سلطة الائتلاف المؤقتة بإثارة الشعور العام لإجراء الانتخابات وتشكيل الحكومة العراقية المؤقتة. من بين هؤلاء كان هناك رجل الدين الشيعي آية الله العظمى علي السيستاني. عارضت سلطة الائتلاف المؤقتة عقد انتخابات ديمقراطية في ذلك الوقت. صعد المقاتلون من أنشطتهم. كان أكثر مركزين اثنين مضطربين هما معظم المنطقة المحيطة بالفلوجة وأحياء الشيعة الفقيرة في بغداد (مدينة الصدر) إلى البصرة في الجنوب.

### 2004: توسع التمرد
تميزت بداية 2004 بهدوء نسبي مقارنة بأعمال العنف. أعادت قوات المقاتلين تنظيم نفسها خلال هذا الوقت، وأجرت دراسة لتكتيكات وطريقة التخطيط الخاصة بالقوات متعددة الجنسيات لبدأ هجماتها الجديدة. ومع ذلك، لم تزد عمليات العنف خلال القتال في الربيع في العراق في 2004، لكن زادت عمليات التمرد بدخول مقاتلين أجانب من جميع أنحاء الشرق الأوسط فضلا عن القاعدة في العراق (مجموعة تابعة لتنظيم القاعدة)، بقيادة أبو مصعب الزرقاوي.

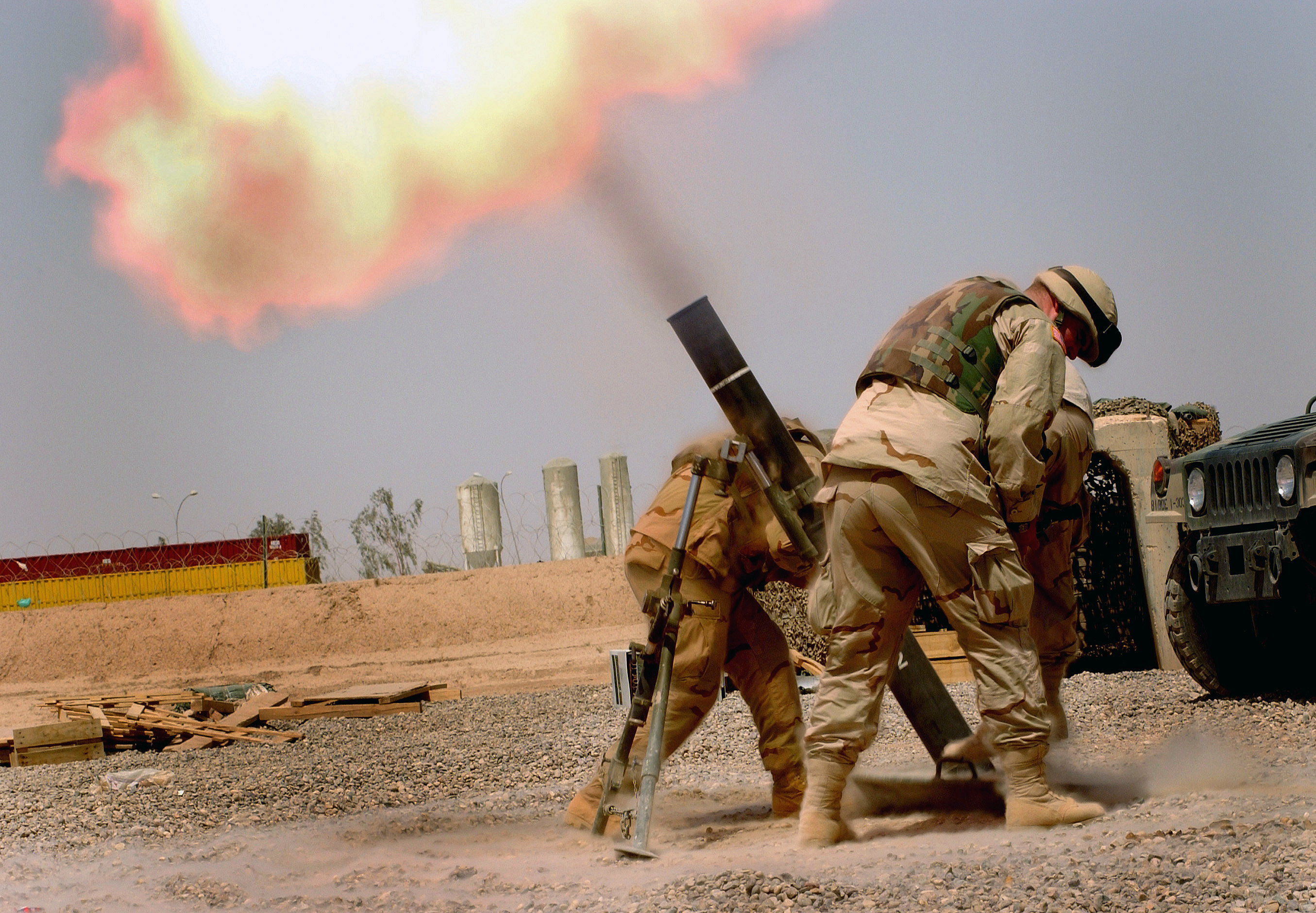
قوات أميركية تطلق النار من قذائف هاون.

كان التمرد قد نما وتوسع وكان هناك تغير واضح في الإستهداف وذلك بإيقاف ضرب قوات التحالف وبدأ الهجوم على قوات الأمن العراقية الجديدة، كما قتل مئات المدنيين العراقيين وأعضاء الشرطة على مدى الأشهر القليلة المقبلة في سلسلة ضخمة من التفجيرات. لدى التمرد السني المنظم جذور عميقة ودوافع خاصة بالقومية الإسلامية، وأصبحت هذه الأسباب أكثر قوة في كل العراق. أيضا، بدأت ميليشيا جيش المهدي الشيعية بإطلاق هجمات على أهداف التحالف في محاولة للسيطرة عليها من قوات الأمن العراقية. اندلع في مدن الأجزاء الجنوبية والوسطى من العراق قتال حرب عصابات ضد القوات متعددة الجنسيات التي حاولت الاحتفاظ بالتحكم التام في هذه المناطق حتى شن الهجوم المضاد حيث اندلعت معركة النجف ومعركة الناصرية ومعركة الكوت

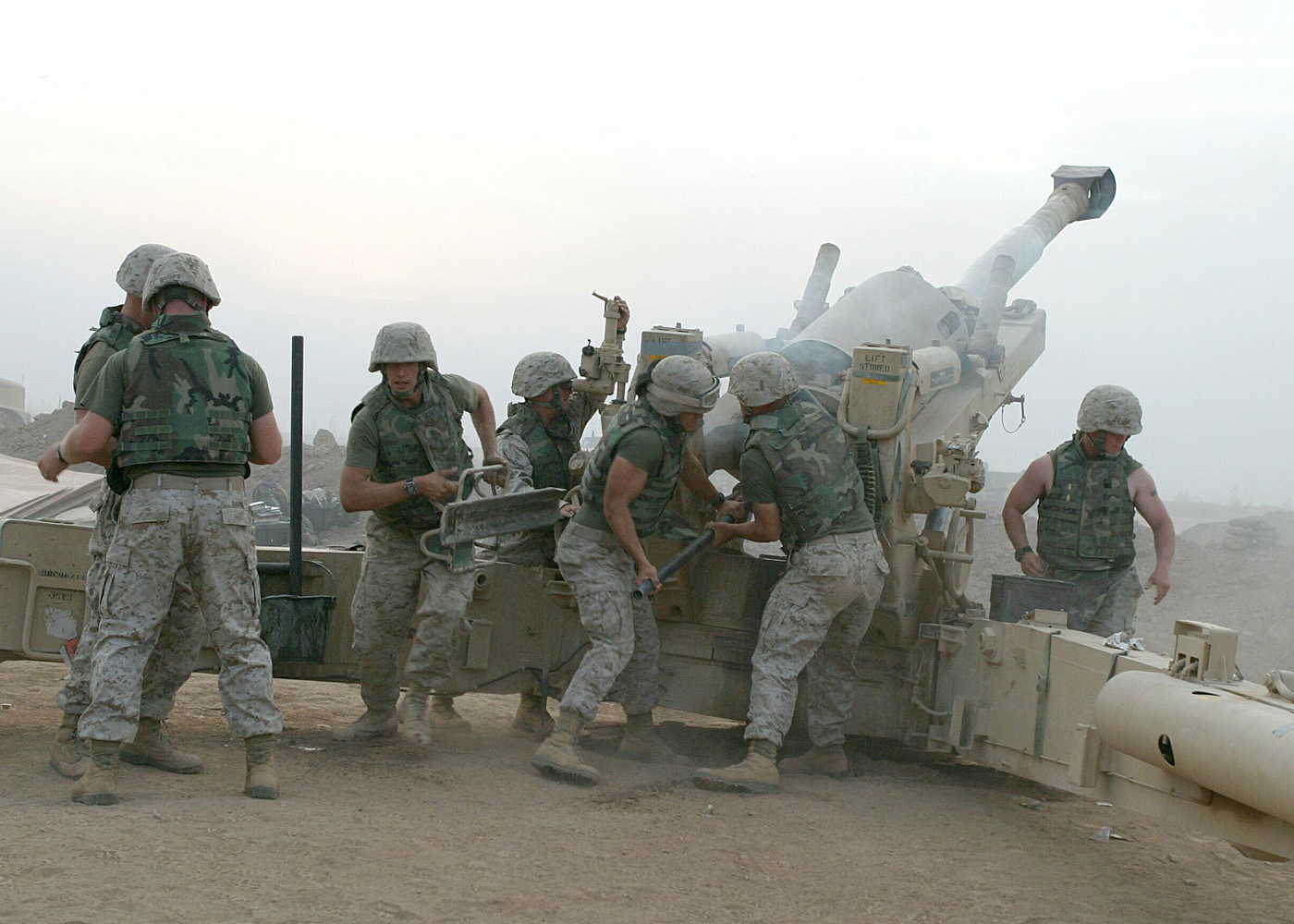
قطعة مدفعية من نوع إم-198 تابعة لمشاة البحرية الأمريكية تطلق النار خارج الفلوجة في أكتوبر 2004.

أخطر قتال في الحرب حتى الآن بدأ في 31 مارس 2004، عندما نصب المقاتلون العراقيون في الفلوجة كمينا لقافلة تابعة لشركة بلاك ووتر الأمنية الأمريكية بقيادة أربعة متعاقدين عسكريين خاصين أمريكيين كانوا يوفرون الغذاء لمطاعم خدمات الدعم أوريست. قتل أربعة متعاقدين عسكريين هم سكوت هلفينستون، جيركي زوفكو، ويسلي باتالونا ومايكل تيج بقنابل يدوية وأسلحة نارية صغيرة. بعد ذلك، جرت جثثهم إلى مركبات حسب سكان المدينة المحليين حيث ضربوا ثم وضعوا في النار وحرقت الجثث، وعلقت بعدها بقايا جثثهم المتفحمة على الجسر الذي يقطعه الناس لعبور نهر الفرات. نشرت صور من هذا الحدث في وكالات الأنباء في جميع أنحاء العالم، مما تسبب في قدر كبير من السخط والغضب الأخلاقي في الولايات المتحدة، وهذا دفعها إلى تقديم طلب «تهدئة» كانت غير ناجحة في المدينة: سميت هذا الحادث باسم معركة الفلوجة الأولى وذلك في أبريل 2004.
استؤنف الهجوم في نوفمبر تشرين الثاني 2004 في أعنف معركة في الحرب حتى الآن: معركة الفلوجة الثانية، التي وصفها الجنود الأمريكيين بأنها «أثقل قتال في منطقة حضرية (أي أكثر معركة طويلة في الزمن كانوا قد شاركوا فيها) منذ معركة مدينة هوي في فيتنام». خلال الهجوم، استخدمت القوات الأمريكية الفوسفور الأبيض وهي مادة حارقة ضد المقاتلين، مما تسبب في جدل ضخم. أدت 46 يوما من معركة الفلوجة الثانية إلى انتصار التحالف، قتل 95 جندي من الولايات المتحدة مع ما يقرب 1350 مقاتل. دمرت الفلوجة على آخرها خلال القتال، على الرغم من أن عدد الضحايا المدنيين كان منخفضا، حيث كان قد فر معظمهم قبل المعركة.
آخر حدث كبير في ذلك العام هو الإحساس بانتشار إساءة معاملة السجناء في أبو غريب، التي تلقت اهتماما واسعا من وسائل الإعلام الدولية في أبريل 2004. كشفت التقارير الأولى من سجن أبو غريب إساءة معاملة السجناء، فضلا عن رسم صور تظهر جنودا أمريكيين وهم يسخرون ويعاملون السجناء العراقيين بطريقة سيئة، وجاء إلى اهتمام الرأي العام تقرير إخباري اسمه 60 دقيقة في 28 أبريل ومقالة سيمور هيرش في نيويوركر (موقع على الإنترنت) في 30 أبريل. ادعى المراسل العسكري توماس ريكس أن هذه الفضيحة وجهت ضربة قوية لأخلاق أعضاء قوات التحالف في نظر الكثير من الناس، خاصة العراقيين، وكان هذا نقطة تحول في الحرب.
شهد عام 2004 أيضا بداية انتقال فرق عسكرية إلى العراق، التي كانت عبارة عن فرق من المستشارين العسكريين الأمريكيين، تم تعيينهم مباشرة في وحدات الجيش العراقي الجديد.

### 2005: الانتخابات والحكومة الانتقالية

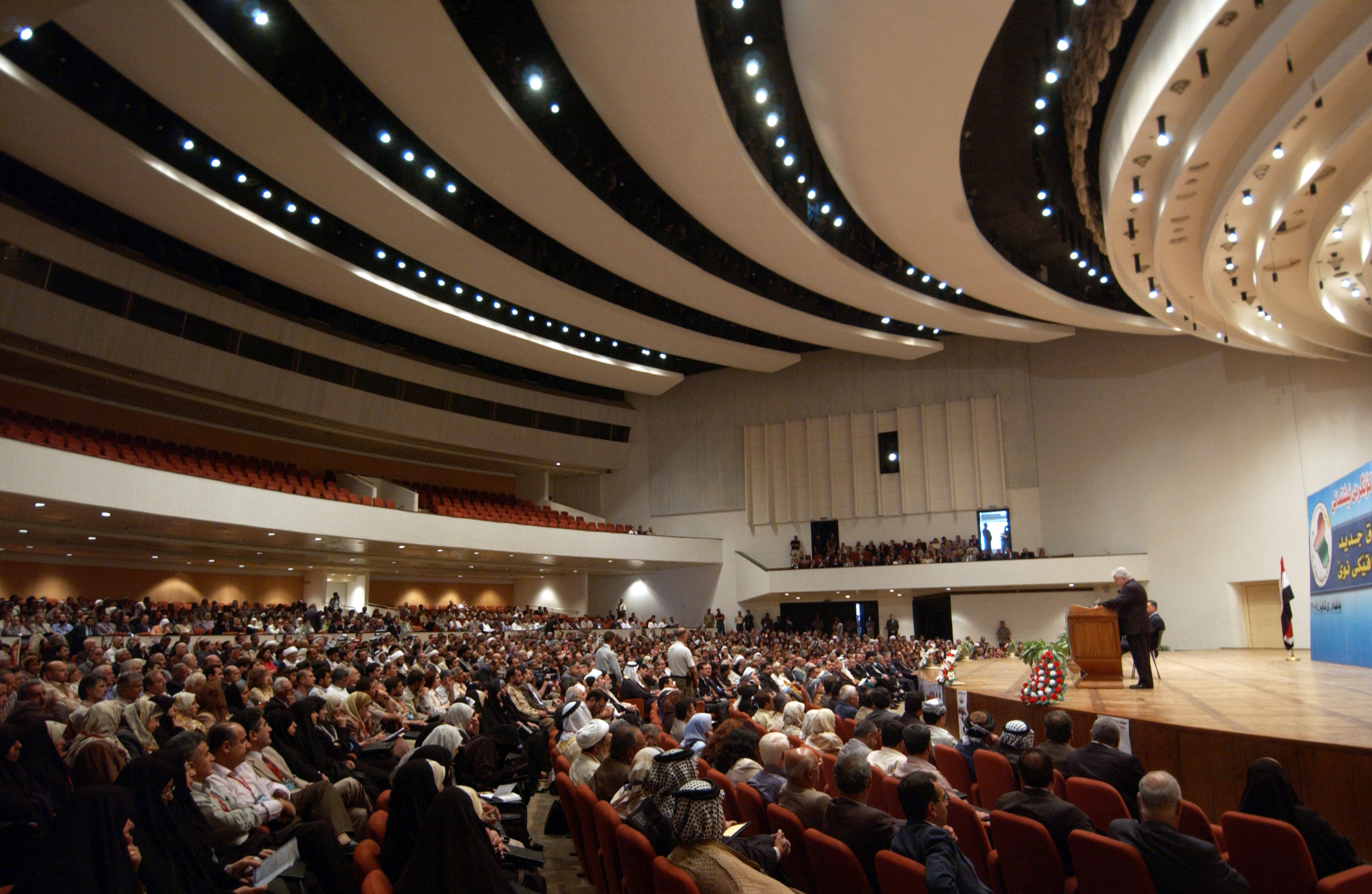
مركز المؤتمرات لمجلس النواب العراقي.

في 30 يناير كانون الثاني، انتخب العراقيون الحكومة الانتقالية العراقية من أجل مشروع كتابة دستور دائم. على الرغم من أن بعض العنف واسع النطاق ومقاطعة السنة شاب الحدث، فقد شارك معظم السكان الشيعة والأكراد الذين يحق لهم التصويت. وفي 4 فبراير، أعلن بول ولفويتز أن 15,000 من القوات الأمريكية التي كانت ستنسحب، تم تمديد مدة عملها من أجل توفير الأمن للانتخابات ثم ستنسحب من العراق في الشهر المقبل. من فبراير إلى أبريل، ثبت أن هناك هدوء نسبي في هذه الأشهر مقارنة مع مذبحة نوفمبر تشرين الثاني ويناير كانون الثاني، حيث تناقصت هجمات المقاتلين في المتوسط من 30 يوميا إلى 70 في المتوسط.
كانت معركة أبو غريب في 2 أبريل 2005 عبارة عن هجوم على القوات الأمريكية في سجن أبو غريب، التي تألفت أسلحتها من قذائف الهاون الثقيلة وصواريخ، ولذلك، هاجم المقاتلون بقنابل يدوية، أسلحة صغيرة واثنين من السيارات الممتلئة بالعبوات الناسفة (تفخيخ السيارات). أعطيت أوامر بإصلاح ذخائر القوات الأمريكية لبدء القتال. شن ما يقدر بنحو 80–120 مسلح هجوما ضخما منسقا على منشأة عسكرية أمريكية ومعسكر اعتقال في منطقة أبو غريب العراقية. اعتبر هذا الهجوم أكبر هجوم منسق على قاعدة أمريكية منذ حرب فيتنام.
تبددت الآمال في نهاية سريعة للتمرد وانسحاب القوات الأمريكية في مايو، حيث كان أكثر الشهور دموية في العراق منذ الغزو. يعتقد أن الانتحاريون للأسف أساسا كانوا من العراقيين العرب السنة والسوريين والسعوديين، وهذا ما مزق العراق. كانت أهدافهم في كثير من الأحيان هي تجمعات المدنيين الشيعة أو المناطق التي يذهب إليها الشيعة كثيرا. في الحصيلة، قتل 700 مدني عراقي في ذلك الشهر، فضلا عن 79 جندي أمريكي.
شهد صيف عام عام 2005 قتالا في جميع أنحاء بغداد وتلعفر في شمال غرب العراق وحاولت القوات الأمريكية إغلاق الحدود السورية. هذا أدى إلى قتال في الخريف في المدن الصغيرة في وادي الفرات في ما بين العاصمة والحدود.
عقد استفتاء في 15 أكتوبر على الدستور العراقي الجديد للتصديق عليه. انتخبت الجمعية الوطنية العراقية في ديسمبر كانون الأول، بمشاركة السنة فضلا عن الأكراد والشيعة.
زادت هجمات المقاتلين في عام 2005 من 34,131 حادثة مسجلة، مقارنة بالعدد الإجمالي للعام السابق وهو 26,496 حادث.

### 2006: الحرب الأهلية والحكومة العراقية الدائمة

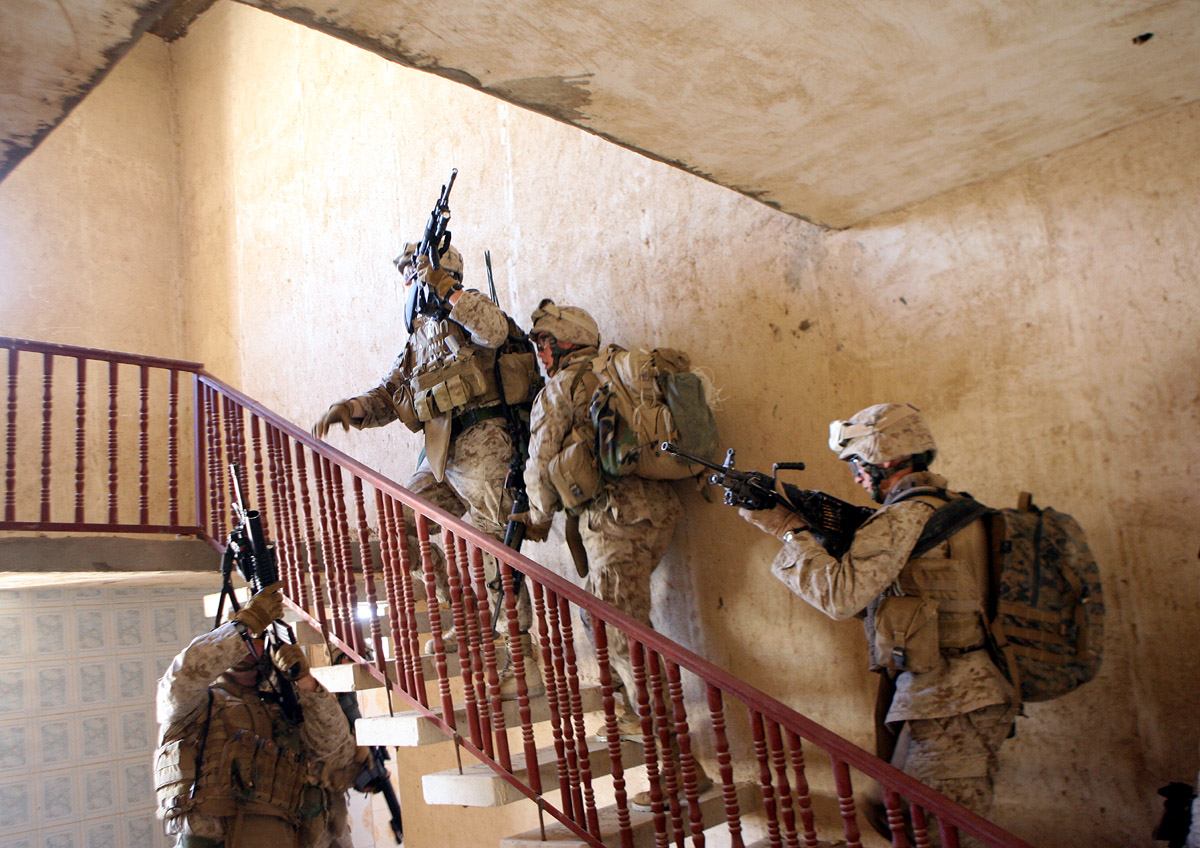
مارينز من كتيبة مشاة البحرية 3 الأمريكية في منزل في محافظة الأنبار.

تميزت بداية عام 2006 بمفاوضات إنشاء الحكومة، تزايد العنف الطائفي والهجمات المستمرة ضد التحالف. توسع نطاق العنف الطائفي على نطاق واسع وبمستوى جديد من الكثافة العالية في أعقاب تفجير ضريح العسكريين في مدينة سامراء العراقية، في 22 فبراير 2006. يعتقد أن انفجار الضريح، وهو واحد من أقدس المواقع في الإسلام الشيعي، ناجم عن قنبلة زرعها تنظيم القاعدة.

آثار الأضرار التي لحقت بمرقد الإمامين الهادي والعسكري بعد تفجيرهما في 22 فبراير 2006 من قبل تنظيم القاعدة.

على الرغم من أنه لم تحدث إصابات بسبب الانفجار، فقد تضرر الضريح بشدة وأدى التفجير إلى عنف كبير على مدى الأيام التالية. عُثِر على أكثر من 100 جثة قتيل بها ثقوب رصاص في 23 فبراير، وما لا يقل عن 165 شخص يعتقد أنه قد تم قتلهم في أعقاب هذا الهجوم، قال الجيش الأمريكي أن متوسط معدل جرائم القتل في بغداد تضاعف ثلاث مرات من 11 إلى 33 جريمة قتل في كل يوم. في عام 2006، وصفت الأمم المتحدة الوضع في العراق بأنه «يشبه حالة حرب أهلية».
في 12 مارس، قام خمسة جنود من فوج المشاة 502 من الجيش الأمريكي، باغتصاب فتاة عراقية تبلغ من العمر 14 عاما هي عبير قاسم حمزة الجنابي، ومن ثم قتلوها مع والدها ووالدتها فخرية طه محسن وشقيقتها هديل قاسم حمزة الجنابي التي تبلغ من العمر ست سنوات. وكان الجنود قد أطلقوا النار على جسم الفتاة لإخفاء أي دليل على الجريمة. أدين أربعة من الجنود بتهمة الاغتصاب والقتل، فيما أدين الخامس بأقل جريمة وهي الاشتراك في جريمة حرب، التي أصبحت تعرف باسم عمليات قتل المحمودية.

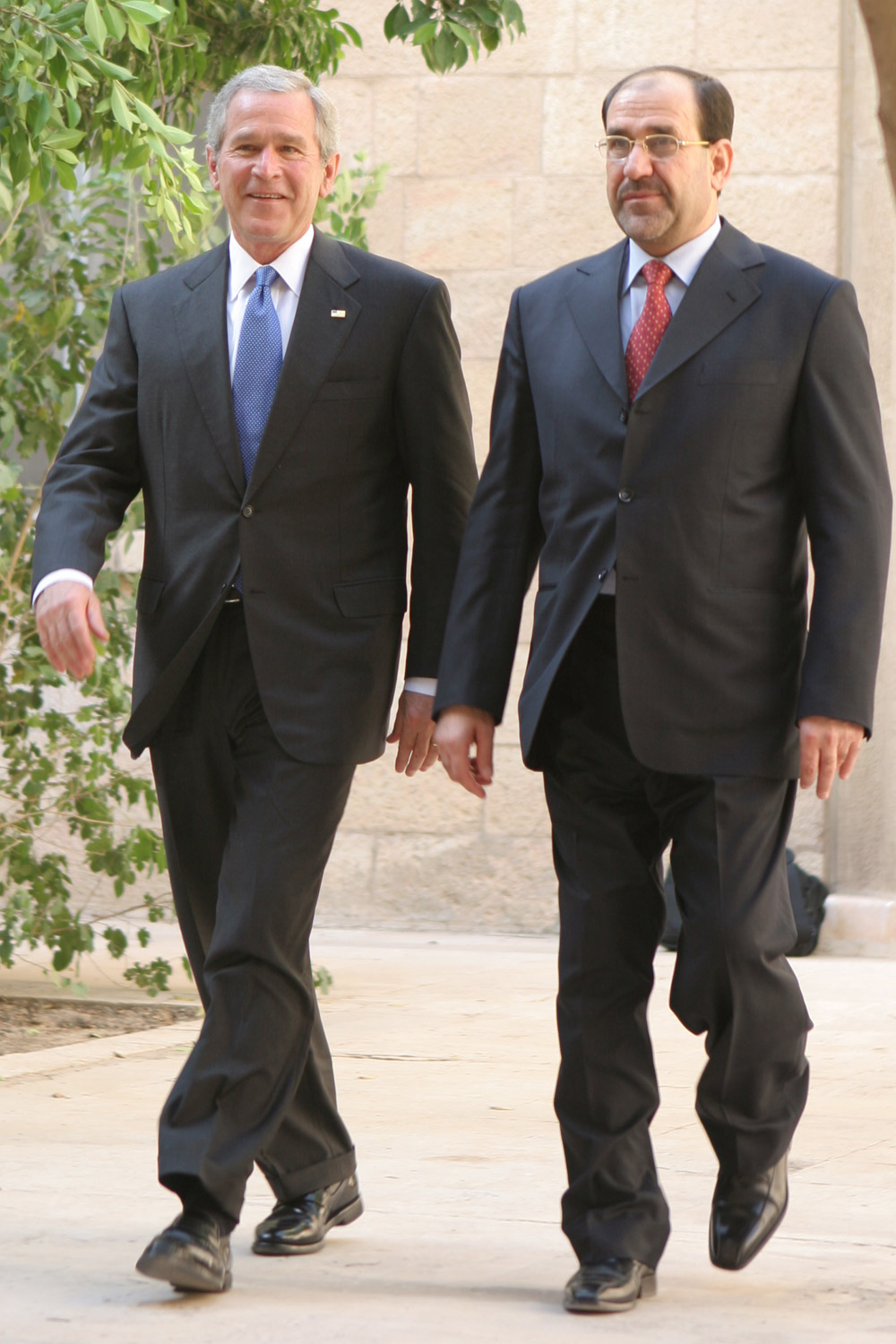
نوري المالكي يلتقي بجورج دبليو بوش في يونيو 2006.

وفي 6 يونيو 2006، كانت الولايات المتحدة قد تتبعت بنجاح أبو مصعب الزرقاوي، زعيم القاعدة في العراق حيث قتل، عندما كان سيحضر اجتماع في مخبأ معزول يقع 8 كم (5 ميل) شمال بعقوبة. بعد أن تم تتبعه بطائرات بريطانية بدون طيار، تم الإتصال بين راديو جهاز التحكم واثنين من طائرات القوات الجوية الأمريكية من نوع إف-16، التي حددت منزله في الساعة 14:15 بتوقيت جرينتش ثم انخفضت طائرتين اثنين وألقت 500 باوند (230 كجم) من القنابل الموجهة، وهي قنابل توجه بالليزر من نوع جي بي يو 12 ونظام تحديد المواقع الموجه جي بي يو 38 على البناء الذي كان أبو مصعب الزرقاوي فيه. قتل ستة آخرين –ثلاثة ذكور وثلاث إناث– في هذه العملية. ومن بين القتلى، واحدة من زوجاته وأطفاله.
بدأت الحكومة الحالية في العراق عملها في 20 مايو 2006، بعد موافقة أعضاء الجمعية الوطنية العراقية. تلى هذا الانتخابات العامة التي أجريت سابقا في ديسمبر كانون الأول 2005. وقد خدمت الحكومة الانتقالية العراقية كحكومة تصريف أعمال حتى تشكيل حكومة دائمة.

#### تقرير مجموعة مسح العراق وإعدام صدام

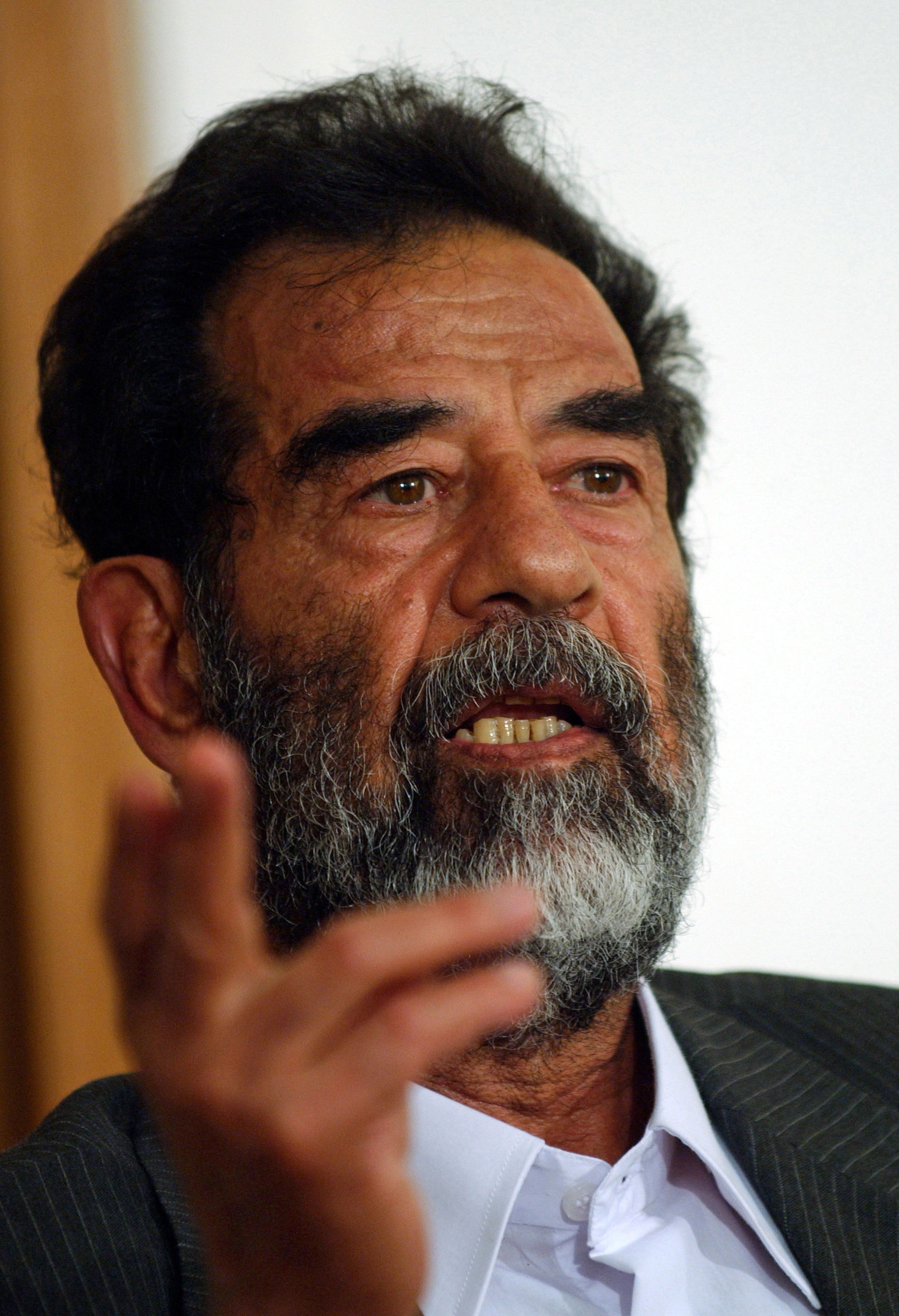
صدام حسين يعترض على حكم خلال محاكمته.

نشرت مجموعة مسح العراق تقريرها في 6 ديسمبر 2006. تكونت مجموعة دراسات العراق من أمريكيين بقيادة رؤساء مشاركين هم جيمس بيكر، وهو وزير خارجية سابق (جمهوري)، ولي هاملتون، ممثل أمريكي سابق (ديمقراطي) وأشير في التقرير إلى أن: «الوضع في العراق خطير ومتدهور» وأن «قوات الولايات المتحدة بدأت مهمة ليس لها نهاية». شمل التقرير 79 توصية تشمل زيادة التدابير الدبلوماسية مع إيران وسوريا لتكثيف الجهود لتدريب القوات العراقية. وفي 18 ديسمبر، كشف تقرير البنتاجون أن عدد هجمات المقاتلين كان في المتوسط هو 960 هجوم في الأسبوع، وهو أكبر عدد مقارنة بأعداد تقارير عام 2005.
في 13 يوليو نقلت قوات التحالف رسمياً السيطرة على محافظة المثنى إلى الحكومة العراقية، لأول مرة منذ اندلاع الحرب. اتهم مدعين عامين عسكريين ثمانية مارينز أمريكيين بجريمة قتل 24 مدنياً عراقياً في حديثة في نوفمبر/تشرين الثاني 2005، من بينهم 10 نساء وأطفال. واتهموا أربعة ضباط آخرين أيضاً بتهمة التقصير في الواجب فيما يتعلق بالحادث.

مشهد يظهر اللحظات الأولى من تنفيذ حكم الإعدام شنقاً بحق الرئيس السابق صدام حسين.

أعدم الرئيس السابق صدام حسين شنقاً في 30 ديسمبر 2006، بعد إدانته بارتكاب جرائم ضد الإنسانية من قبل محكمة عراقية بعد محاكمة طويلة استمرت لعام.

### 2007: زيادة القوات الأميركية

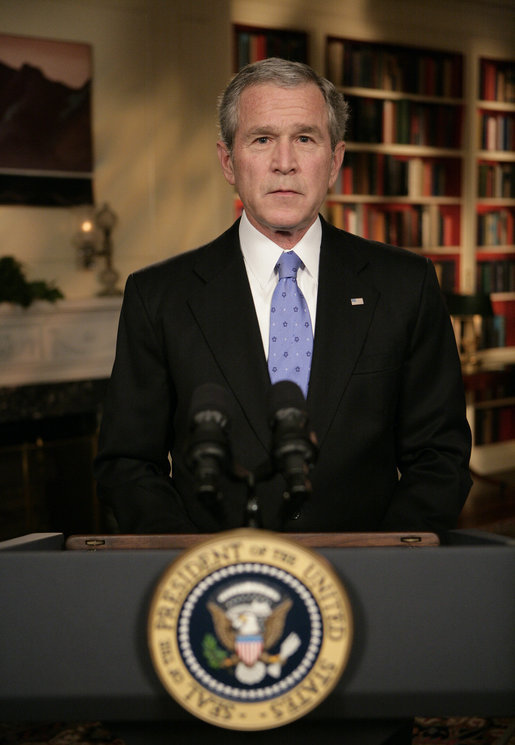
الرئيس جورج دبليو بوش يعلن عن استراتيجية جديدة في العراق في مكتبة البيت الأبيض في 10 يناير 2007.

في 10 يناير 2007، في كلمة بثت على التلفزيون إلى الشعب الأمريكي، اقترح جورج دبليو بوش إرسال 21,500 جندي إضافي إلى العراق، في برنامج منظم وتقديم 1.2 مليار دولار لهذا البرنامج. وفي 23 يناير 2007، في خطاب الاتحاد لذلك العام، أعلن بوش «نشر تعزيزات إضافية عبارة عن أكثر من 20,000 جندي من قوات مشاة بحرية الولايات المتحدة في العراق».
في 10 فبراير 2007، أصبح ديفيد بتريوس قائد القوات متعددة الجنسيات في العراق، وهو منصب ذو أربعة نجوم يشرف فيه الفائز به على قيادة كل قوات التحالف في البلاد، وقد تولى هذا المنصب خلفا للجنرال جورج كاسي. في منصبه الجديد، أشرف بتريوس على كل قوات التحالف في العراق واستخدمها في «الزيادة» الإستراتيجية الجديدة والتي أطلقت من قبل إدارة بوش. شهد عام 2007 زيادة حادة في تفجيرات الكلور الخاصة بالمقاتلين.
في 10 مايو 2007، وقع 144 برلماني عراقي على مرسوم تشريعي يطالب بوضع إطار زمني لانسحاب الولايات المتحدة. في 3 يونيو 2007، صوت البرلمان العراقي بما بين 85 إلى 59 صوت لمطالبة الحكومة العراقية بالتشاور مع البرلمان قبل تقديم طلب مهلة إضافية لوصاية مجلس الأمن الدولي على عمليات التحالف في العراق. رغم هذا، جددت الوصاية في 18 ديسمبر 2007، بدون موافقة البرلمان العراقي.
تضاعفت الضغوط على القوات الأمريكية بسبب استمرار انسحاب قوات التحالف. في 2007 وعلى خلفية حصار القواعد البريطانية في البصرة أعلن رئيس الوزراء البريطاني بدأ القوات البريطانية انسحاب القوات البريطانية من داخل محافظة البصرة، لتسليم مسؤولية الأمن إلى العراقيين. في يوليو، أعلن رئيس الوزراء الدانماركي أندرس فوغ راسموسن أيضا انسحاب 441 جندي دانماركي من العراق، باستثناء وحدة فقط متكونة من تسع جنود رفقة أربعة مراقبي حوامات.

#### تخفيض القوات المخطط
في خطاب موجه إلى الكونغرس في 10 سبتمبر 2007، توقع بتريوس «انسحاب 30,000 جندي أمريكي تقريبا في الصيف القادم، ابتداءاً بوحدات مشاة البحرية [في سبتمبر]». في 13 سبتمبر، تراجع بوش عن الانسحاب المحدود للقوات من العراق. قال بوش أن 5,700 شخص عادوا في رأس سنة 2007، وتوقع عودة الآلاف في يوليو 2008. أرادت الخطة عودة عدد القوات إلى مستواها قبل الزيادة في بداية 2007.

#### تأثيرات الزيادة على الأمن

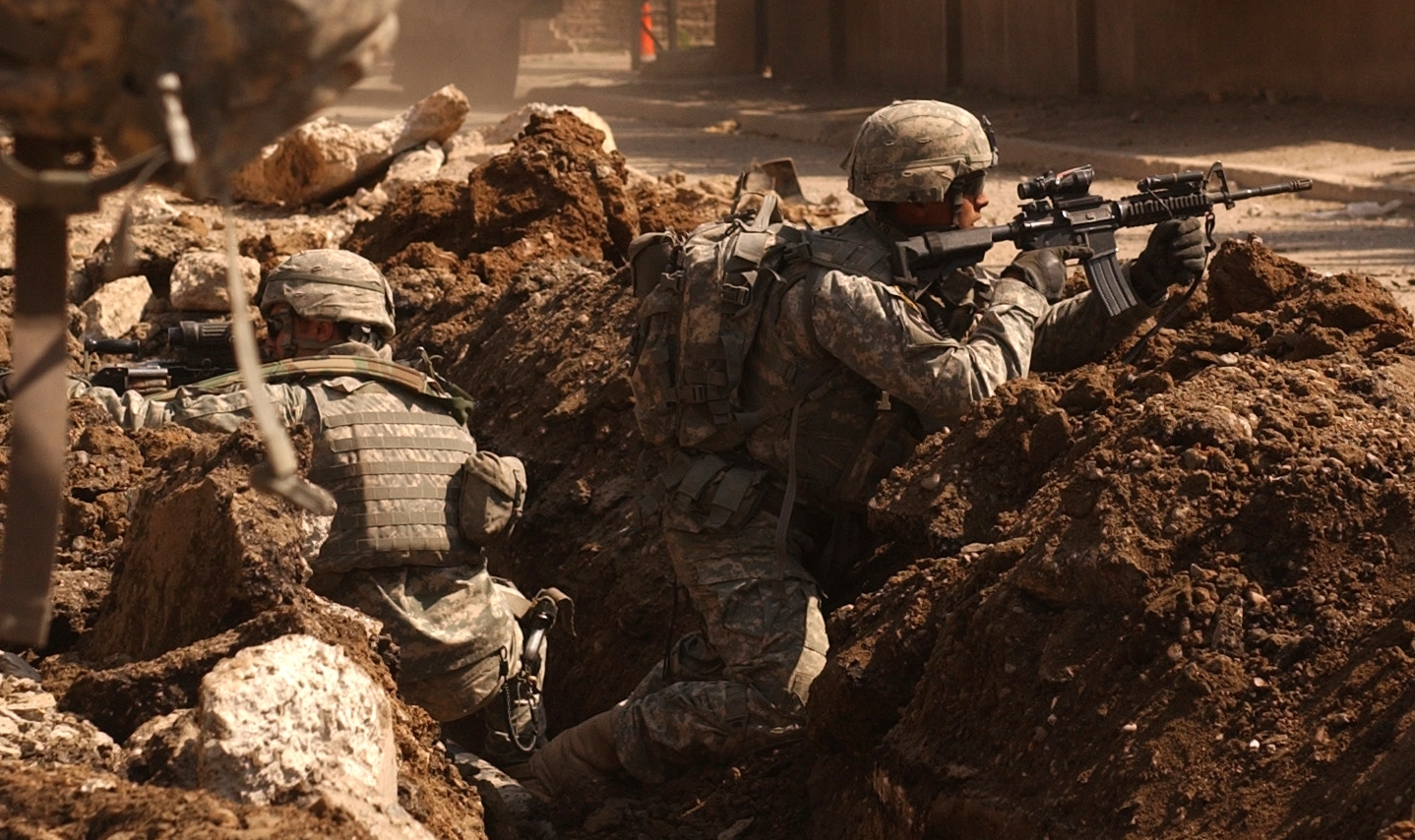
جنود أمريكيون يصوبون أسلحتهم خلال إطلاق نار مع المقاتلين في تقاطع الدورة في بغداد في 7 مارس 2007.

في مارس 2008، انخفض العنف في العراق بنسبة %40–80، حسب تقرير للبنتاغون. طرحت تقارير مستقلة أسئلة حول هذه التقييمات. زعم متحدث باسم القوات المسلحة العراقية أن عدد القتلى المدنيين أصبح منذ بداية خطة زيادة القوات هو 265 في بغداد، حيث هبط من 1,440 في الأسابيع الأربعة السابقة. أحصت نيويورك تايمز أكثر من 450 قتيل مدني عراقي خلال فترة الثمانية وعشرين يوما نفسها، بناء على تقارير أولية من جريدة وزارة الداخلية العراقية والمسؤولين الطبيين.
تاريخيا، استهانت التقديرات الصحفية التي أحصيت من قبل نيويورك تايمز بعدد القتلى الإجمالي وذلك بنسبة %50 مقارنة بدراسات أجريت من قبل الأمم المتحدة، التي اعتمدت على أرقام من وزارة الصحة العراقية وأرقام غرف وضع الجثت.
تضاعف معدل القتلى العسكريين الأمريكيين إلى 3.14 في اليوم تقريبا في الأسابيع السبعة الأولى من «الزيادة» في الأنشطة الأمنية، مقارنة بالفترة السابقة. من جانب آخر، انخفضت طمأنينة العراق من العنف قليلا.
في 14 أغسطس 2007، حدث أكبر هجوم فردي دموي في كل هذه الحرب. قتل ما يقارب 800 مدني في سلسلة من الهجمات الانتحارية المنسقة باستخدام عبوات ناسفة في شمال العراق في مجمع القحطانية السكني. دمر وتهدم أكثر من 100 منزل ومتجر في هذه التفجيرات. ألقى مسؤولون أمريكيون اللوم عن هذا الحادث على تنظيم القاعدة. استهدفت التفجيرات القرويين الذين ينتمون إلى الأقلية العرقية الدينية اليزيدية غير المسلمة. مثل الهجوم ربما ضغينة ظهرت فيما مضى من هذه السنة عندما قام أعضاء من الأقلية اليزيدة برجم فتاة في سنة المراهقة حتى الموت تدعى دعاء خليل أسود بتهمة زواجها من رجل عربي سني وتحولها إلى الإسلام. سجلت عملية قتل الفتاة بواسطة كاميرا هاتف وحمل الفيديو على الإنترنت.
في 13 سبتمبر 2007، قتل عبد الستار أبو ريشة في تفجير قنبلة في مدينة الرمادي. وهو شخصية مهمة لحلفائه الأمريكيين لأنه قائد «صحوات الأنبار»، وهي تحالف من القبائل العربية السنية تعارض تنظيم القاعدة. زعمت المنظمة لاحقا مسؤوليتها عن الهجوم. في بيان نشر على الإنترنت من قبل دولة العراق الإسلامية غير المعروفة آنذاك، وصفت هذه الأخيرة أبو ريشة بأنه «واحد من كلاب بوش» وقالت عن مقتله في يوم الخميس بأنه «عملية بطولية استغرقت ما يقارب الشهر من التحضير».

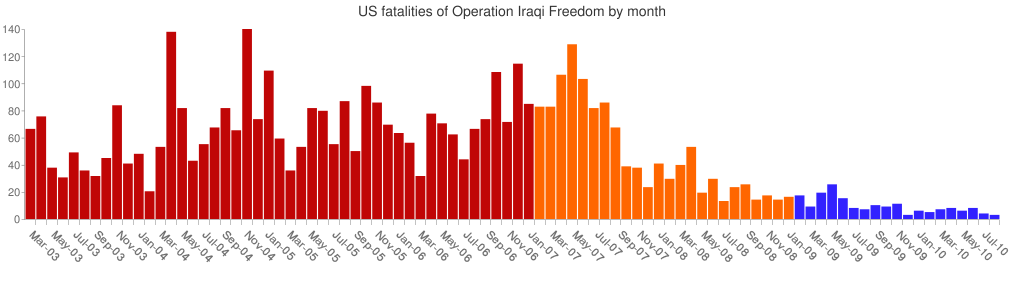
رسم بياني لوفيات القوات الأمريكية في العراق من مارس 2003 حتى يوليو 2010، الأشهر البرتقالية والزرقاء هي فترة زيادة القوات وتداعياتها.

ذكر أن وفيات القوات الأمريكية قد تناقصت بعد مايو 2007، وفي نفس الوقت، هبط العنف ضد قوات التحالف إلى «أدنى مستوياته منذ السنة الأولى للغزو الأمريكي». نسب هذا، بالإضافة إلى العديد من التطورات الإيجابية، إلى الزيادة من قبل عدد من المحللين.
تقول المعطيات من البنتاغون والوكالات الأمريكية الأخرى مثل مكتب المسؤولية الحكومية أن الهجمات اليومية ضد المدنيين في العراق قد ظلت «تقريبا هي نفسها» منذ فبراير. أعلن مكتب المسؤولية الحكومية أيضا أن هذا غير قابل أن يظهر في عنف طائفي. ومع ذلك، تعارض هذا التقرير مع تقارير أخرى وصلت إلى الكونغرس، والتي أظهر هبوطا عاما في الوفيات المدنية والعنف العرقي-الطائفي منذ ديسمبر 2006. في أواخر 2007، بدأت زيادة القوات الأمريكية في الانخفاض، وفي نفس الوقت، بدأ العنف في العراق بالانخفاض مقارنة بارتفاعاته في 2006.
طهرت كل الأحياء في بغداد عرقيا من قبل الميليشيات الشيعية والسنية، وقضى العنف الطائفي على التنوع السكاني في كل مدينة عراقية. يستشهد المراسل الاستقصائي بوب وودوارد بمصادر الحكومة الأمريكية التي وفقا لها فإن «الزيادة» الأمريكية ليست السبب الأول للهبوط في مستوى العنف في 2007–08. بدلا من ذلك، وفقا لهذه الرؤية، فإن انخفاض العنف كان بفضل تقنيات خفية حديثة استخدمت من قبل القوات المسلحة الأمريكية ومسؤولي الإستخبارات التي اكتشفت، رصدت وقتلت المقاتلين، بما في ذلك عمالا كانوا مقاتلين سابقين.
في منطقة شيعية بالقرب من البصرة، سلمت القوات البريطانية مسؤولية الأمن فيها إلى قوات الأمن العراقية. البصرة هي المحافظة التاسعة من محافظات العراق الثمانية عشر التي تصبح تحت سيطرة قوات الأمن المحلية الموجودة فيها من بداية الاحتلال.

#### التطورات السياسية
رفض أكثر من نصف أعضاء البرلمان العراقي استمرار احتلال بلادهم لأول مرة. وقع 144 من أصل 275 نائب على عريضة تشريعية تطالب الحكومة العراقية بالتشاور مع البرلمان قصد الموافقة قبل تقديم طلبها لإطالة وصاية الأمم المتحدة على القوات الأجنبية في العراق، والتي تنتهي في نهاية 2008. ونادوا أيضا بعمل إطار زمني لانسحاب القوات ووضع حد لحجم القوات الأجنبية في البلاد. وصاية مجلس الأمن الدولي للقوات التي تحت قيادة الولايات المتحدة في العراق قد انتهت «لو طلبت ذلك الحكومة العراقية». حسب القانون العراقي، يجب أي قرار أن يذهب إلى البرلمان وأن يتشاور حوله معه ويقبل بقبول أغلبية أعضائه به. أظهر نتائج استطلاع في الولايات المتحدة أن %59 يدعمون وضع إطار زمني للانسحاب.
في منتصف 2007، بدأ التحالف برنامجا مثيرا للجدل لتجنيد العراقيين السُّنََّة (في الغالب يكونون مقاتلين سابقين) لتشكيل ميليشيات «حراسة». تم تشكيل ميليشيات الحراسة هذه لدعم وتأمين مختلف الأحياء السنية ضد الإسلاميين.

#### التوترات مع إيران

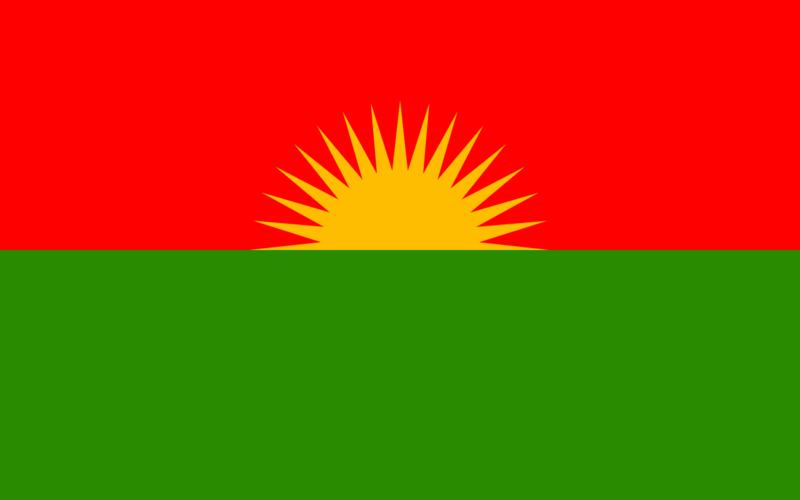
علم حزب الحياة الحرة الكردستاني، وهي جماعة مسلحة تطالب بانفصال الأكراد في إيران. تسبب هذه الجماعة توترات في العلاقات العراقية–الإيرانية من حين لآخر.

في 2007، زادت التوترات جدا بين إيران وكردستان العراق بسبب منح هذه الأخيرة ملجأ لمقاتلي المجموعة الانفصالية الكردية المسماة حزب الحياة الحرة الكردستاني. حسب تقارير، قامت إيران بقصف مواقع لحزب الحياة الحرة الكردستاني في كردستان العراق منذ 16 أغسطس. تضاعفت هذه التوترات مع وقوع غارة مزعومة على الحدود في 23 أغسطس من قبل القوات الإيرانية حيث هاجمت عدة قرى كردية وقتلت عددا غير معروف من المدنيين والمقاتلين.
بدأت قوات التحالف أيضا باستهداف جواسيس إيرانيين مزعومين تابعين لفيلق القدس في العراق، حيث كلهم اعتقلوا أو قتلوا. بدأت إدارة بوش وزعماء التحالف علنية بالقول أن إيران تعطي أسلحة، خصوصا أجهزة متفجرات خطيرة، إلى المقاتلين والميليشيات رغم الفشل في العثور على دليل لإثبات هذه المزاعم. أعلنت عقوبات أخرى على منظمات إيرانية أيضا من قبل إدارة بوش في خريف 2007. في 21 نوفمبر 2007، الفريق جيمس دوبيك، الذي كان في مهمة تدريب لقوات الأمن العراقية، أشاد بمجهودات إيران في «المساعدة على تخفيض العنف» في العراق بالتزامها بإيقاف إعطاء الأسلحة والمتفجرات وتقديم التدريب للمتطرفين في العراق.

#### التوترات مع تركيا
.

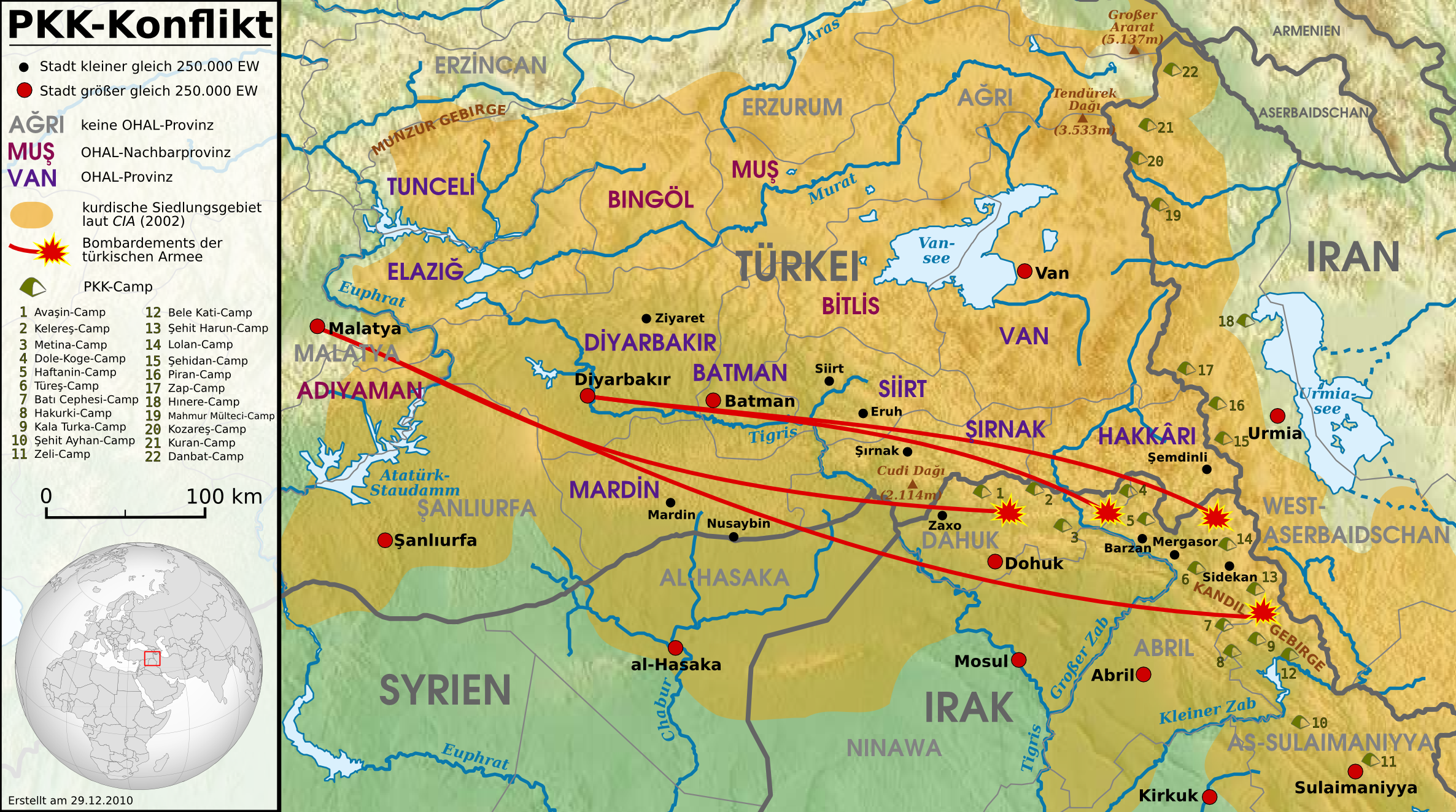
خريطة للصراع الكردي التركي، حيث تواجه فيه تركيا العديد من الجماعات الكردية المتطرفة، أبرزها حزب العمال الكردستاني الذي ينشط في جنوب شرق تركيا وكردستان العراق، حيث يتسبب ذلك في تداعيات للصراع على هذه الأخيرة، وتوترات في العلاقات التركية- العراقية، وتظهر الخريطة مجال انتشار الصراع الكردي التركي والذي يشمل كردستان العراق

علم حزب العمال الكردستاني.

استمرت التوغلات الحدودية من قبل مقاتلي حزب العمال الكردستاني في شمال العراق لإزعاج القوات التركية، مع خسائر في كلا الجانبين. في نهاية 2007، أعلنت القوات المسلحة التركية انتقالها إلى يمين الحدود الكردستانية العراقية في «مطاردة جديدة» لمقاتلي حزب العمال الكردستاني وبدأت قصف المناطق الكردية في العراق ومهاجمة قواعد حزب العمال الكردستاني في منطقة جبل كودي بالطائرات. صادق البرلمان التركي على قرار يسمح للقوات المسلحة بمطاردة حزب العمال الكردستاني في كردستان العراق. في نوفمبر، هاجمت طائرات تركية أجزاءً من شمال العراق في أول هجوم مماثل للطائرات التركية من تصعيد التوترات الحدودية. ضربت سلسلة أخرى من الهجمات في منتصف ديسمبر أهداف حزب العمال الكردستاني في مناطق قنديل، زاب، أفاشين وهاكورك. وقعت سلسلة هجمات أخرى بمشاركة أقل من 50 طائرة ومدفعية وقال مسؤولون كرديون أنه قتل مدني واحد وجرح اثنان آخرين.
بالإضافة إلى ذلك، الأسلحة التي من المفترض أن تذهب إلى قوات الأمن العراقية من قبل القوات المسلحة الأمريكية تأخدها السلطات في تركيا بعد استخدامها من قبل حزب العمال الكردستاني في هذا البلد. يذكر أن العراق كان يدعم حزب العمال الكردستاني في الصراع الكردي التركي منذ بدايته في 1978 أي قبل صعود صدام حسين للسلطة بقليل وأثناء فترة حكمه قبل سقوط هذا الأخير في 2003.

#### جدال شركة بلاك ووتر الأمنية الخاصة
في 17 سبتمبر 2007، أعلنت الحكومة العراقية إلغائها ترخيص شركة بلاك ووتر الأمنية الخاصة الأمريكية بالعمل في العراق بعد تورطها في مقتل ثمانية مدنيين، بما في ذلك امرأة وطفل، في إطلاق نار بعد انفجار قنبلة في سيارة في موكب بالقرب من دائرة حكومية.

### 2008: استمرار الحرب الأهلية

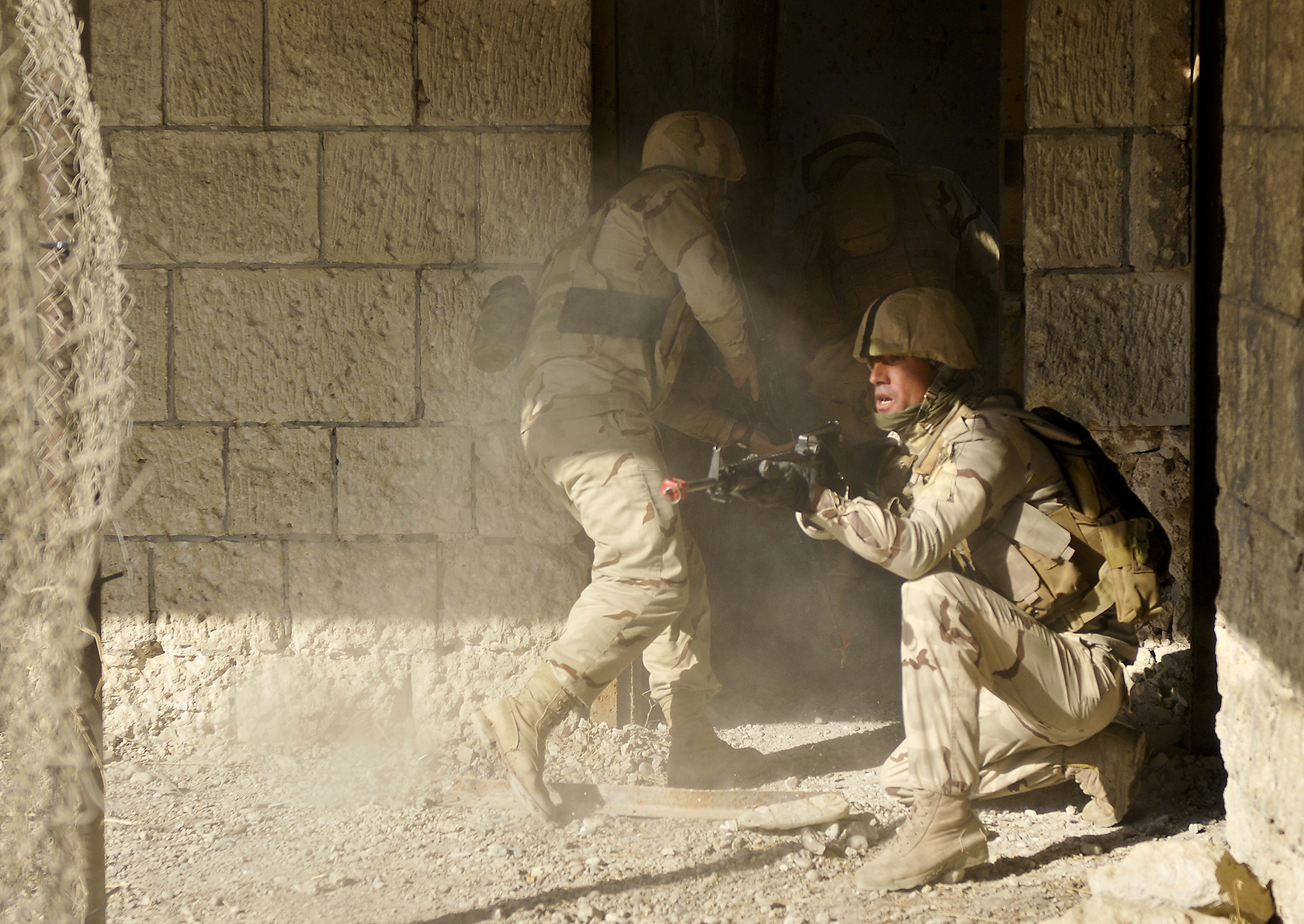
جنود من الجيش العراقي اثناء التدريب

طوال 2008، إعتقد مسؤولون أمريكيون ومستقلون أنه ظهرت تحسنات في الوضعية الأمنية، حسب إحصائيات. حسب وزارة الدفاع الأمريكية في ديسمبر 2008، انخفض «المستوى الكلي للعنف» في البلاد بنسبة %80 منذ الزيادة في يناير 2007، وانخفض معدل الجرائم في البلاد إلى مستويات ما قبل الحرب. يكشف هذا أيضا رقم الخسائر للقوات الأمريكية في 2008 وهو 314 مقابل رقم 904 في 2007.
حسب معهد بروكينغز، وصلت وفيات المدنيين العراقيين إلى 490 في نوفمبر 2008 مقابل 3500 في يناير 2007، حيث أن الهجمات ضد التحالف خلفت تقريبا ما بين 200 و 300 قتيل في الأسبوع في النصف الأخير من 2008، ووصلت إلى ذورتها بحوالي 1600 في صيف 2007. عدد قتلى قوات الأمن العراقية هو أقل من 100 في الشهر في النصف الثاني من 2008، وقد كان ما بين 200 و 300 في صيف 2007.
في غضون ذلك، زادت مهارة القوات المسلحة العراقية بإطلاقها هجوما ربيعيا ضد الميليشيات الشيعية، وانتُقد رئيس الوزراء في ذلك الوقت نوري المالكي لموافقته على العملية. بدأت في مارس عملية ضد جيش المهدي في البصرة، لكن انتقل القتال إلى العديد من المناطق الشيعية في البلاد، خصوصا إلى منطقة مدينة الصدر في بغداد. في أكتوبر، قال ضابط بريطاني كان في مهمة إلى البصرة أنه منذ بدأ العملية أصبحت المدينة «آمنة» ويمكن مقارنة معدل الجريمة فيها بمعدل مانشستر في إنجلترا. قالت القوات المسلحة الأمريكية أيضا أنه انخفضت كمية المتفجرات من صنع إيراني في العراق في 2008 بحوالي الربع، ويشير هذا ربما إلى تغير في السياسة الإيرانية.

علم جيش المهدي والذي تحول إلى علم لواء اليوم الموعود ثم إلى علم سرايا السلام.

قوات جيش المهدي في استعراض.

استمر التقدم في المناطق السنية بعد أن انتقل أعضاء حركة الصحوات من سيطرة القوات المسلحة الأمريكية إلى السيطرة العراقية. في مايو، أطلق الجيش العراقي –بدعم من قوات التحالف– هجوما في الموصل، المعقل العراقي الرئيسي الأخير لتنظيم القاعدة. على الرغم من اعتقال الآلاف من الأفراد، فشل الهجوم في إحداث تحسينات أمنية كبيرة في الموصل. في نهاية السنة، ظلت المدينة نقطة نزاع رئيسية.

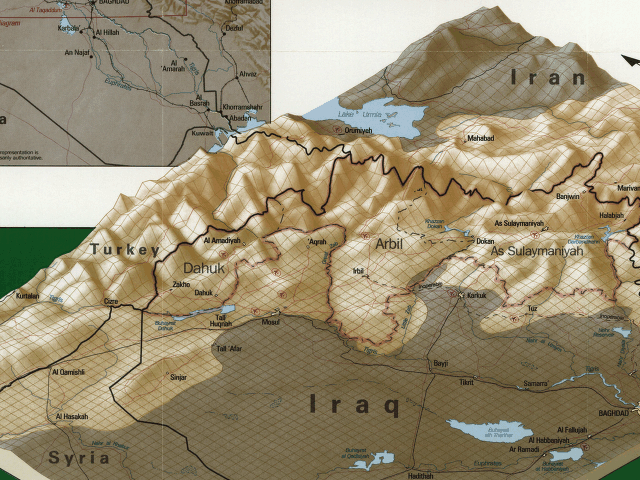
خريطة ثلاثية الأبعاد لجنوب تركيا وشمال العراق.

في الأبعاد الإقليمية، زادت حدة الصراع المستمر بين تركيا وحزب العمال الكردستاني في 21 فبراير، حين أطلقت تركيا هجوما بريا على جبال قنديل في شمال العراق. في غضون تسعة أيام من العملية، تقدم ما يقرب 10,000 جندي تركي لمسافة 25 كم في شمال العراق. هذا هو أول تدخل بري كبير من قبل القوات التركية منذ 1995 خلال الحرب الأهلية الكردية العراقية.
حالا بعد بدأ التدخل، أدان كل من مجلس الوزراء العراقي والحكومة الإقليمية الكردستانية التحركات التركية وطالبا بانسحاب فوري للقوات التركية من المنطقة. انسحبت القوات التركية في 29 فبراير. ظل مصير الأكراد ومستقبل تنوع مدينة كركوك العرقي قضية مثيرة للنزاعات في السياسات العراقية.
اجتمع مسؤولو القوات المسلحة الأمريكية بتفاؤل حذر مع اقتراب وضع أسس «الوضعية الانتقالية للقوات الأمريكية» المتجسدة في اتفاق وضع القوات الأمريكية في العراق، الذي سيتم التفاوض حوله طوال 2008. أكد قائد التحالف، الجنرال الأمريكي ريموند أوديرنو، أنه «في المعنى العسكري، أي تحول هو في وقت خطير» في ديسمبر 2008.

#### الهجمات الربيعية على الميليشيات الشيعية

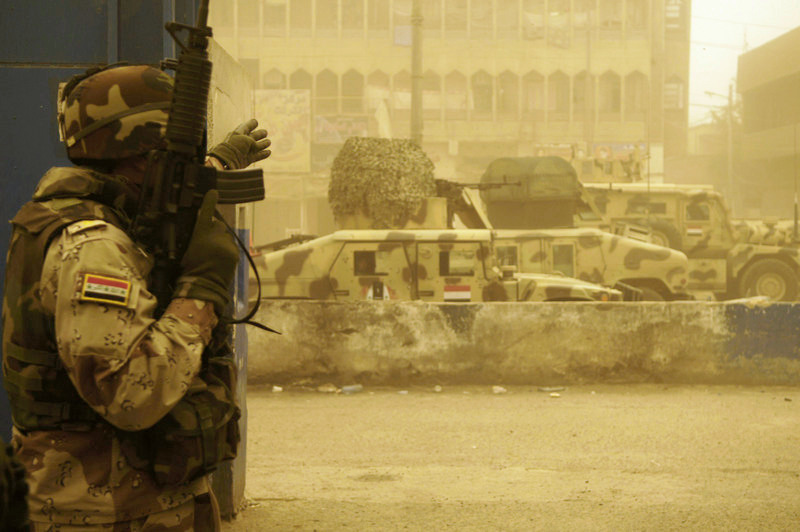
جندي عراقي وسيارات عسكرية من اللواء 42 من كتيبة الجيش العراقي 11 خلال إطلاق نار مع رجال ميليشيا مسلحين في منطقة مدينة الصدر في بغداد في 17 أبريل 2008.

في نهاية مارس، أطلق الجيش العراقي مع دعم جوي من التحالف هجوما، أطلق عليه اسم «صولة الفرسان»، في البصرة لتأمين المنطقة من الميليشيات. كان هذا الهجوم هو العملية الرئيسية الأولى للجيش العراقي التي لم تكن بدعم قتالي من قوات التحالف البرية التقليدية. عارض الهجوم جيش المهدي، واحدة من الميليشيات، التي تسيطر جدا على المنطقة. انتشر القتال بسرعة في أجزاء أخرى من العراق: بما في ذلك مدينة الصدر، الكوت، الحلة ومناطق أخرى. خلال القتال، واجهت القوات العراقية مقاومة عنيفة من رجال الميليشيا الشيعية في البصرة إلى درجة أن أصبح هجوم القوات المسلحة العراقية بطيئا، لكن أدى الإستنزاف الكبير أخيرا إلى جلوس الصدريين على طاولة المفاوضات.
بعد محادثات مع العميد قاسم سليماني، قائد فيلق القدس في الحرس الثوري الإيراني، وتوسط الحكومة الإيرانية، في 31 مارس 2008، أمر الصدر أنصاره بوقف إطلاق النار. ألقى رجال الميليشيا أسلحتهم.
في 12 مايو 2008، «ذكر أغلب سكان البصرة تحسنات حقيقية في حياتهم اليومية» حسب نيويورك تايمز. «احتلت القوات الحكومية الآن أغلب مراكز قيادة المتشددين الإسلاميين وأوقفوا فرق الموت و 'منفذو عملياتها' الذين يهاجمون النساء، المسيحيين، الموسيقيين، بائعي الكحول وأي شخص يشتبه أن متعاون مع الغربيين»، حسب تقرير؛ ومع ذلك، أكدوا عدم شرعية استمرار عمل الجيش العراقي وطالبوا بإيقافه بأي ثمن، وأجابوا إجابة واحدة، «عدم إكماله لعمله ولا ليوم واحد».
في أواخر أبريل، استمرت التفجيرات على جوانب الطرقات مع ارتفاعها وذلك ابتداءا من يناير السابق، من 114 تفجير إلى أكثر من 250، وذلك حتى مايو 2007.

#### شهادة جلسة الكونغرس

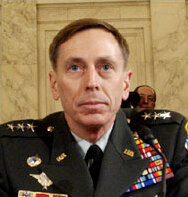
الجنرال ديفيد بتريوس في شهادة قبل مؤتمر في 8 أبريل 2008.

تحدث الجنرال ديفيد بتريوس في جلسة الكونغرس في 8 أبريل 2008، وحث على إعاقة انسحاب القوات، قائلا: «أنا أقول مرارا أنه يجب تغطية أي زاوية، تؤدي إلى إنارة الأضواء وتظهر نهاية النفق»، في إشارة لتصريحات الرئيس بوش والجنرال السابق العامل في فيتنام ويليام ويستموريلاند. و«طلب من الشيوخ عدم المشاجرة واحترام الأراء الأخرى».
سئل السفير كروكر من قبل مقعد لجنة السيناتور جو بايدن، وأكد أن القاعدة في العراق شيء أهم من تنظيم القاعدة بقيادة أسامة بن لادن العامل على طول الحدود الأفغانية–الباكستانية. تذمر النواب من كلا الحزبين من دافعي الضرائب الأمريكيين في العراق الذين يجنون ملايير الدولارات من إيرادات النفط.

#### تسليح قوات الأمن العراقية

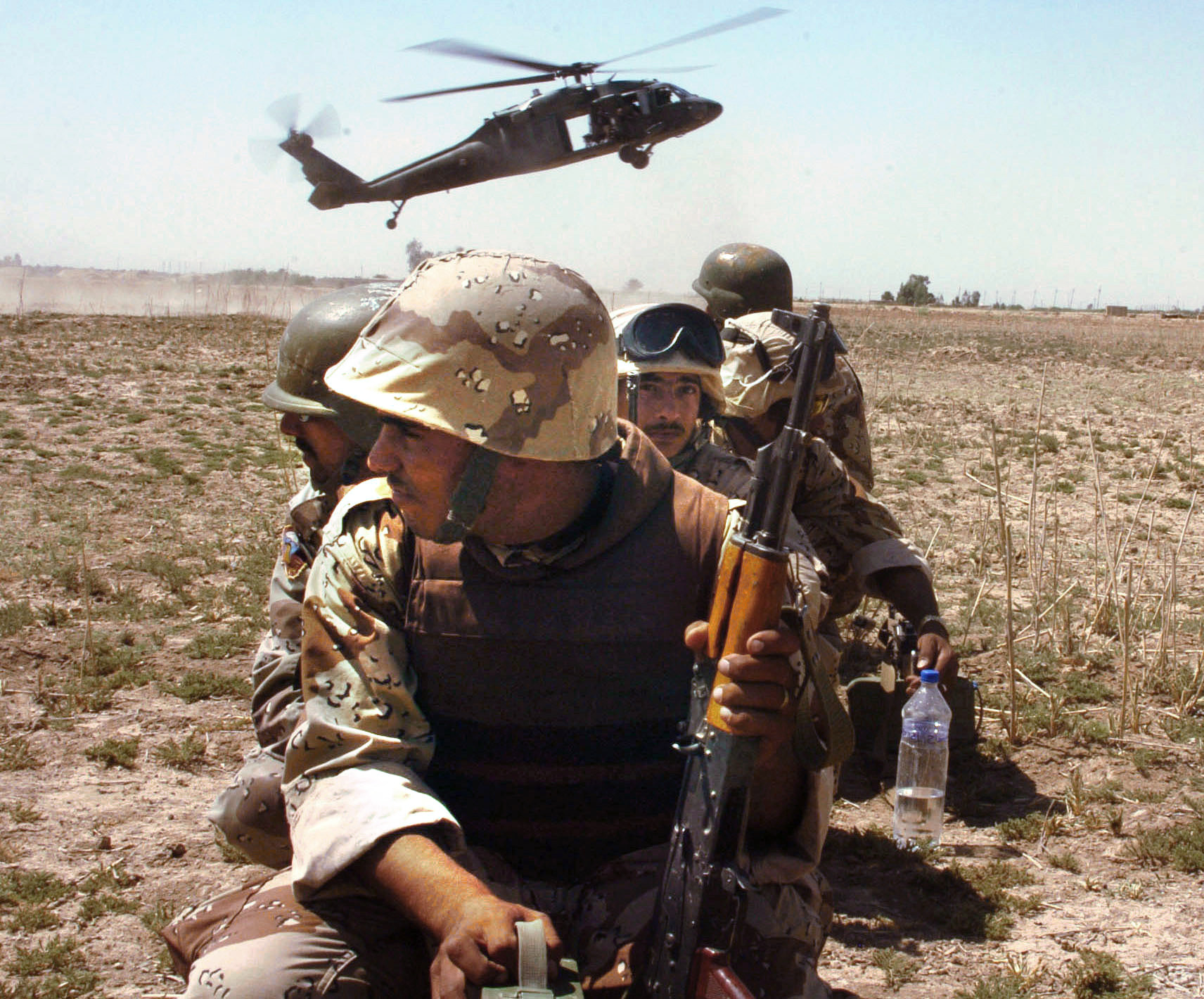
وحدة من الجيش العراقي تستعد لركوب هيلكوبتر يو إتش-60 بلاكهوك لقوة العمل بغداد في مهمة لمكافحة التمرد في بغداد في 2007.

أصبح العراق واحدا من أكبر المشترين الحاليين لمعدات القوات المسلحة الأمريكية بعد شراءه من الجيش بندقيات إي كي-47 الهجومية وبندقيات إم-16 وإم-4. في 2008 وحدها، استأثر العراق بأكثر من 12,5 مليار من أصل 34 مليار من مبيعات الأسلحة الأمريكية إلى الدول الأجنبية (لا تشتمل على طائرات إف-16 المقاتلة).
رغب العراق في أن تكون لديه 36 طائرة إف-16، وهي تدخل في نظام الأسلحة المتطورة وقد حاول العراق شراءها. أخطر البنتاغون الكونغرس عن موافقته لبيع 24 هيلكوبتر هجومية أمريكية إلى العراق، بقيمة تصل إلى 2,4 مليار دولار. بالإضافة إلى المروحيات، أعلن العراق خططا لشراء دبابات أمريكية وسيارات مصفحة، وناقلات ومعدات ومساعدات عسكرية أخرى. حتى الصيف، أعلنت وزارة الدفاع أن الحكومة العراقية طلب نظاما متكونا من 400 سيارة مصفحة ووسائل نقل ومعدات أخرى تصل قيمتها إلى 3 مليارات دولار، وستة ناقلات من نوع سي-130 جي، بقيمة 1,5 مليار دولار. من 2005 إلى 2008، ربحت الولايات المتحدة 20 مليار تقريبا في صفقات بيع الأسلحة إلى العراق.

#### اتفاق وضع القوات
صادقت الحكومة العراقية على اتفاق وضع القوات الأمريكية في العراق في 4 ديسمبر 2008. أنشأ هذا الاتفاق لتحديد وضع القوات المقاتلة الأمريكية والذي حدد لها تاريخ 30 يونيو 2009 كآخر أجل لانسحابها من المدن العراقية، مع انسحاب كل القوات الأمريكية تماما من العراق قبل 31 ديسمبر 2011. أشار الاتفاق إلى مفاوضات ممكنة تؤجل الانسحاب إلى حين عقد استفتاء من المقرر أن يكون في 2009 في العراق، يؤدي إلى بقاء كل القوات الأمريكية حتى مغادرتها للبلاد في أواسط 2010. طلب الاتفاق عدم استمرار سجن الأشخاص دون محاكمة وتوجيه تهم حقيقية لهم في مدة لا تتجاوز 24 ساعة، وطلب كتابة مذكرة للبحث عن المنازل والمباني التي هي غير مرتبطة بالقتال.
يعمل المتعاقدين الأمنيين الأمريكيين لصالح القوات الأمريكية وذلك حسب القانون الجنائي العراقي، في حين ربما يحتفظ المتعاقدون الأمنيون العاملون لوزارات حكومية وغيرها من الجهات الأمريكية بحصانتهم القانونية. لو اقترفت القوات الأمريكية مرة أخرى «جنايات متعمدة رئيسية» في غير عملها وفي غير قواعدها، فإنها تخضع لإجراءات تنفذ من قبل لجنة أمريكية–عراقية مشتركة لو تأكدت الولايات المتحدة من أن تلك القوات خارج عملها.
قال بعض الأمريكيين أنه توجد «ثغرات» وقال بعض العراقيين أنهم يعتقدون أن بعض أجزاء الاتفاق تبقى «غامضة وسرية». تنبه وزير الدفاع الأمريكي روبرت غاتس لهذا بعد 2011 حيث توقع أن «عدة عشرات آلاف من القوات الأمريكية» ستظل جزءا من القوة الباقية في العراق.
احتجت عدة مجموعات من العراقيين على تمرير اتفاق وضعية القوات الأمريكية في العراق لإطالة وإضفاء الشرعية على الاحتلال. أحرق عشرات الآلاف من العراقيين دمية لجورج دبليو بوش في ساحة بغداد الرئيسية تقليد لما قامت به القوات الأمريكية قبل خمس سنوات عندما أسقطت تمثالا لصدام حسين. أعرب بعض العراقيين عن تفاؤل صغير بنهاية الوجود الأمريكي تماما في 2011. في 4 ديسمبر 2008، صادق المجلس الرئاسي العراقي على الاتفاق الأمني.
أعرب ممثل آية الله العظمى علي الحسيني السيستاني عن قلقه بشأن النسخة المبرمة من الاتفاق وقال أن حكومة العراق ليس لها سلطة للسيطرة على نقل قوات الاحتلال إلى خارج العراق، ولمنح الاتفاق للمحتلين الحصانة من الملاحقة القضائية في المحاكم العراقية. ثم قال أن الحكم العراقي في البلاد غير كامل لأن المحتلين لا زالوا حاضرين، لكن في الأخير، الشعب العراقي هو الحاكم على الاتفاق وذلك في استفتاء. تجمع آلاف العراقيين أسبوعيا بعد صلاة الجمعة وصاحوا بشعارات معادية للولايات المتحدة ومعادية لإسرائيل احتجاجا على الاتفاق الأمني بين بغداد وواشنطن. قال متظاهر أن على الرغم من الموافقة على الاتفاق الأمني الداخلي، فإن الشعب العراقي سوف يجهضه في الاستفتاء الذي سيعقد في السنة التالية.

### 2009: خروج قوات التحالف

#### نقل المنطقة الخضراء

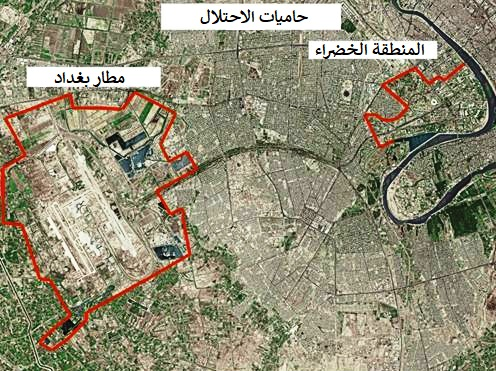
صورة جوية للمنطقة الخضراء، مطار بغداد الدولي، ومجمع قاعدة النصر في بغداد.

في 1 يناير 2009، منحت الولايات المتحدة السيطرة المنطقة الخضراء وقصر صدام حسين الرئاسي إلى الحكومة العراقية في خطوة رسمية وصفت من قبل رئيس الوزراء بأنها استعادة للسيادة العراقية. قال رئيس الوزراء العراقي نوري المالكي أنه سوف يقترح 1 يناير لإعلانه «يوم السيادة» الوطنية. قال المالكي: «هذا القصر هو رمز للسيادة وقد استرجع، هذه رسالة حقيقية توجه لكل الشعب العراقي بأن السيادة العراقية سوف تعود إلى حالتها الطبيعية».
نسبت القوات المسلحة الأمريكية الانخفاض في نسبة وفيات المدنيين الموتقة إلى عدة عوامل بما في ذلك «زيادة القوات» التي تحت قيادة الولايات المتحدة، تطور مجالس الصحوات الممولة أمريكيا، ودعوة رجل الدين الشيعي مقتدى الصدر ميليشياته إلى الالتزام بوقف إطلاق النار.

#### انتخابات مجالس المحافظات

خريطة انتخابية، تظهر أكبر القوائم في كل محافظة.

في 31 يناير، عقد العراق انتخابات مجالس المحافظات. واجه بعض المرشحين المحليين الاغتيالات السياسية ومحاولات الاغتيال، وواجه بعضهم أيضا عنفا مرتبطا بالانتخابات.
كانت نسبة مشاركة العراقيين ضعيفة مما ولد خيبة أمل في العراق، وصف السفير الأمريكي ريان كروكر نسبة التصويت بأنها «كبيرة». شكت بعض المجموعات من الحرمان والغدر. رفع الحظر فيما بعد الانتخابات، لكن تلقت بعض المجموعات تهديدات أيضا إذا لم تتقبل نتائج الانتخابات.

#### إعلان الانسحاب الاستراتيجي
في 27 فبراير، قدم الرئيس الأمريكي باراك أوباما خطابا في مخيم ليخون لمشاة البحرية في ولاية نورث كارولينا الأمريكية حيث أعلن فيه عن نهاية المهام القتالية الأمريكية في العراق بحلول 31 أغسطس 2010. كلفت «قوة انتقالية» متكونة من 50,000 جندي بتدريب قوات الأمن العراقية، على القيام بعمليات لمكافحة الإرهاب، وتقديم دعم عام ربما يستمر حتى نهاية 2011، أضاف الرئيس.
يوم قبل خطاب أوباما، قال رئيس الوزراء العراقي نوري المالكي في مؤتمر صحفي أن الحكومة العراقية «ليس لديها مخاوف» بخصوص الرحيل القريب للقوات الأمريكية وأعرب عن ثقته بقدرة قوات الأمن العراقية والشرطة على حفظ النظام بدون الدعم العسكري الأمريكي.

#### مظاهرات الذكرى السادسة
في 9 أبريل، بمناسبة الذكرى السادسة لسقوط بغداد في أيدي قوات التحالف، احتشد عشرات الآلاف من العراقيين في بغداد للاحتفال بالذكرى ومطالبين بالرحيل الفوري لقوات التحالف. انتقلت جموع العراقيين من أحياء مدينة الصدر في شمال شرق بغداد إلى الساحة على بعد 5 كيلومتر (3,1 ميل)، حيث أحرق متظاهرون دمية فيها وجه الرئيس الأمريكي جورج دبليو بوش.
 كان هناك أيضا مسلمون سُنَّة في الحشد الجماهيري. قالت الشرطة أن عددا كثيرا من السُنَّة، بما في ذلك زعماء مشهورين مثل شيخ مؤسس للصحوات العراقية، كانوا ضمن تلك الجموع.

#### انسحاب قوات التحالف
في 30 أبريل، أنهت المملكة المتحدة رسميا عملياتها القتالية. وصف رئيس الوزراء جوردون براون العملية في العراق بأنها «قصة ناجحة» بسبب مجهودات القوات البريطانية. نقلت بريطانيا السيطرة على البصرة إلى القوات المسلحة الأمريكية.
في 28 يوليو، سحبت أستراليا قواتها القتالية لينتهي الوجود العسكري الأسترالي في العراق، عبر اتفاق مع الحكومة العراقية.
بدأ انسحاب القوات الأمريكية في نهاية يونيو، وسلمت ما يقرب 38 قاعدة إلى القوات العراقية. في 29 يونيو 2009، انسحبت القوات الأمريكية من بغداد. في 30 نوفمبر 2009، قال مسؤولو وزارة الداخلية العراقية أنه انخفض عدد وفيات المدنيين في العراق إلى مستويات منخفضة في نوفمبر من غزو 2003.

#### منح عقود النفط العراقي

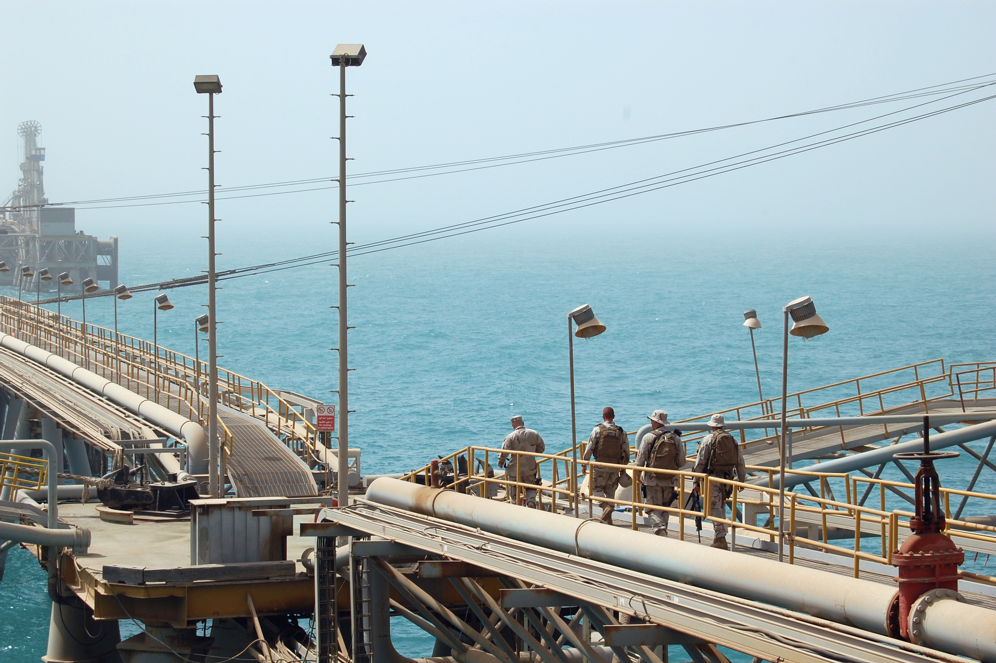
عناصر البحرية الأمريكية وخفر السواحل ينظرون إلى سفينة في محطة نفط البصرة في يوليو 2009.

في 30 يونيو و11 ديسمبر 2009، منحت وزارة النفط العراقية عقوداً لشركات نفط دولية لبعض حقول النفط الكثيرة في العراق. ستقوم شركات النفط بمشاريع مشتركة مع وزارة النفط العراقية، وتشمل شروط العقود الممنوحة التنقيب عن النفط مقابل مبلغ ثابث يقارب 1,4 دولار للبرميل. تدفع المبالغ حينا فقط بعد تحضير مسبق من قبل وزارة النفط.

### 2010: سحب القوات الأمريكية وعملية الفجر الجديد

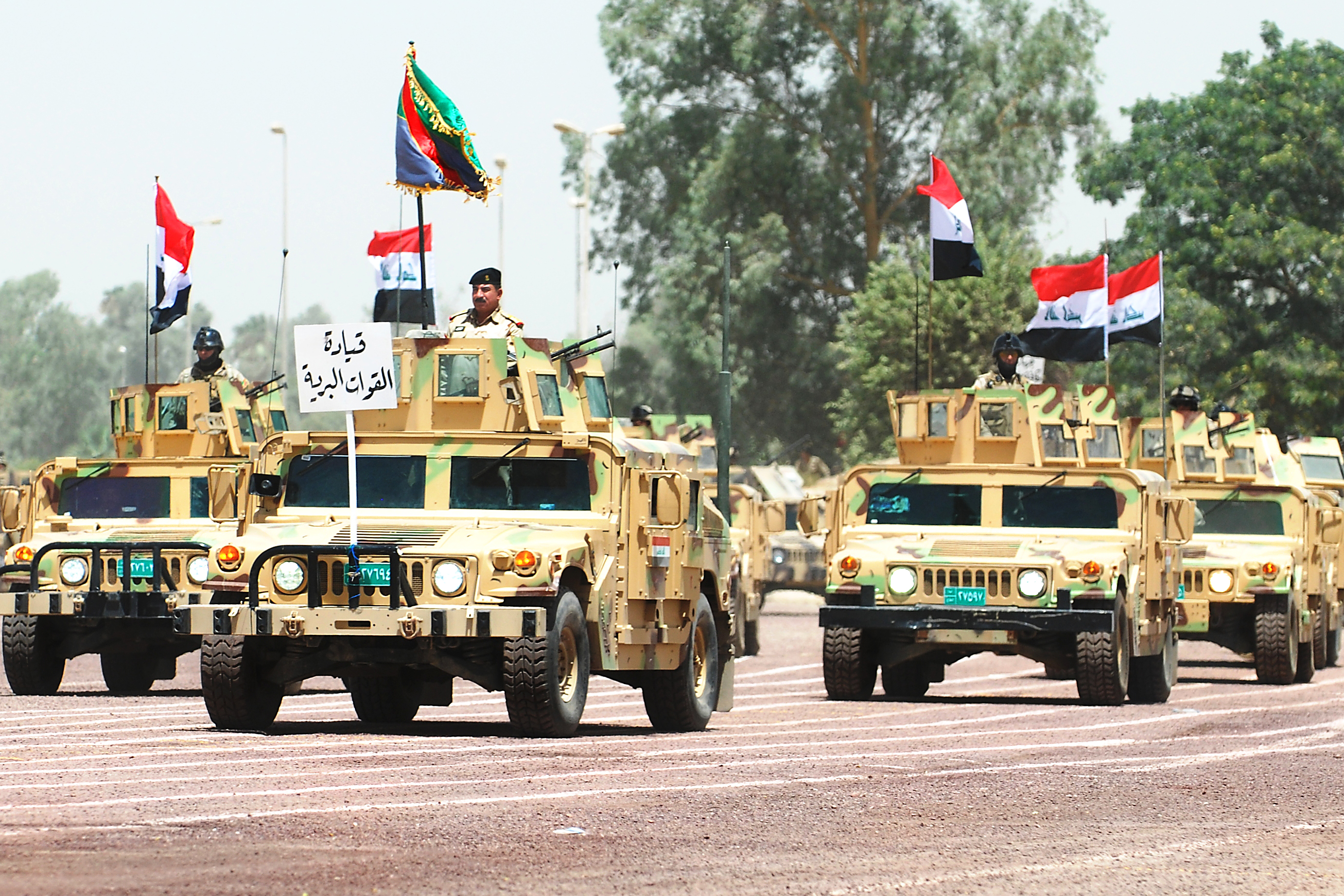
سيارات هامفي تابعة للجيش العراقي في استعراض.

في 17 فبراير 2010، أعلن وزير الدفاع الأمريكي روبرت غاتس أنه في 1 سبتمبر، سوف يتم تغيير اسم «عملية حرية العراق» باسم «عملية الفجر الجديد».
في 18 أبريل، قتلت القوات الأمريكية والعراقية زعيم القاعدة في العراق أبو أيوب المصري في عملية أمريكية عراقية مشتركة قرب تكريت، العراق. اعتقدت قوات التحالف أن المصري كان يرتدي حزاما ناسفا. بعد إطلاق نار طويل وقصف للمنزل، اقتحمته القوات العراقية وأخدت امرأتين على قيد الحياة، واحدة كانت زوجة المصري، وأربعة رجال قتلى هم المصري، أبو عبد الله الرشيد البغدادي، مساعد للمصري، وابن البغدادي. كان الحزام الناسف حقا على جثة المصري، وهذا ما أكده الجيش العراقي. أعلن رئيس الوزراء العراقي نوري المالكي مقتل أبو عمر البغدادي وأبو أيوب المصري في مؤتمر صحفي في بغداد وأظهر للصحفيين صور جثثهم الملطخة بالدماء. قال السيد المالكي: "نفذ الهجوم من قبل قوات برية طوقت المنزل، واستخدمت أيضا الصواريخ فيه". أضاف المالكي: "خلال العملية، وجدت أجهزة الكومبيوتر إيميلات ورسائل أرسلت إلى أكبر إرهابيين، أسامة بن لادن و [نائبه] أيمن الظواهري". أشاد قائد القوات الأمريكية الجنرال ريموند أوديارنو بالعملية. قال هذا الأخير: "مقتل هؤلاء الإرهابيين يحتمل أن يكون كارثة عظمى للقاعدة في العراق منذ بداية التمرد". وأضاف: "هذا الحادث هو نقطة البداية لغربلة العراق من الإرهابيين.
أعلن نائب الرئيس الأمريكي جو بايدن أن مقتل أعلى قائدين للقاعدة في العراق «يحتمل أن يكون ضربة قاسمة» لهذا التنظيم الإرهابي وأن هذا دليل على أن قوات الأمن العراقية حققت مكاسب حقيقية.
في 20 يونيو، تم تفجير البنك المركزي العراقي في هجوم خلف 15 قتيلا مدنيا وتوقف للحركة في وسط بغداد. زعم أنه تم تنفيذ الهجوم من قبل دولة العراق الإسلامية. تبع هذا الهجوم هجوما آخرا على مبنى البنك التجاري العراقي خلف 26 قتيلا وجرح 52 مدنيا.

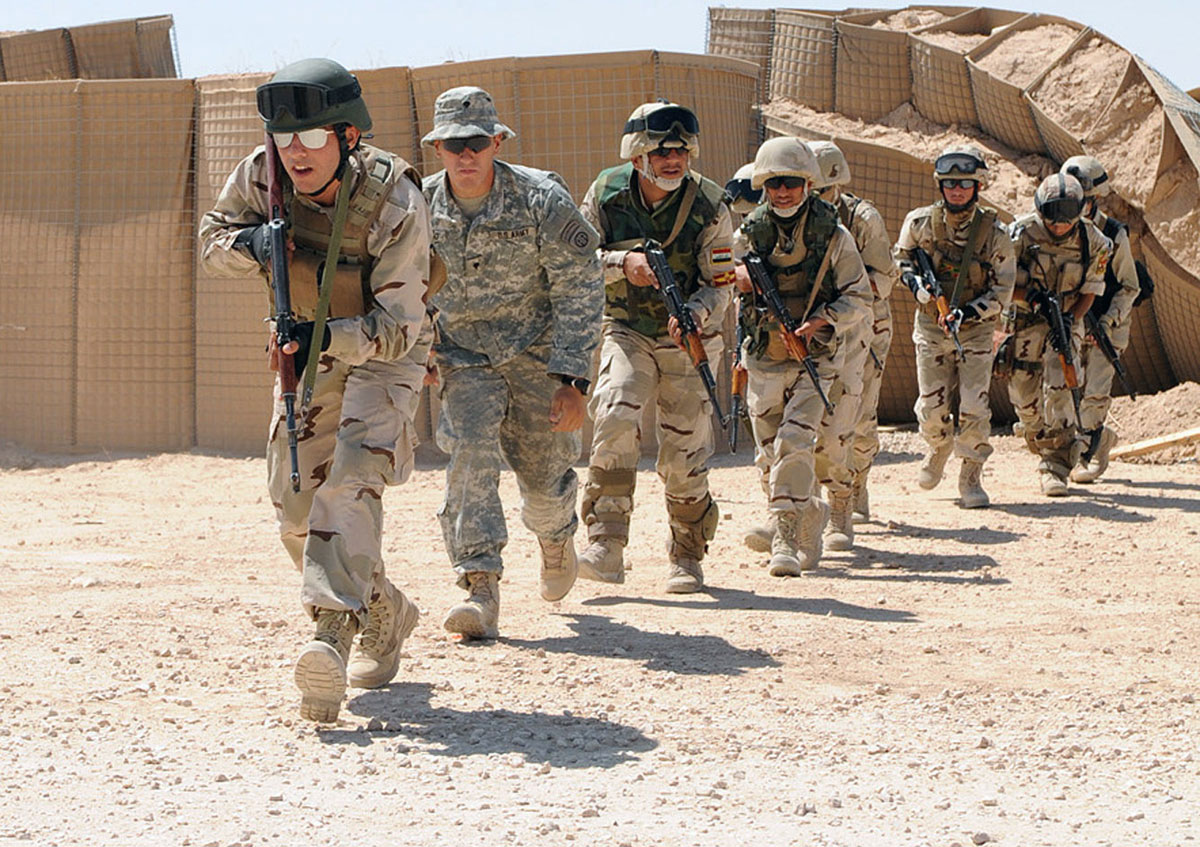
كوماندوز عراقيون يتدربون تحت إشراف جنود من اللواء الجوي 82 الأمريكي في ديسمبر 2010.

في أواخر أغسطس 2010، قام المقاتلون بهجوم كبير باستخدام 12 سيارة مفخخة فجرت في وقت واحد من الموصل إلى البصرة وخلفت مقتل 51 شخص. تزامنت هذه الهجمات مع الخطة الأمريكية لسحب قواتها القتالية.
من نهاية أغسطس 2010، حاولت الولايات المتحدة كثيرًا إنهاء دورها القتالي في العراق، مع انسحاب كل القوات البرية الأمريكية التي حدد لها القيام بعمليات قتالية نشطة. غادرت آخر الألوية القتالية الأمريكية العراق في أوائل صباح 19 أغسطس. انتقلت قوافل القوات الأمريكية خارج العراق إلى الكويت لعدة أيام، وبثت إن بي سي نيوز مباشرة من العراق عبور آخر قافلة الحدود. في حين أن كل الألوية القتالية غادرت البلاد، ظل 50,000 شخص إضافي (بما في ذلك مستشارين وألوية دعم) في البلاد لتقديم الدعم للقوات المسلحة العراقية. غادرت هذه القوات العراق في 31 ديسمبر 2011 بموجب اتفاق بين الحكومتين العراقية والأمريكية.
رغم الرغبة على إبقاء دورها لمكافحة التمرد، لم تقم القوات الأمريكية بذلك لكنها أبقت مستشاريها وألوية الدعم الخاصة بها ليظل دور الولايات المتحدة في القتال. كررت أسوشتيد بريس قولها أن القتال في العراق «لم ينتهي».
قال المتحدث باسم الإدارة الأمريكية بي. جي. كرولي: «...نحن لم ننهي عملنا في العراق، لدينا التزامات كثيرة مع العراق». في 31 أغسطس، أعلن أوباما نهاية عملية حرية العراق من مكتب بيضوي. في خطابه، لم يذكر دور الولايات المتحدة، تأثير هذه الحرب على اقتصاد الولايات المتحدة، وتراث حروب أفغانستان والعراق.
في نفس اليوم في العراق، في مراسم في واحد من منازل صدام حسين السابقة في قصر الفاو في بغداد، تكلم عدد من كبار الشخصيات الأمريكية في هذه المراسم أمام كاميرات التلفزيون، عن تجنب إيحاءات انتصار حالي في الإعلانات الأمريكية مما يعني نهاية قريبة للحرب. أعرب نائب الرئيس جو بايدن عن مخاوف بما يتعلق بفقدان التقدم المستمر في تشكيل حكومة عراقية جديدة، قائلا أن الشعب العراقي «ينتظر حكومة تعكس نتائج تصويته». قال الجنرال ريموند أوديارنو أنه في الوقت الحالي «لا توجد إشارات على نهاية التزاماتنا مع شعب العراق». في محادثة في الرمادي فيما مضى من ذلك اليوم، قال روبرت غاتس أن القوات الأمريكية «أنجزت شيئا حقا رائع هنا». سأل الصحفيون غاتس إذا ما كانت هذه السنوات السبعة في هذه الحرب قد جاءت بفائدة، فقال أن «حقا يتطلب هذا وجهة تاريخية لمعرفة هل هناك منفعة هنا». قال روبرت غاتس عن حرب العراق: «سوف أحزن دائما لأنها بدأت» في إشارة لادعاء امتلاك صدام حسين أسلحة دمار شامل، والتي لم يتم التأكد منها بأنها موجودة. ثم أكمل: «هذا واحد من الأسباب التي ستترك هذه الحرب دائما مثيرة للجدل». في نفس اليوم، تم استبدال الجنرال ريموند أوديارنو بقائد القوات الأمريكية في العراق لويد أوستن.

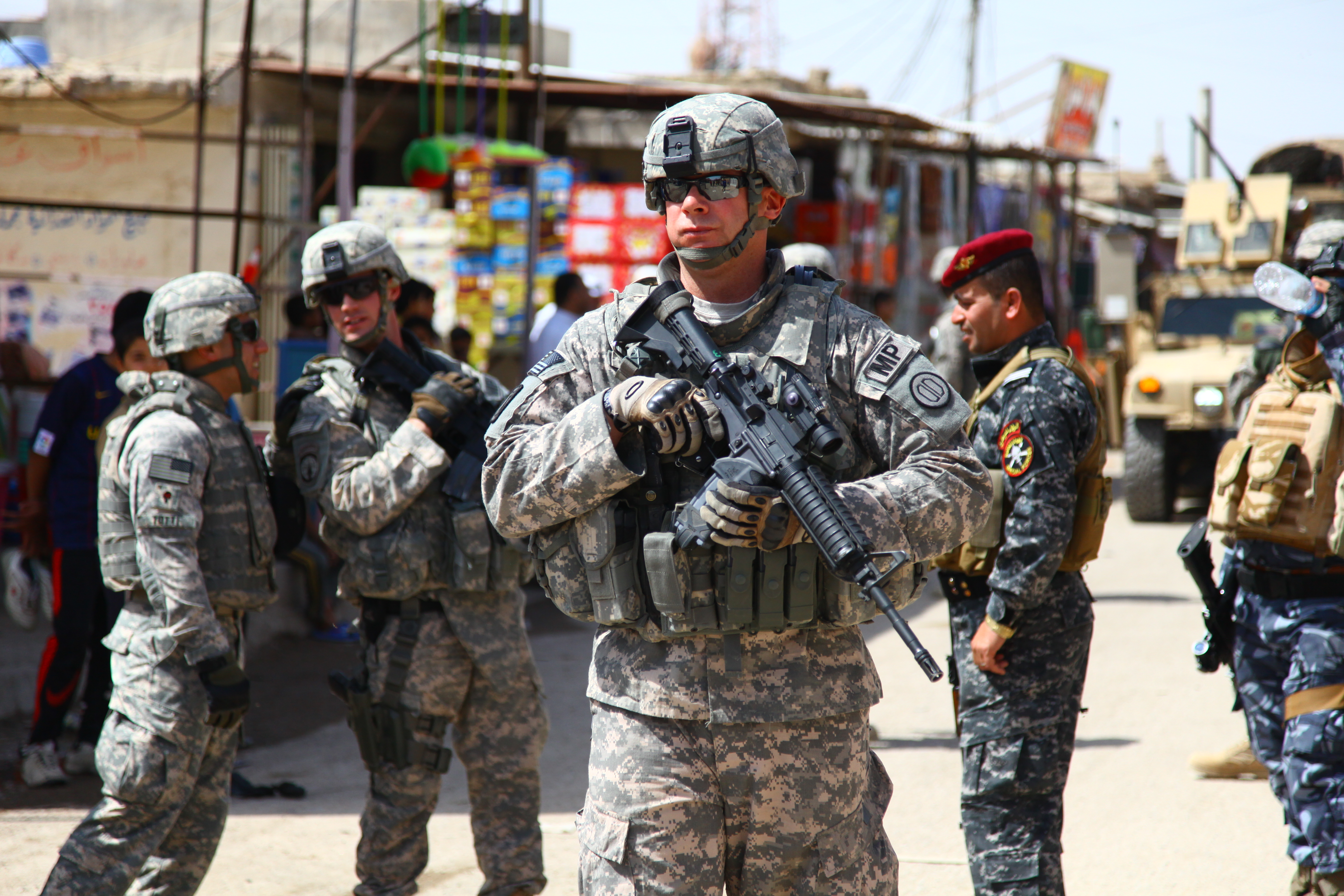
مجموعة جنود من جيش الحرس الوطني لألاباما خلال دورية شرطة في البصرة في 3 أبريل 2010.

في 7 سبتمبر، قتل جنديان أمريكيان اثنان وجرح تسعة آخرين في حادثة في قاعدة عسكرية عراقية. تم التحقيق بخصوص الحادث من قبل القوات العراقية والأمريكية، لكنهم اعتقدوا أن جنديا عراقيا فتح النار على القوات الأمريكية.
في 8 سبتمبر، أعلن الجيش الأمريكي وصول أول مستشار ولواء دعم هو نظام سلاح الفرسان المسلح الثالث إلى العراق. وأعلن كذلك أن وحدة ستتولى المسؤولية في خمس محافظات جنوبية. من 10–13 سبتمبر، قاتل لواء دعم هو كتيبة المشاة 25 مع مستشار ثان المقاتلين العراقيين بالقرب من ديالى.
حسب تقارير من العراق، تحول ربما ولاء مئات الأعضاء من مجالس الصحوات السنية إلى المقاتلين العراقيين أو تنظيم القاعدة.
كشف ويكيليكس 391,832 وثيقة عسكرية أمريكية سرية بخصوص حرب العراق. على وجه التقريب، قتل 58 مدنيا وجرح 40 آخرين في هجوم على كنيسة سيدة النجاة، وهي كنيسة كاثوليكية في بغداد. زعم تنظيم دولة العراق الإسلامية مسؤوليتها عن الهجوم.
ضربت هجمات منسقة المناطق الشيعية في بغداد في 2 نوفمبر، وخلفت مقتل 113 وجرح 250 باستخدام 17 قنبلة.

#### انتقال قوات الأمن العراقية نحو الاعتماد الذاتي
أعد مبلغ 13 مليار لشراء أسلحة أمريكية، واعتزمت وزارة الدفاع العراقية تحويل تسليح القوات التقليدية إلى تسليح محلي وأن يصبح العراق أكبر زبائن الأسلحة والمعدات العسكرية الأمريكية. يشمل جزء من مخطط الشراء 140 دبابة إم1 أبرامز وهي دبابة قتال رئيسية. بدأت الأطقم العراقية في ذلك الحين التدريب عليهم. فوق صفقة 13 مليار دولار تلك، طلب العراقيون 18 طائرة إف-16 مقاتلة كجزء من برنامج تصل قيمته إلى 4.2 مليار يشمل أيضا التدريب على الطائرات وصيانتها، وصواريخ إي أي إم-9 سايدوينر جو-جو وقنابل موجهة بالليزر. إذا وافق الكونغرس، يمكن أن تصل الطائرة الأولى في ربيع 2013. حسب الخطة، سوف يتدرب أول 10 طيارين في الولايات المتحدة.
استعرضت البحرية العراقية أيضا زوارق من صنع أمريكي قامت بجولة سريعة في أم قصر، ميناء عراقي رئيسي في شمال نهاية الخليج. اشترى العراق مجموعة من الأسلحة لحماية محطات نفط البصرة وخور الأمية. توقع البعض تسليم سفينتي دعم خارجيتين من صنع أمريكي، تصل قيمتها إلى 70 مليون دولار في 2011.

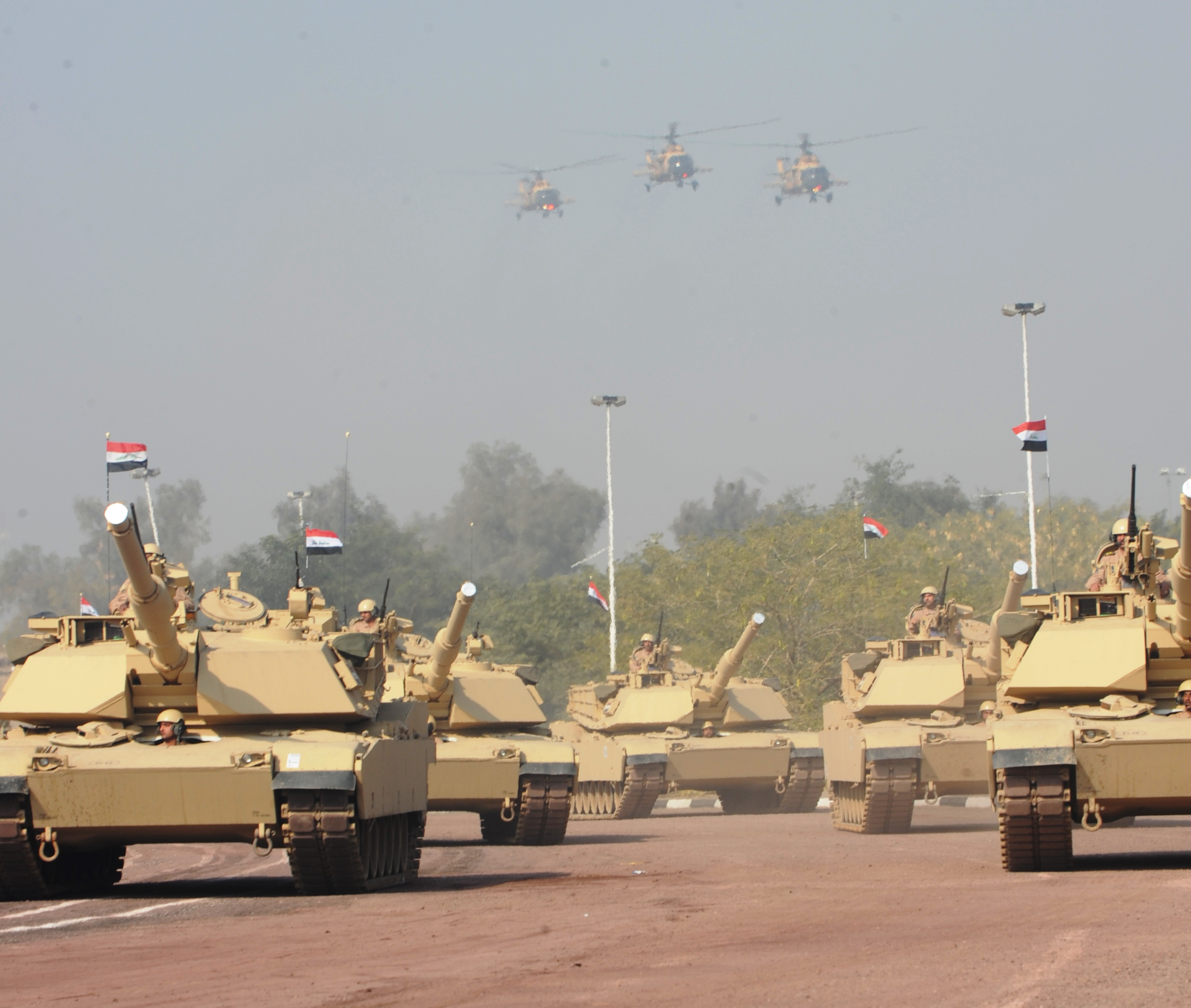
دبابات عراقية من نوع إم1 أبرامز في يناير 2011.

أصدرت وزارة الدفاع الأمريكية إشعارا بقيمة 100 مليون دولار إضافية مخصصة لمبيعات أسلحة من الولايات المتحدة إلى العراق. الدينامية العامة هي عقد أولي بقيمة 36 مليون دولار لتزويد الذخيرة العراقية بدبابات إم1 أبرامز. تخص تلك الصفقة بيع أنواع من الأسلحة عدة.

#### إلغاء القيود الأممية على العراق
في خطوة لإعطاء الشرعية للحكومة العراقية، رفعت الأمم المتحدة القيود الأممية المفروضة على العراق في عهد صدام حسين. يشمل هذا السماح للعراق بامتلاك برنامج نووي سلمي، السماح بمشاركة العراق في معاهدات الأسلحة النووية والكيميائية الدولية، وعودة السيطرة على أرباح النفط والغاز العراقي إلى الحكومة وإنهاء برنامج النفط مقابل الغذاء.

### 2011: الانسحاب الأمريكي
عاد مقتدى الصدر إلى مدينة النجف المقدسة عند الشيعة في العراق لقيادة الحركة الصدرية بعد إبعادها منها في 2007.
في 15 يناير 2011، قتل ثلاثة جنود أمريكيين في العراق. قتل واحد منهم في عملية عسكرية في وسط العراق، في حين أطلق النار على الاثنيين الباقيين عمدا من قبل جندي عراقي أو اثنين خلال تمرين تدريبي.
في 6 يونيو، قتل خمسة جنود أمريكيين في هجوم. جرح جندي سادس في الهجوم، وتوفي بعد 10 أيام متأثرا بجراجه.
في 29 يونيو، قتل ثلاثة جنود أمريكيين في هجوم صاروخي على قاعدة أمريكية تقع بالقرب من الحدود مع إيران. توقع البعض أن مجموعة عسكرية مسؤولة عن الهجوم هي نفسها التي قامت بهجوم 6 يونيو قبل ثلاثة أسابيع. مع ثلاثة قتلى، أصبح يونيو 2011 أكثر شهر دموية للقوات المسلحة الأمريكية منذ يونيو 2009، مع 15 جندي أمريكي قتيل، كان واحد فقط من هؤلاء خارج القتال.
في سبتمبر، وقع العراق عقدا لشراء 18 طائرة حربية من نوع لوكيهيد مارتين إف-16، لتصبح الدولة رقم 26 التي تستخدم طائرات إف-16. بسبب الأرباح غير المتوقعة من النفط، خططت الحكومة العراقية لشراء ضعف عدد طائرات إف-16 المخطط له وهو 18 ليصبح 36. اعتمد العراق على القوات المسلحة الأمريكية للحصول على دعم جوي لقواته خلال معارك القضاء على التمرد الإسلامي القوي.
مع انهيار المناقشات بشأن إطالة مدة بقاء كل القوات الأمريكية إلى ما بعد 2011، لأنه لم تمنح الحصانة لها كلها من الحكومة العراقية، في 21 أكتوبر 2011، أعلن الرئيس أوباما في مؤتمر صحفي بالبيت الأبيض أن القوات الأمريكية المتبقية والمدربين سوف يغادرون العراق في نهاية العام، لتنتهي رسميا المهمة الأمريكية في العراق. مات آخر جندي أمريكي في العراق قبل الانسحاب حيث قتل بواسطة قنبلة مزروعة على جانب الطريق في بغداد في 14 نوفمبر.
في نوفمبر 2011، صوت مجلس الشيوخ الأمريكي بحد أدنى على قرار لإنهاء الحرب رسميا باستخدامه لصلاحية إنهاء الحرب في الكونغرس.

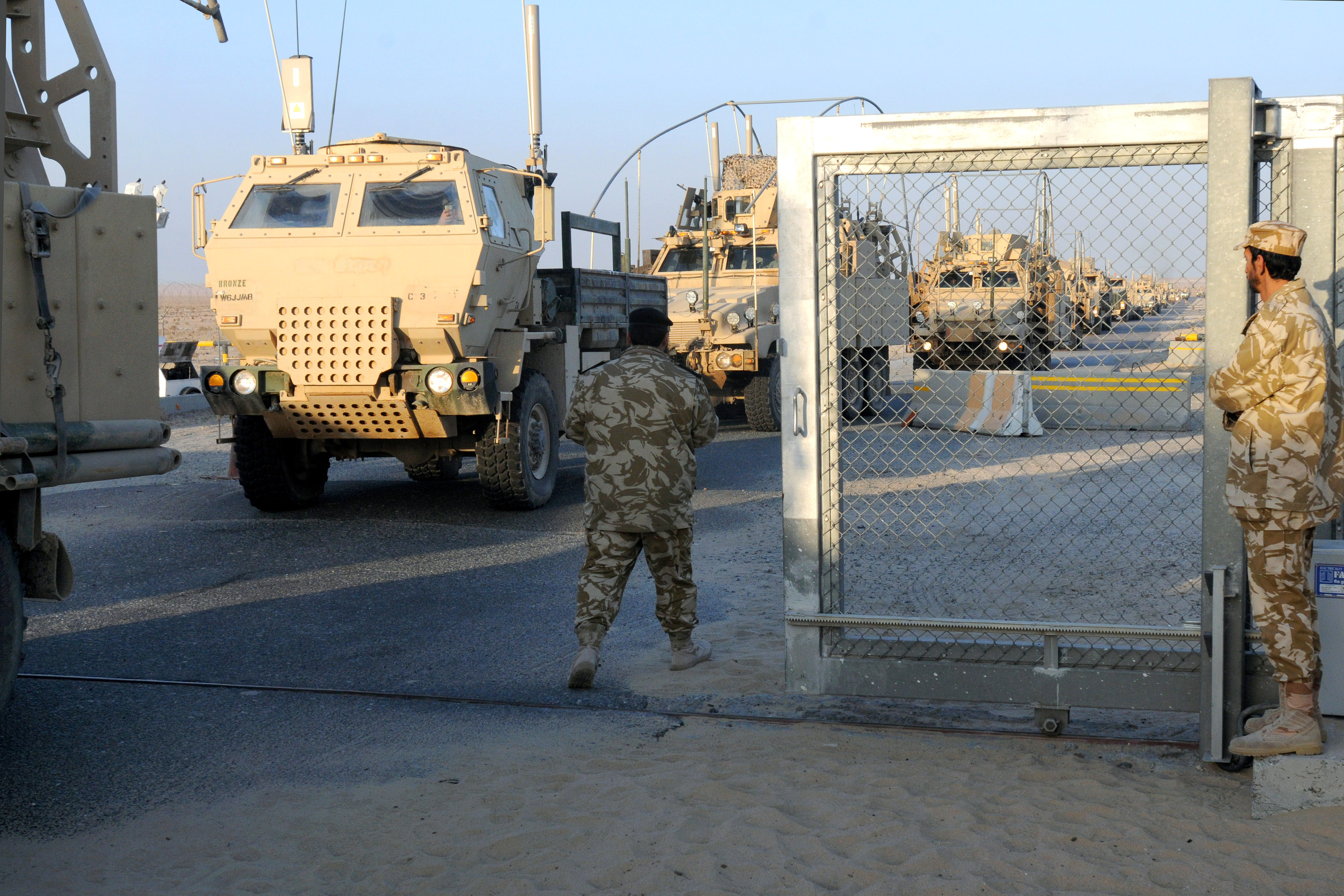
مشهد انسحاب آخر قافلة أمريكية من الجنود مع آلياتها من العراق ودخولها إلى الكويت في 18 ديسمبر 2011.

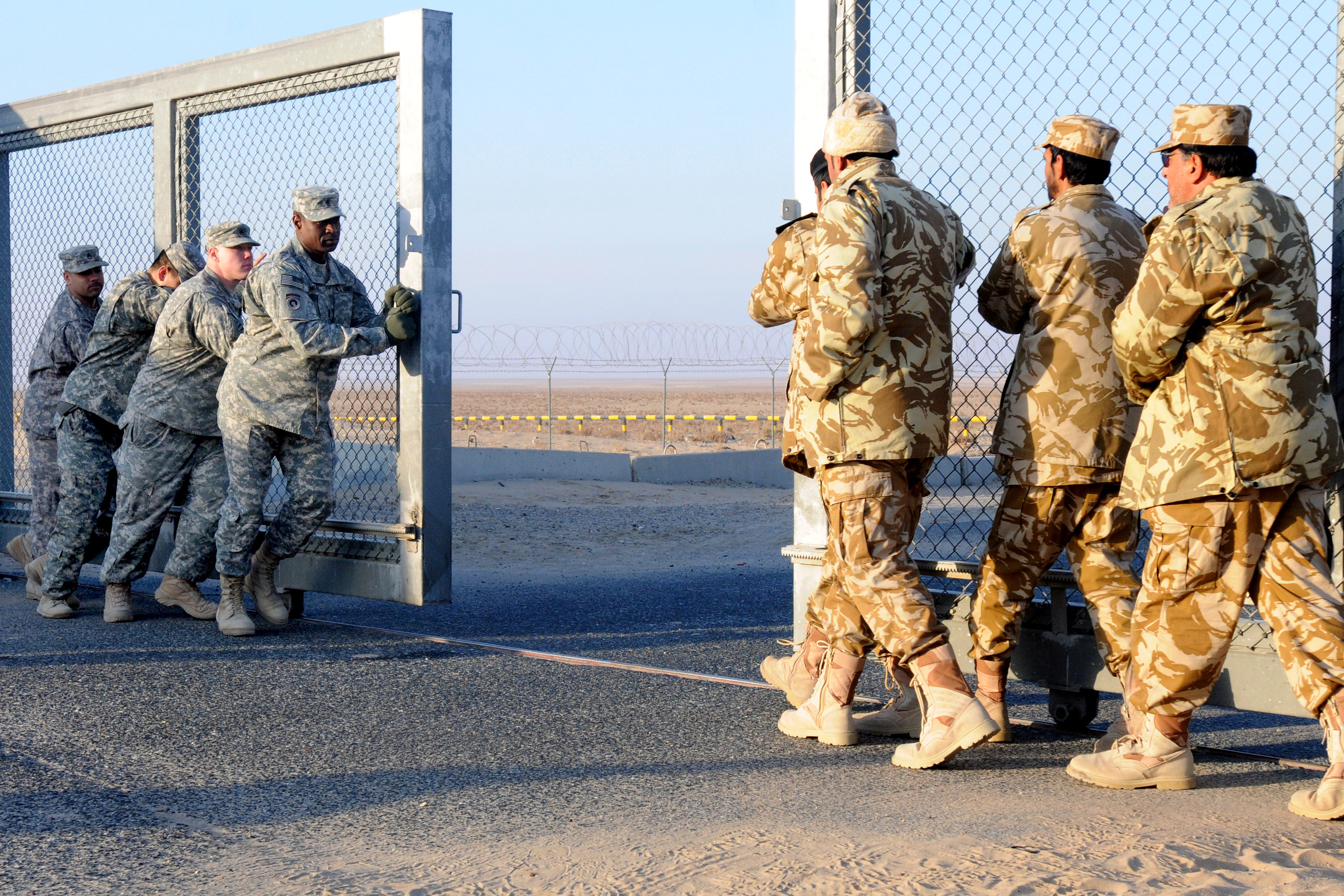
قوات كويتية وأمريكية تغلق الممر الحدودي بين الكويت والعراق في 18 ديسمبر 2011.

انسحبت آخر القوات الأمريكية من العراق في 18 ديسمبر، رغم أن السفارة الأمريكية والقنصليات استمرت في الإبقاء على مجموعة تتكون من أكثر من 20,000 تشمل حراس السفارة البحرية الأمريكية وما بين 4,000 و 5,000 متعاقد أمني خاص. في اليوم التالي، أصدر مسؤولون عراقيون مذكرة اعتقال بحق النائب السني للرئيس طارق الهاشمي. اتهم هذا الأخير بالتورط في اغتيالات والفرار إلى الجزء الكردي من العراق.

## في أعقاب الحرب–ما بعد الانسحاب الأمريكي

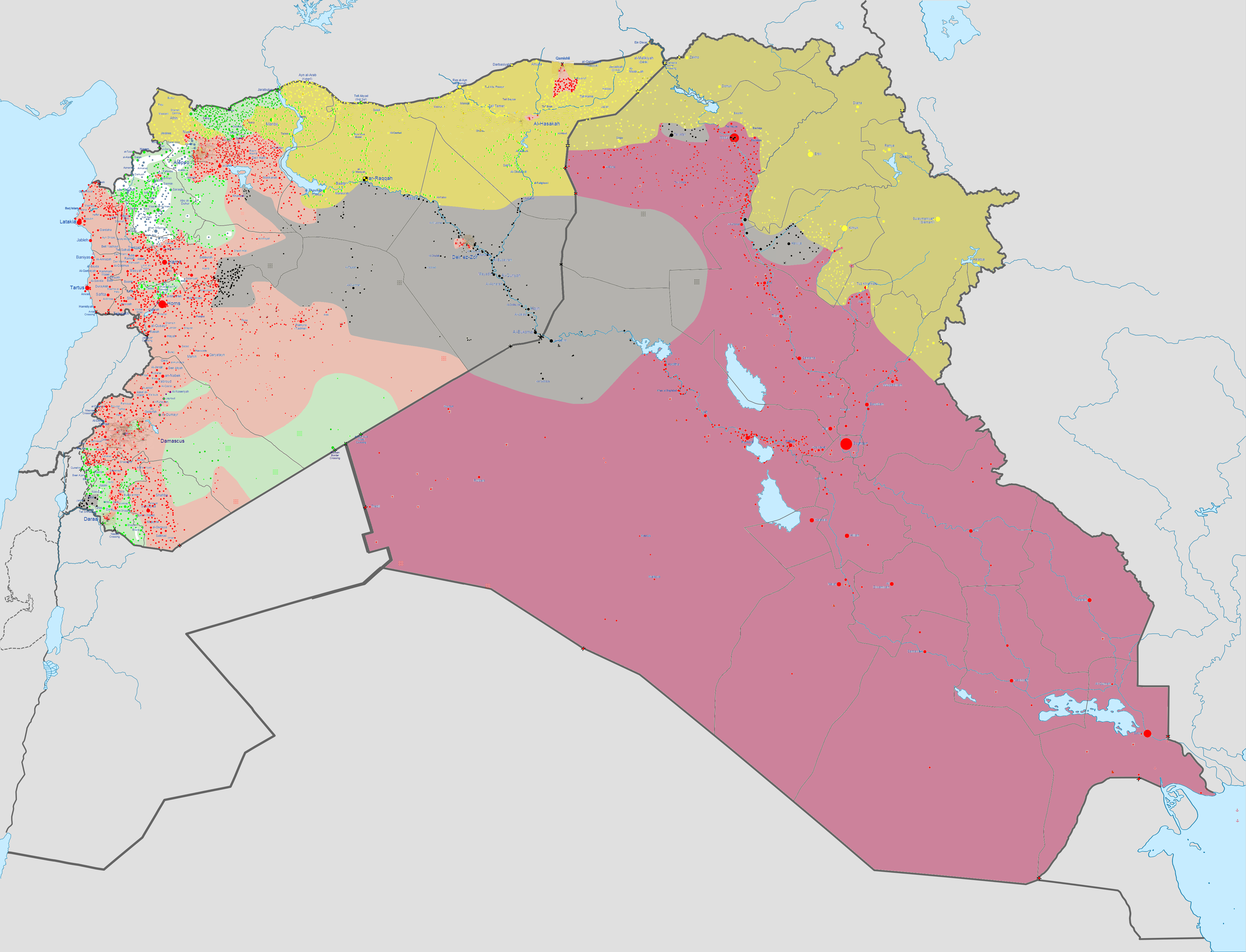
الوضع العسكري في 8 يوليو 2016:
وردي غامق: تحت سيطرة الحكومة العراقية
رمادي: تحت سيطرة تنظيم الدولة الإسلامية في العراق والشام
أصفر باهت: تحت سيطرة البيشمركة
أحمر: تحت سيطرة الحكومة السورية
أخضر: تحت سيطرة الثوار السوريين
أصفر فاتح: تحت سيطرة الهيئة الكردية العليا

أدى الغزو والاحتلال إلى العنف الطائفي الذي تسبب في نزوح واسع النطاق للمدنيين العراقيين. قدرت منظمة الهلال الأحمر العراقي عدد النازحين الداخليين الإجمالي بما يقارب 2,3 مليون في 2008، وأنه ما يقارب مليوني عراقي غادروا البلاد. قاد الفقر عددا كبيرا من النساء العراقيات إلى التحول إلى الدعارة لدعم أنفسهن وعائلاتهن، وذلك بجذب السياح الجنسيين من المناطق المحلية. قاد الغزو إلى دستور أيد الديمقراطية بسلسلة من القوانين التي لم تخالف المبادئ الإسلامية الأساسية، وإلى عقد انتخابات برلمانية في 2005. بالإضافة إلى ذلك، حفظ الغزو منطقة الحكم الذاتي الكردية، وأدى إلى رفاهية اقتصادية جديدة. بسبب أن المنطقة الكردية كانت تاريخيا المنطقة الأكثر ديمقراطية في العراق، فر عدد كبير من اللاجئين العراقيين من مناطق أخرى إلى الأراضي الكردية.
ارتفعت حدة التمرد العراقي في أعقاب الانسحاب الأمريكي. استخدمت الحملات الإرهابية في العراق، في المقام الأول من قبل المتطرفين السنة، المجموعات المقاتلة ضد الحكومة المركزية والأساليب الحربية بين مختلف الفصائل داخل العراق. أنجحت أحداث العنف فيما بعد الانسحاب الأمريكي التمرد السابق في العراق (قبل 18 ديسمبر 2011)، لكنها أظهرت أنماطا مختلفة من العنف والتي أدت قوته الكبيرة إلى انزلاق العراق في حرب أهلية أخرى. قتل حوالي 1,000 مدني داخل العراق في أول شهرين بعد الانسحاب الأمريكي.
استمر العنف الطائفي في النصف الأول من 2013—توفي ما يقارب 56 مدنيا في أبريل عندما قمعت مظاهرة سنية في الحويجة بواسطة غارة منفذة من قبل هيلكوبتر حكومية وحدثت عدة حوادث عنيفة في مايو. في 20 مايو 2013، قتل ما يقارب 95 مدنيا عندما وقع هجوم باستخدام سيارة مفخخة والذي كان قد سبق انفجار سيارة مفخخة أخرى في 15 مايو أدت إلى وفاة 33 شخصا؛ أيضا، في 18 مايو، قتل 76 مدنيا في المناطق السنية ببغداد. أعلن بعض الخبراء أن العراق قد يعود إلى وضعية النزاع الطائفي الوحشي الذي حصل في 2006. في 22 يوليو 2013، فر 500 سجين من سجن أبو غريب العراقي كان من بينهم خمسة قادة كبار في القاعدة بواسطة هجوم. بدأ هذا الأخير عندما قاد انتحاري سيارة مليئة بالمتفجرات لتصطدم ببوابات السجن. قال جيمس إف. جيفري، السفير الأمريكي في بغداد عندما غادرت آخر القوات الأمريكية، أن الهجوم ونتائجه أي فرار السجناء «أعطى قيادة محنكة وجرعة معنوية للقاعدة وحلفائها في كل من العراق وسوريا...من المرجح أن يسبب هذا في صدامات خطيرة وعزل للسكان السنة في العراق، الذين سيحاطون بما يشبه السياج».
في منتصف 2014، دخلت البلاد في فوضى مع تشكيل حكومة جديدة بعد انتخابات وطنية، ووصل التمرد إلى مستويات مرتفعة جديدة. في بدايات يونيو 2014، سيطر تنظيم الدولة الإسلامية في العراق والشام على مدن الموصل وتكريت وقال أنه مستعد للذهاب إلى بغداد، في حين سيطرت القوات الكردية العراقية على منشآت عسكرية في مدينة النفط الرئيسية كركوك. طلب رئيس الوزراء نوري المالكي من مجلس النواب إعلان حالة الطوارئ التي يمكنها أن تزيد من سلطاته، لكن رفض النواب.
في صيف 2014، أعلن الرئيس أوباما عودة القوات الأمريكية إلى العراق، لكن فقط من أجل تقديم الدعم الجوي، في محاولة لإيقاف تقدم قوات داعش، تقديم الدعم الإنساني لللاجئين المحاصرين وإيجاد حالة استقرار سياسي. في 14 أغسطس 2014، استسلم رئيس الوزراء نوري المالكي للضغوط في الداخل والخارج للتنازل عن منصبه. خلفه في المنصب حيدر العبادي واستلم منصبه في 19 أغسطس 2014. في زعم للانتقام من القصف الجوي الذي تم إعلانه من قبل الرئيس أوباما، غير تنظيم الدولة الإسلامية في العراق والشام اسمه في هذا الوقت إلى تنظيم الدولة الإسلامية، قطع رأس صحفي أمريكي، هو جيمس فولي'، الذي كان قد تم اختطافه سابقا لسنتين. على الرغم من القصف الأمريكي والاختراقات للجبهة السياسية، ظل العراق في فوضى مع تدعيم تنظيم الدولة الإسلامية لمكاسبه، واستمر العنف الطائفي دون انقطاع. في 22 أغسطس 2014، فتحت ميليشيات شيعية مشتبه بها النار على مسجد سني خلال صلاة الجمعة، مما أدى إلى مقتل 70 مصليا. من جهة أخرى، قتلت قوات عراقية كانت في مروحية 30 مقاتلا سنيا في مدينة الدلوية. في اليوم التالي، حدثت ثلاثة تفجيرات في العراق أدت إلى مقتل 35 شخصا فيما يظهر أنه انتقام للهجوم على المسجد.

## الخسائر البشرية
يبين الجدول خسائر حرب العراق حسب عدة مصادر.
| المصدر                               | الخسائر العراقية | مارس 2003 إلى ...          |
| ------------------------------------ | --- | -------------------------- |
| دراسة صحة عائلة العراق               | 151.000 قتيل بسبب العنف. | يونيو 2006                 |
| دراسة لانست                          | 601.027 حالة وفاة من أصل 654.965 حالة وفاة إضافية.                                                                                            | يونيو 2006                 |
| دراسة بلوس الدوائية                  | 460.000 حالة وفاة إضافية وتشمل 132,000 حالة وفاة بسبب الصراع.                                                                                 | يونيو 2011                 |
| دراسة مجلة بحوث الرأي                | 1.033.000 حالة وفاة بسبب الصراع. | أغسطس 2007                 |
| وزارة الصحة العراقية                 | 87.215 قتيل وذلك حسب شهادات الوفاة التي تم إصدارها. حالات الوفاة قبل يناير 2005 غير مسجلة. تقول تقديرات الوزارة أن %20 من الوفيات هي موثقة.   | يناير 2005 إلى فبراير 2009 |
| أسوشتشيد برس                         | 110.600 حالة وفاة. الأرقام من شهادات وزارة الصحة بالإضافة إلى تقدير وكالة الأنباء الفرنسية في 2003–04.                                        | أبريل 2009                 |
| الجهاز المركزي للإحصاء               | 105.052–114.731 قتيل مدني. تم جمع هذه الأرقام من وسائل الإعلام التجارية، المنظمات غير الحكومية وتقارير رسمية. حوالي 162.000 قتيل مدني وعسكري. | يناير 2012                 |
| تسريبات ويكيليكس لوثائق حرب العراق   | 109.032 قتيل وتشمل 66.081 مدني. | يناير 2004 إلى ديسمبر 2009 |
| احصاء ضحايا حرب العراق iraqbodycount | 180,093 – 201,873 قتيل مدني. | 2003 إلى فبراير 2017       |

## الانتقاد

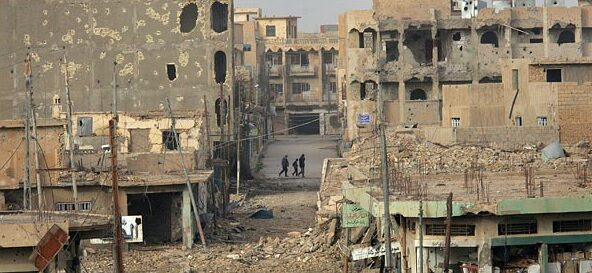
شارع في مدينة الرمادي تضرر بشدة من القتال في عام 2006.

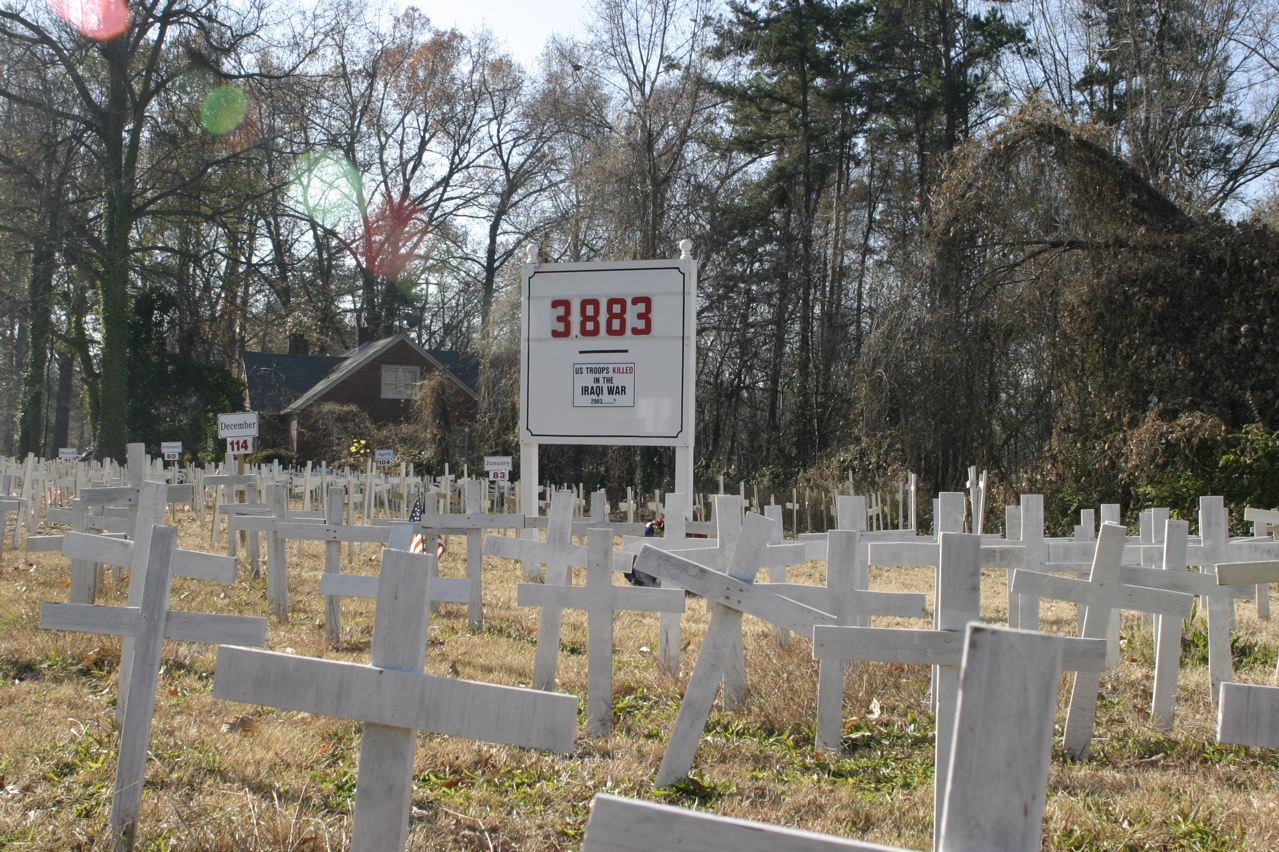
نصب تذكاري محلي في ولاية كارولينا الشمالية في ديسمبر 2007؛ يمكن النظر للضحايا الأمريكيين في الخلفية.

واجهت إدارة بوش في تبريرها لحرب العراق انتقادات حادة على حد سواء داخل وخارج الولايات المتحدة الأمريكية، وعثر العديد من المواطنين الأمريكيين على كثير من أوجه التشابه مع حرب فيتنام. على سبيل المثال، وصف ضابط سابق في وكالة المخابرات المركزية مكتب الخطط الخاصة بأنها مجموعة من العقائديين الذين كانوا يشكلون خطرا على الأمن القومي للولايات المتحدة وتهديدا للسلام العالمي، وبأنها مجموعة كاذبة وقد تلاعبت بالاستخبارات حتى وضعت أمر إزالة صدام في قائمة أولوياتها. زعم مركز النزاهة أن إدارة بوش قدمت ما مجموعه 935 بيانا كاذبا بين 2001 و 2003 حول تهديد العراق المزعوم للولايات المتحدة.

## للمزيد من القراءة
- Bellavia، David (2007). House to House: An Epic Memoir of War. سايمون وشوستر. ISBN:978-1416574712. مؤرشف من الأصل في 2020-02-22.
- Dexter Filkins (17 ديسمبر 2012). "General Principles: How good was David Petraeus?". The New Yorker. ص. 76–81. مؤرشف من الأصل في 2019-07-14.
- {{استشهاد بكتاب}}: استشهاد فارغ! (مساعدة) 318 pages
- Gordon، Michael R. (2006). Cobra II: The Inside Story of the Invasion and Occupation of Iraq. Pantheon. ISBN:978-1557782328. مؤرشف من الأصل في 2018-04-14.
- Larson، Luke S. (2008). Senator's Son: An Iraq War Novel. Phoenix, Arizona: Key Edition Incorporated. ISBN:978-1449969868. مؤرشف من الأصل في 2020-02-22.
- North، Richard (2009). Ministry of Defeat: The British War in Iraq 2003–2009. Continuum Publishing Corporation. ISBN:978-1441169976. مؤرشف من الأصل في 2022-06-21.
- {{استشهاد بكتاب}}: استشهاد فارغ! (مساعدة)
- Thomas E. Ricks  [لغات أخرى]‏ (2006). Fiasco: The American Military Adventure in Iraq. Penguin. ISBN:9781594201035. مؤرشف من الأصل في 2017-10-13.{{استشهاد بكتاب}}:  صيانة الاستشهاد: أسماء عددية: قائمة المؤلفين (link) صيانة الاستشهاد: أسماء متعددة: قائمة المؤلفين (link) صيانة الاستشهاد: علامات ترقيم زائدة (link)
- A Bitter Legacy: Lessons of Debaathification in Iraq (Report). International Center for Transitional Justice. مؤرشف من الأصل في 2019-09-25.

## وصلات خارجية
- بلير يعتذر عن "أخطاء" حرب العراق.

### وصلات لمواقع إلكترونية غير شقيقة
- International Center for Transitional Justice, Iraq
- Dollar cost of war: total U.S. cost of the Iraq War
- "Bleak Pentagon study admits 'civil war' in Iraq" نسخة محفوظة 19 مارس 2007 على موقع واي باك مشين., by Rupert Cornwell, ذي إندبندنت, March 2007
- High resolution maps of Iraq نسخة محفوظة 19 فبراير 2007 على موقع واي باك مشين., GulfWarrior.org
- Presidential address by George W. Bush on the evening of 19 March 2003, announcing war against Iraq.
- Bibliography: The Second U.S. – Iraq War (2003–)
- "1st Major Survey of Iraq". Zogby International, 10 September 2003.
- Iraq at Polling Report.com. Chronological polls of Americans 18 and older
- Just War in Iraq 2003 pdf Legal dissertation by Thomas Dyhr from University of Copenhagen.
- Iraq war stories, a Guardian and Observer archive in words and pictures documenting the human and political cost, The Guardian, April 2009.
- Iraq: The War Card. مركز النزاهة العامة.
- Jargin SV. Health care in Iraq: 2013 vs. 2003. CMAJ September 17, 2013